# 多摩市
多摩市（日语：／ Tama shi */?）是位於東京都多摩地方的城市。為業務核都市。面積21.01km²。於1971年（昭和46年）11月1日其開始施行市制。
多摩市為吉卜力工作室動畫作品心之谷的故事舞臺。也是伊藤出雲漫畫作品《街角魔族》中虛構城鎮多魔的原型。

## 地理

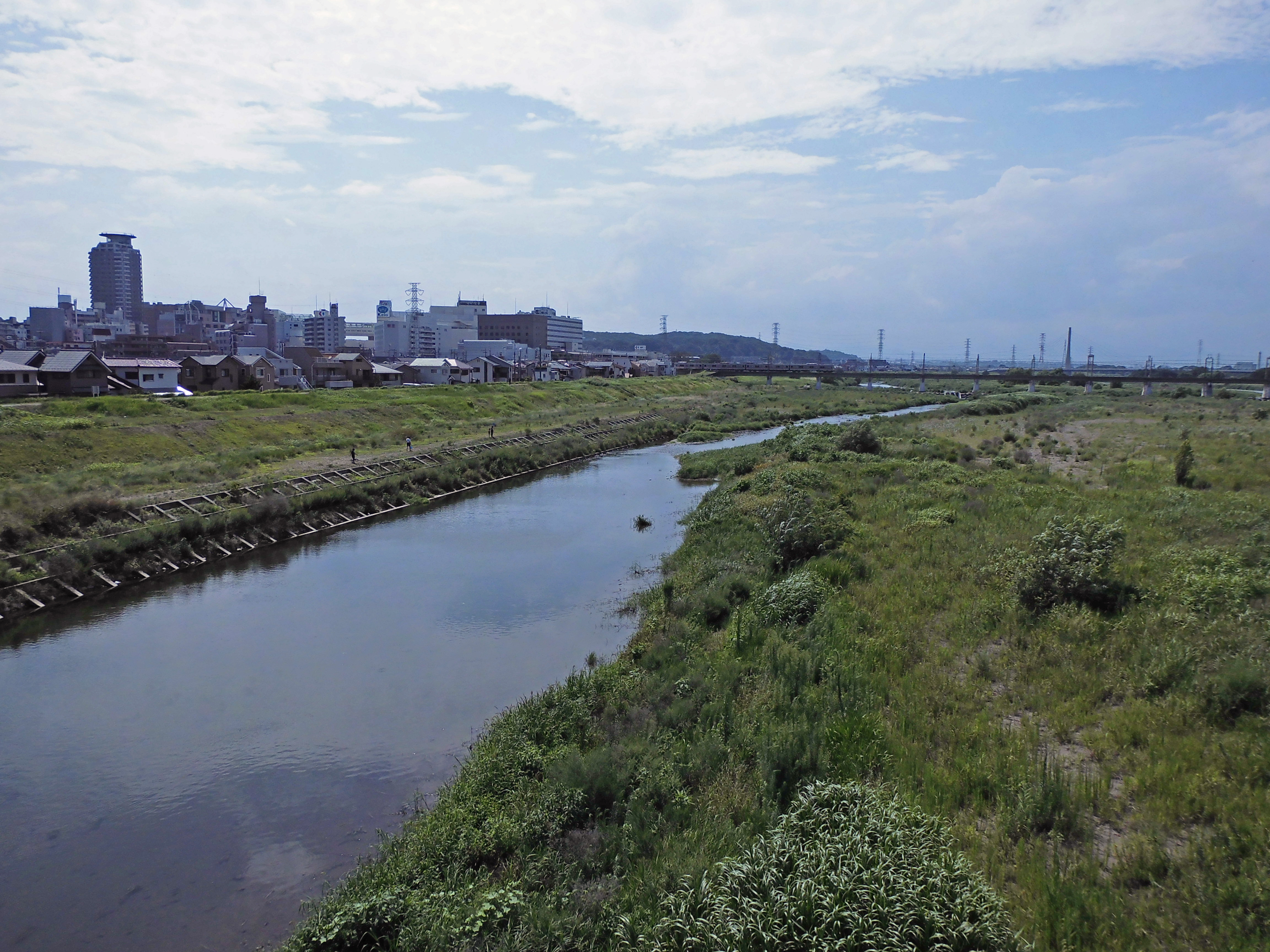
多摩川與聖蹟櫻丘市區

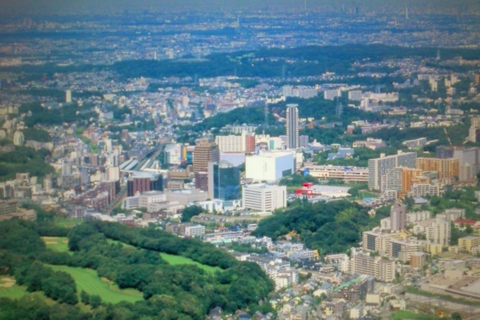
開發於丘陵地帶的多摩新市鎮

### 概要
本市位於多摩川中游右岸，屬多摩丘陵北端。市域北端為多摩川，南端為多摩丘陵稜線，整體呈現與多摩川支流大栗川及其支流乞田川在丘陵地帶中劃出的谷地方向相同的東北東－西南西方向，市內地勢起伏明顯。
多摩市北鄰東京都府中市、東京都日野市，西接東京都八王子市，南連東京都町田市，東通神奈川縣川崎市麻生區、東京都稻城市。多摩新市鎮涵蓋本市南部與稻城市、町田市、八王子市。
此外，本市是南多摩地域中唯一沒有高速道路或JR通過的自治體。
2010年，東洋經濟新報社針對全國787個自治體所作的「宜居排名」中，多摩市在各項指數中排名57位或以上。此外，本市也在該報社的財政健全度排名中排名第35名，其中去債務體質位居第一位。
多摩市目前為業務核都市。
GANDAI NET依據國家公布的地盤資料所作成的「搖晃強烈的東京城市排名」，多摩市位居第1位。

### 鄰接自治體（行政區）
- 東 - 稻城市
- 北 - 府中市
- 西 - 日野市、 八王子市
- 南 - 町田市
- 東南 - 神奈川縣川崎市（麻生區）

## 歷史
- 舊石器時代 - 豐丘（日语：豊ヶ丘）曾挖掘出約25,000年至20,000年前的石器
- 繩文時代 -  約10,000年前至3,000年前，有許多繩文人定居於此（市內已發現多處當時的住居、土器、石器、墳墓等）
- 古墳時代後期 - 建造稻荷塚古墳（日语：稲荷塚古墳）（八角墳）、臼井塚古墳（日语：臼井塚古墳）、塚原古墳群（日语：塚原古墳群 (多摩市)）等眾多古墳（和田古墳群）
- 奈良時代 - 為武藏國多磨郡。此時的遺跡有南多摩窯跡群
- 奈良時代左右 - 武藏國六所宮之一、武藏一宮小野神社創建
- 鎌倉時代 - 1213年，鎌倉幕府於關戶建造關所霞之關（日语：霞ノ関）
- 鎌倉時代 - 1333年5月16日，關戶（日语：関戸 (多摩市)）爆發“關戶之戰（日语：関戸の戦い）”，新田義貞軍擊敗北條泰家，突破霞之關
- 鎌倉時代 - 築關戶城
- 鎌倉時代〜江戶時代末期 - 關戶作為宿場町而繁榮發展
- 1871年 - 廢藩置縣，關戶村等8村劃入神奈川縣多摩郡
- 1878年 - 多摩郡分為東西南北4郡
- 1881年 - 連光寺一帶設置連光寺村御獵場
- 1889年4月1日 - 市制町村制施行，關戶村、連光寺村、貝取村、乞田村、落合村、和田村、東寺方村、一之宮村等8村與百草村、落川村兩村飛地合併成立多摩村（村役場設於關戶）
- 1893年4月1日 - 移交東京府管轄
- 1925年 - 玉南電氣鐵道關戶站（1937年改稱聖蹟櫻丘站）開始營運
- 1930年 - 多摩聖蹟紀念館（現：舊多摩聖蹟紀念館（日语：旧多摩聖蹟記念館））開館
- 1943年 - 東京都制施行
- 1952年 - 現市役所位置設立忠魂碑
- 1960年 - 京王帝都電鐵（現京王電鐵）建設櫻丘分讓地
- 1964年4月1日 - 町制施行，為多摩町
- 1965年
  - 1月5日 - 制定町章（現市章）。[4]
  - 12月 - 擬定多摩新市鎮開發計畫
- 1971年
  - 3月26日 - 諏訪、永山地區開始入住
  - 11月1日 - 市制施行，為多摩市
- 1972年 - 愛宕地區開始入住
- 1973年
  - 12月 - 町田市上小山田町、下小山田町、小野路町一部分編入多摩市，多摩市落合一部分編入町田市。
- 1974年
  - 6月 - 小田急多摩線通至小田急永山站
  - 10月 - 京王相模原線通至京王多摩中心站
- 1975年4月 - 小田急多摩線通至小田急多摩中心站
- 1976年 - 貝取、豐丘（日语：豊ヶ丘）、落合（日语：落合 (多摩市)）地區開始入住
- 1982年 - 八王子市鹿島、松谷地區發起併入多摩市運動
- 1983年 - 鶴牧地區開始入住
- 1984年 - 聖丘地區開始入住
- 1986年11月 - 與長野縣富士見町締結友好都市
- 1988年3月 - 開設多摩中央警察署（日语：多摩中央警察署）
- 1990年3月 - 小田急多摩線通至唐木田站
- 1991年 - 唐木田地區開始入住
- 1997年11月 - 「多摩市迷你巴士（日语：多摩市ミニバス）」開始營運
- 1999年 - 成為業務核都市
- 2000年1月 - 多摩都市單軌線通至多摩中心站
- 2005年 - 多摩中心地開始入住

## 遺跡、古墳

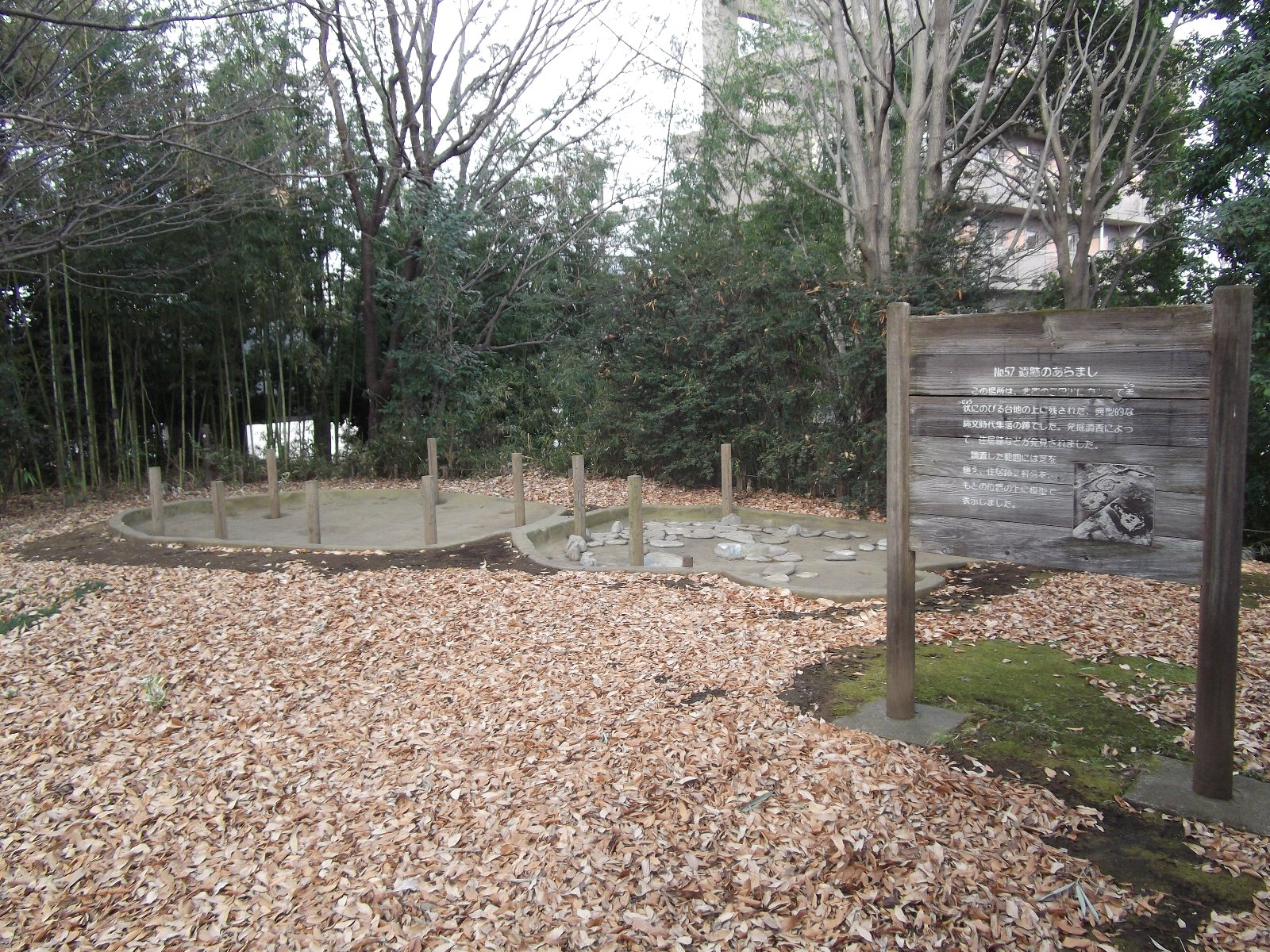
多摩新市鎮No.57遺跡

多摩丘陵約在3萬年前起就已有人類居住。隨著昭和40年左右起開始進行的大規模開發，市內也開始進行遺跡調查。不僅針對繩文時代、古墳時代進行綿密的調查，豐丘也發現屬舊石器時代、約25,000年至20,000年前的石器。

### 繩文時代

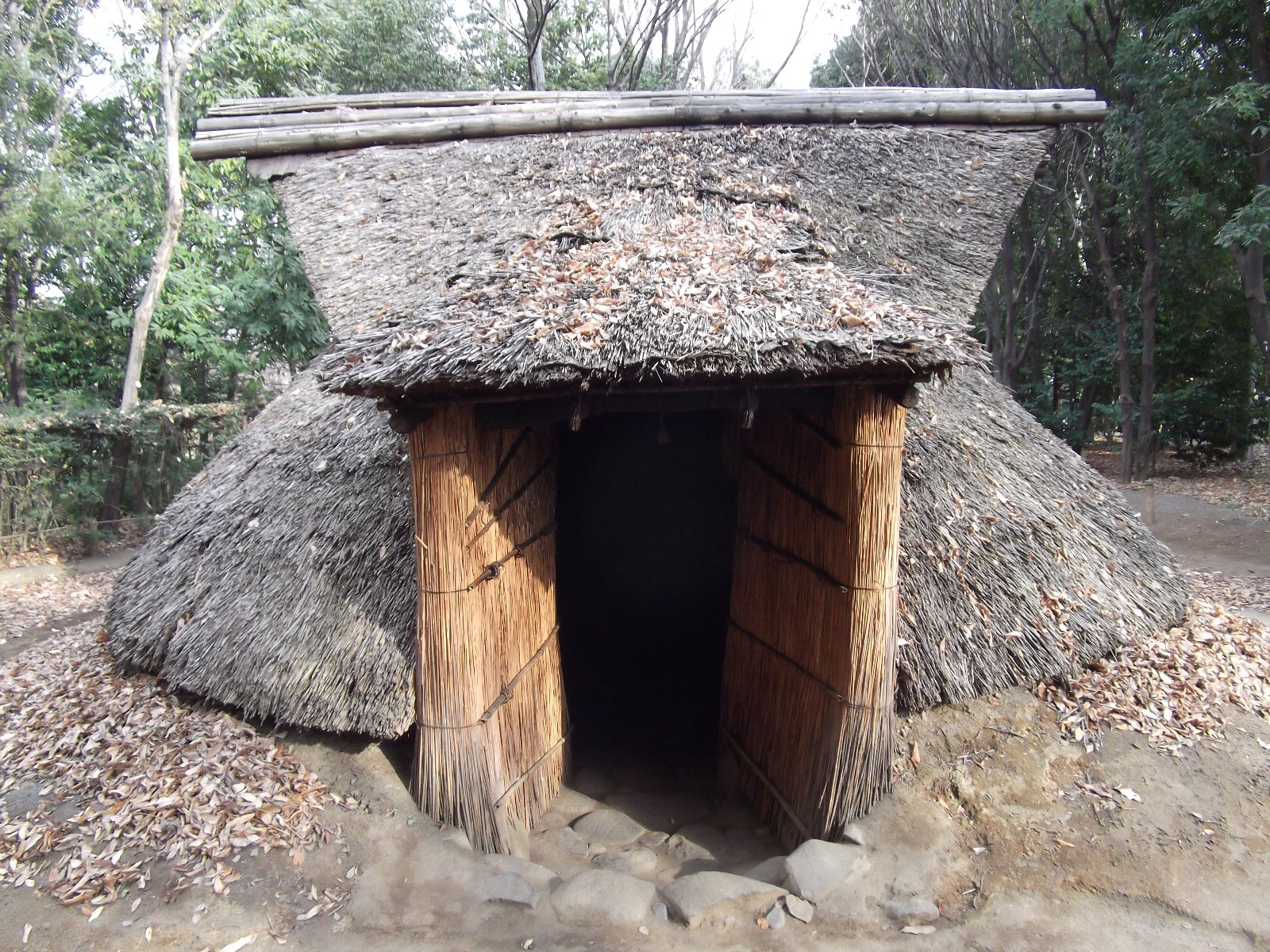
遺跡庭園の復原住家

繩文時代（約10,000年前〜），繩文人於大栗川、乞田川沿岸高地建立多座村落。和田西遺跡（約5,700年〜4,700年前）發現多座大型豎穴建物遺跡。但繩文時代後期（約4,000年〜3,000年前）遺跡數量急速減少。主要原因為當時人口急增與氣候寒化造成糧食不足，加上箱根山與富士山的爆發、開始發展稻作等因素，使得繩文人逐漸往低地移動。
多摩市和田周邊在昭和40年代以前曾多次發現繩文石器。
東京都埋藏文化財中心在為展示遺物與保存、活用多摩新市鎮No.57遺跡（東京都指定文化財）而建設的遺跡庭園內重現三棟復原豎穴住居。

### 古墳時代
稻荷塚古墳（東京都指定文化財）是日本少見的八角形古墳。日本全國約15萬座古墳中，僅有15座八角墳。稻荷塚古墳的建造時期約在7世紀前半，之後八角墳多作為天皇陵（天智天皇、天武天皇、持統天皇等）古墳。

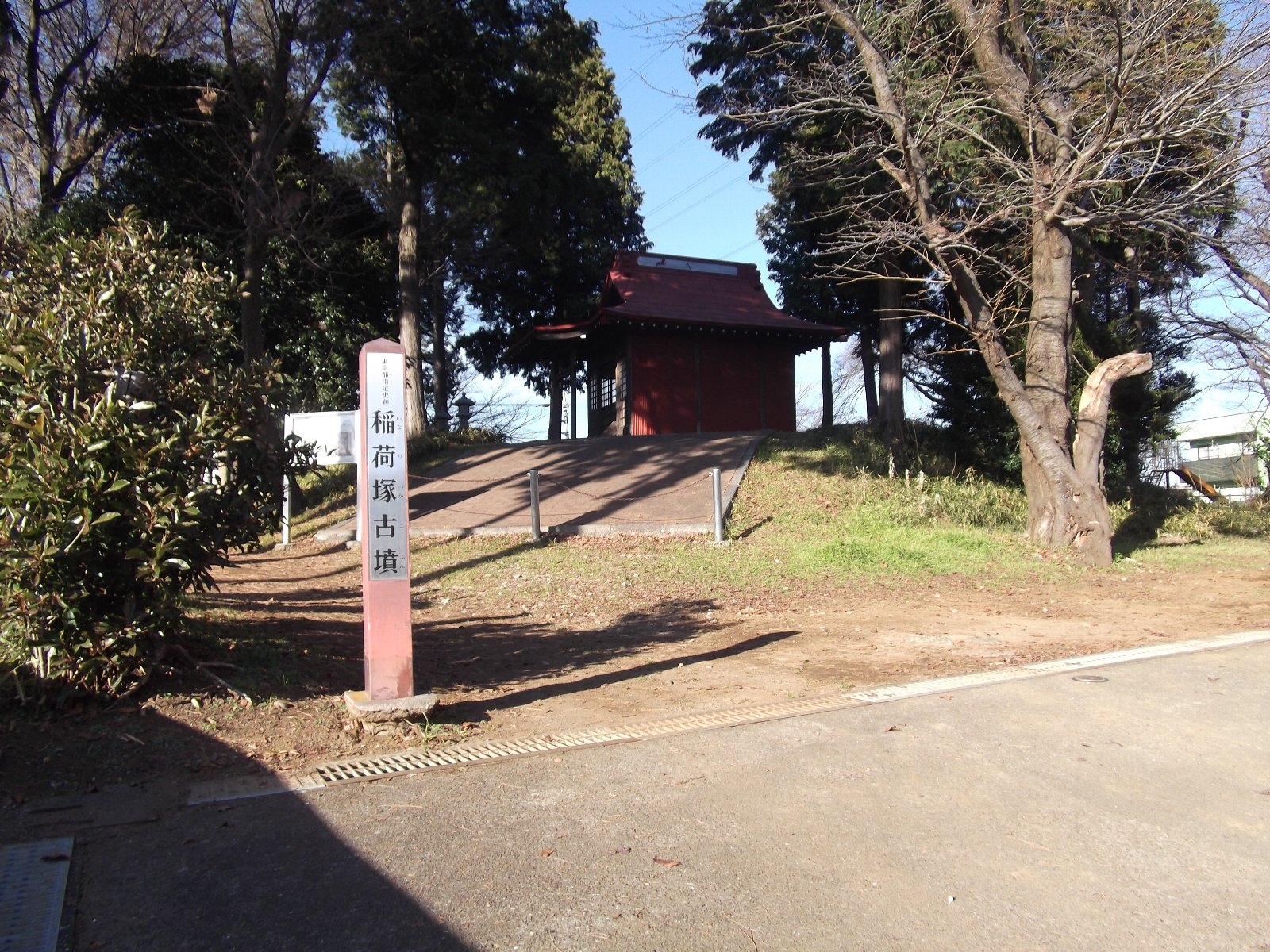
稻荷塚古墳

稻荷塚古墳附近的臼井塚古墳，建造時期約在7世紀前半。
塚原古墳群（つかっぱらこふんぐん）建造時期約在6世紀中至7世紀中。江戶時代後期的新編武藏風土記稿記載「古墳從元祿時期的40〜50座減少至14、5座」。但現在已確認的古墳僅10座。
其他的古墳有多摩丘陵最大的橫穴墓群中和田橫穴墓群與庚申塚古墳、位於市界的日野市萬藏院台古墳群等6世紀中〜7世紀中的多處古墳，是都內重要的古墳群所在地。
但現在保存下來的古墳僅為少數。

## 地域

### 現地名
- 關戶（日语：関戸 (多摩市)）（せきど）
- 一之宮（一ノ宮，いちのみや）
- 櫻丘（日语：桜ヶ丘 (多摩市)）（さくらがおか）
- 東寺方（ひがしてらかた）
- 和田（わだ）
- 百草（もぐさ）
- 落川（おちかわ）
- 馬引澤（日语：馬引沢 (多摩市)）（まひきざわ）
- 連光寺（れんこうじ）
- 聖丘（ひじりがおか）
- 諏訪（すわ）
- 乞田（こった）
- 永山（日语：永山_(多摩市)）（ながやま）
- 貝取（かいどり）
- 豐丘（日语：豊ヶ丘）（とよがおか）
- 落合（日语：落合_(多摩市)）（おちあい）
- 愛宕（あたご）
- 鶴牧（日语：鶴牧）（つるまき）
- 南野（日语：南野_(多摩市)）（みなみの）
- 唐木田（日语：唐木田）（からきだ）
- 中澤（日语：中沢 (多摩市)）（なかざわ）
- 山王下（さんのうした）

### 舊地名
現在仍在使用的舊地名
- 向岡（むかいのおか） - 向之岡大橋周邊
- 向岡上（むかいのおかかみ） - 現：櫻丘（日语：桜ヶ丘 (多摩市)）
- 向岡下（むかいのおかしも） - 現：櫻丘
- 龍峰（竜ヶ峰，りゅうがみね） - 現：和田
- 中和田（なかわだ） - 現：和田
- 上和田（かみわだ） - 現：和田綠丘幼稚園周邊
- 倉澤（くらさわ） - 現：和田
- 蓮光寺（れんこうじ） - 現：連光寺
- 寺方（てらかた） - 現：東寺方
- 有山（ありやま） - 現：東寺方1丁目周邊
- 小野路町（日语：小野路町 (多摩市)）（おのじまち） - 從町田市編入。現：永山6、7丁目，貝取3〜5丁目，豐丘4〜6丁目、落合4、6丁目，鶴牧4、5丁目，南野1〜3丁目
- 下小山田町（日语：下小山田町 (多摩市)）（しもおやまだまち） - 從町田市編入。現：鶴牧4、5丁目，南野3丁目一部分
- 上小山田町（日语：上小山田町 (多摩市)）（かみおやまだまち） - 從町田市編入。現：唐木田3丁目周邊

## 人口
2011年，多摩市平均年齡為44.14歲。
市制施行前年的1970年人口僅25,105人，但在多摩新市鎮開發後人口快速增長，1983年達10萬人，1991年達14萬人。根據2003年住宅、土地統計調査，多摩市空屋率僅8.6%（東京都50區市中第4低），需求量已接近新住宅供給量，戶數持續增加。
2011年多摩市的高齡化率為20.95%，幼年人口比為12.29%，接近東京都接近世代組成（東京都高齡化率20.47%、幼年人口比11.87%）。此外，東京都都市整備局2010年的調査顯示，多摩新市鎮的高齡化率為16.0%。其中諏訪、永山地區等初期團地因面積較小，租金便宜因此多高齡者居住，這些所謂的「初期入居地區」之高齡化率達26.0%。
依據2011年的人口推測，本市人口將在2026年達到頂端。多摩市的高齡化率將在2015年左右達到日本平均高齡化率。
| 多摩市人口分布圖 |                                               |  |
| 多摩市與日本全國年齡別人口分布比較圖 （2005年資料） | 多摩市的年齡、男女別人口分布圖 （2005年資料） |  |
| ■紫色是多摩市 ■綠色是全国 | ■藍色是男性 ■紅色是女性                       |  |
| 多摩市人口變化 \| 1970年 \| 30,672人 \| \| \| 1975年 \| 65,466人 \| \| \| 1980年 \| 95,248人 \| \| \| 1985年 \| 122,135人 \| \| \| 1990年 \| 144,489人 \| \| \| 1995年 \| 148,113人 \| \| \| 2000年 \| 145,862人 \| \| \| 2005年 \| 145,877人 \| \| \| 2010年 \| 147,648人 \| \| \| 2015年 \| 146,631人 \| \| \| 2020年 \| 146,951人 \| \| |                                               |  |
| 資料來源：日本總務省統計中心提供之人口普查數據 |                                               |  |
| 1970年 | 30,672人                                      |  |
| 1975年 | 65,466人                                      |  |
| 1980年 | 95,248人                                      |  |
| 1985年 | 122,135人                                     |  |
| 1990年 | 144,489人                                     |  |
| 1995年 | 148,113人                                     |  |
| 2000年 | 145,862人                                     |  |
| 2005年 | 145,877人                                     |  |
| 2010年 | 147,648人                                     |  |
| 2015年 | 146,631人                                     |  |
| 2020年 | 146,951人                                     |  |

### 日夜間人口
2010年的日夜間人口比為0.99。日間活動人口有145,569人。夜間人口又147,648人。從年齡別來看，各年齡層的日夜間人口比為：
15歲以下：1.02
15-19歲：0.94
20-24歲：1.18
25-29歲：1.00
30-34歲：1.00
35-39歲：0.98
40-44歲：1.01
45-49歲：1.02
50-54歲：1.00
55-59歲：0.90
60-64歲：0.88
65歲以上：0.96

## 行政

### 市長
- 阿部裕行（日语：阿部裕行）（あべ ひろゆき） 2010年4月21日至2018年4月20日

### 歷代首長
多摩村長
| 姓名        | 就任年月日     | 卸任年月日     |
| 富澤 政賢   | 1889年6月24日  | 1904年10月5日  |
| 佐伯 太兵衛 | 1905年2月21日  | 1908年3月17日  |
| 富澤 政賢   | 1908年9月28日  | 1920年11月30日 |
| 藤井 保太郎 | 1921年1月29日  | 1925年1月28日  |
| 伊野 平三   | 1925年4月1日   | 1930年8月13日  |
| 臼井 丈助   | 1930年9月11日  | 1933年5月11日  |
| 下野 延太郎 | 1933年5月12日  | 1941年5月11日  |
| 小金 豐成   | 1941年5月12日  | 1943年4月30日  |
| 杉田 浦次   | 1943年5月1日   | 1945年5月3日   |
| 小川 二郎   | 1945年6月7日   | 1946年11月16日 |
| 高野 幾三   | 1946年11月17日 | 1955年4月30日  |
| 杉田 浦次   | 1955年5月1日   | 1959年4月30日  |
| 富澤 政鑒   | 1959年5月1日   | 1964年3月31日  |

多摩町長
| 姓名      | 就任年月日   | 卸任年月日     |
| 富澤 政鑒 | 1964年4月1日 | 1971年10月31日 |

多摩市長
| 姓名     | 就任年月日    | 卸任年月日    |
| 富澤政鑒 | 1971年11月1日 | 1979年4月30日 |
| 臼井千秋 | 1979年5月1日  | 1999年4月30日 |
| 鈴木邦彥 | 1999年5月1日  | 2002年3月4日  |
| 渡邊幸子 | 2002年4月21日 | 2010年4月20日 |

### 財政
- 初步預算規模（2011年度）：481.5億日圓（一般會計）、266.4億日圓（特別會計）

特別會計細項（2011年度）
1，國民健康保險154.5億日圓 2，護理保險62.4億日圓 3，下水道事業26.8億日圓 4，後期高齡者醫療22.3億萬日圓 5，護理保險服務事業0.4億日圓
2011年度主要財政指標如下。
- 財政力指數：1.144（3年平均）[13]

財政力指數是地方自治團體的財政力指標，數值越高越佳。超過1.0的自治體將成為「不交付團體」，無法獲得普通交付稅補助。財政力指數達1.144的多摩市雖為「不交付團體」，但因未能獲得國家得普通交付稅補助，也被指出財政可能因此惡化。在優於全國水準的東京都26市中，高於26市平均（0.981）的多摩市排名第5。
- 公債費負擔比率：7.5%[13]

公債費負擔比率是財政結構彈性的指標之一。比率越低越佳。東京都26市中，多摩市排名第5。
- 經常收支比率：90.6%（傳統計算方式為93.1）[13]

經常收支比率是判斷財政結構彈性的指標，數值越低越佳。合理數字為75～80%，多摩市因人力成本較高等原因，因此高於80%。然而，多摩市因持續發展都市基礎建設，數值會高於都市地區。在東京都26市中排名第7位。
2009年多摩市實質公債費比率為0.0%，是東京都內唯一無實質借款的自治體。2011年（平成23年）持續維持0.0%。

#### 自治體職員平均年收入
2008年4月，多摩市自治體職員平均年收入約845萬日圓，在日本全國自治體職員平均年收入中名列前茅。

### 廣域行政
- 東京都三市收益事業組合（日语：東京都三市収益事業組合） - 稻城、秋留野與本市共同舉辦江戶川競艇（日语：江戸川競艇場）。
- 多摩新市鎮環境組合

### 垃圾處理、回收

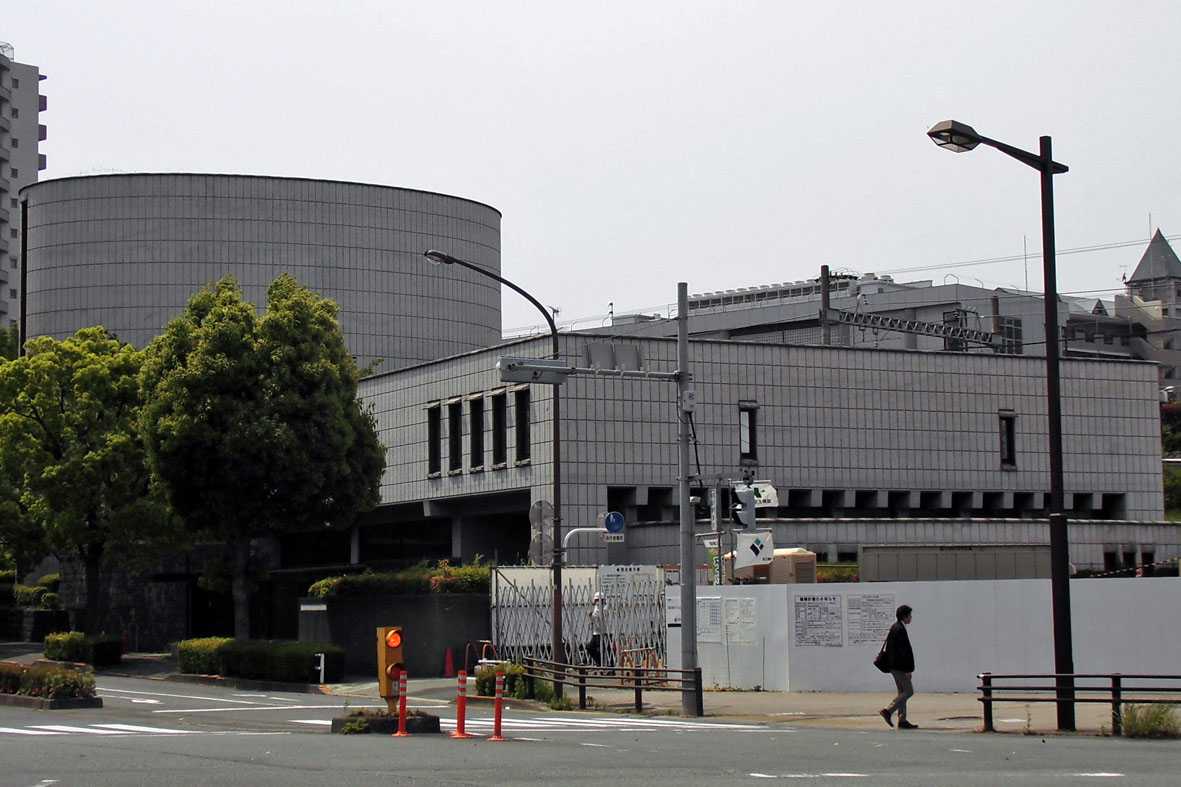
管路收集中心舊址

家庭指定付費垃圾袋
2007年9月，市議會通過付費垃圾袋相關條例，2008年4月1日起正式實施。
戶別收集
不在各地區設置垃圾集中處，而是在住宅（集合住宅則在建物前）前由垃圾車收集垃圾。
管路收集
多摩中心站周邊地區設有收集垃圾的地下管路。1977年成為國家示範事業，1983年日本住宅公團興建，1986年市政府接管。但因垃圾量少不符效益，已於2004年停止。
生態廣場多摩（エコプラザ多摩）
將垃圾與回收物分類保存的設施。廢塑料中間處理設施的規劃未與鄰近居民（特別是川崎市麻生區側居民）取得共識，爭端尚未解決。
大包裝回收實驗
2010年8月11日起開始進行日本首度針對飲料罐大包裝的據點回收實驗。本實驗是「返還商店活動」（お店に返そうキャンペーン）的一環，在製造商、舊紙回收業者、超商業者的協助下，回收大包裝與紙板、紙箱等。
為促進垃圾減量與回收，2010年8月起，舉行用舊紙（報紙、雜誌、各式紙張、紙袋、紙板）交換廁紙與舊書的「古紙交換市」。收集的舊紙將回收製造成再生廁紙。

### 社區營造

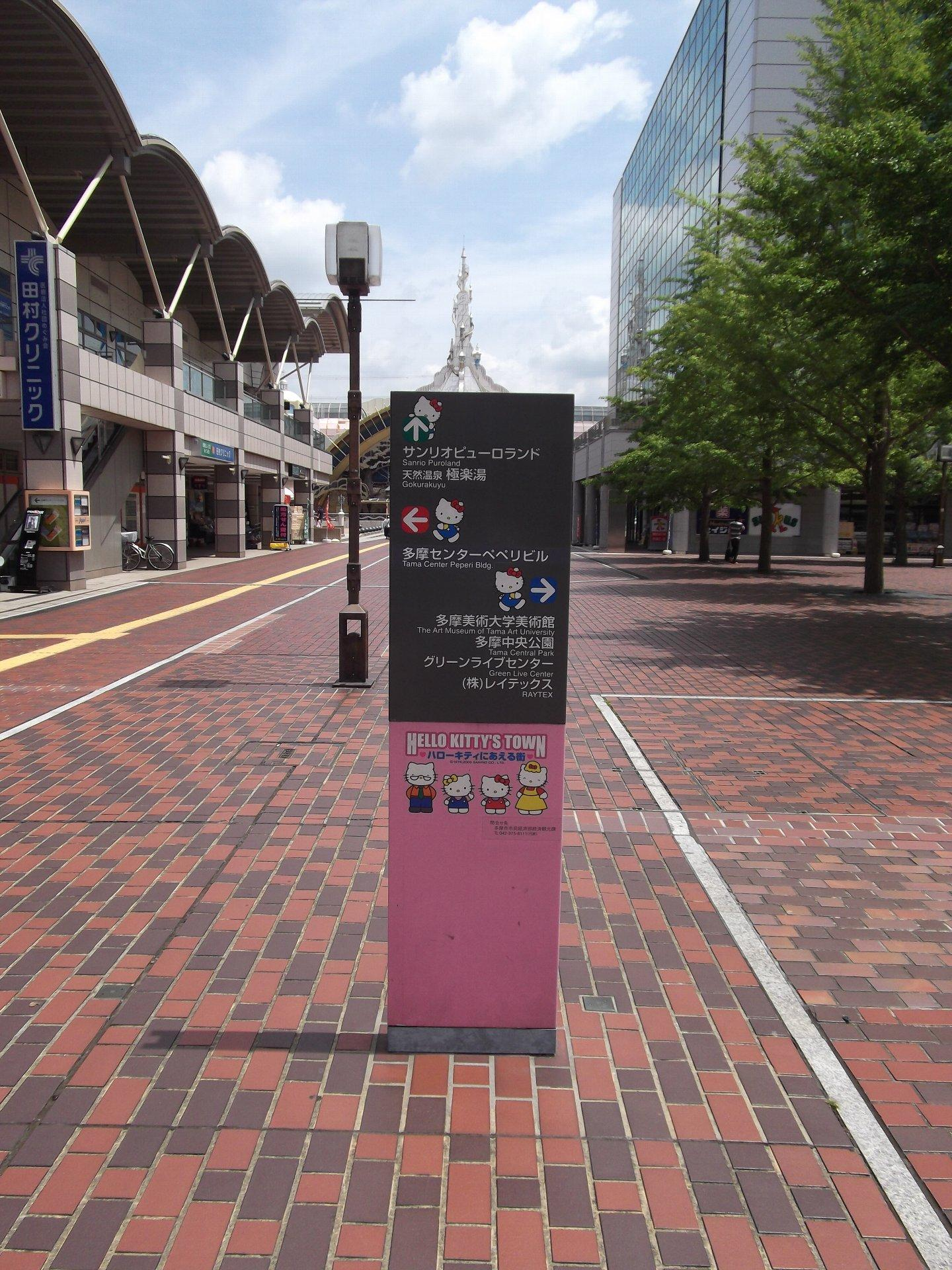
活用三麗鷗角色的導覽板

Hello Kitty點綴之街 多摩中心
2003年，多摩中心地區規劃成「Hello Kitty點綴之街」（ハローキティにあえる街），任命Hello Kitty為「多摩中心親善大使」。內容包括與周邊企業合作、彩繪巴士（ラッピングバス）上路、設置有三麗鷗角色的導覽板、發行印有Hello Kitty的住民票等。此外，每週六下午三點左右，三麗鷗角色會在帕德嫩大通（パルテノン大通り）周邊遊行。

### 主要發行刊物
※每期發行量達一萬部以上的刊物
| 名稱                                                     | 發行日           | 發行量   | 發行次數 | 負責部門     |
| -------------------------------------------------------- | ---------------- | -------- | -------- | ------------ |
| 多摩廣報（たま広報）                                     | 每月5、20日      | 56,500部 | 年24回   | 廣報廣聽課   |
| 多摩市便利書（多摩市の便利な本）                         | 10月             | 10,000部 | 年1回    | 廣報廣聽課   |
| TAMA市議會訊息（TAMA市議会だより）                       | 2、4、7、10月    | 53,600部 | 年4回    | 議會事務局   |
| 教育委員會訊息（教育委員会だより）                       | 2、4、7、9、12月 | 10,800部 | 年5回    | 教育振興課   |
| 垃圾、資源收集曆（ごみ・資源収集カレンダー）             | 3月              | 75,000部 | 年1回    | 垃圾對策課   |
| 垃圾減量啓發情報紙「ACTA」（ごみ減量啓発情報紙「ACTA」） | 3、6、11月       | 75,000部 | 年3回    | 垃圾對策課   |
| 多摩兒童（多摩のこども）                                 | 7、12月          | 50,400部 | 年2回    | 兒童青少年課 |
| 翌檜（あすなろ）                                         | 2、5、9月        | 12,000部 | 年3回    | 兒童青少年課 |

### 投資東京綠茵

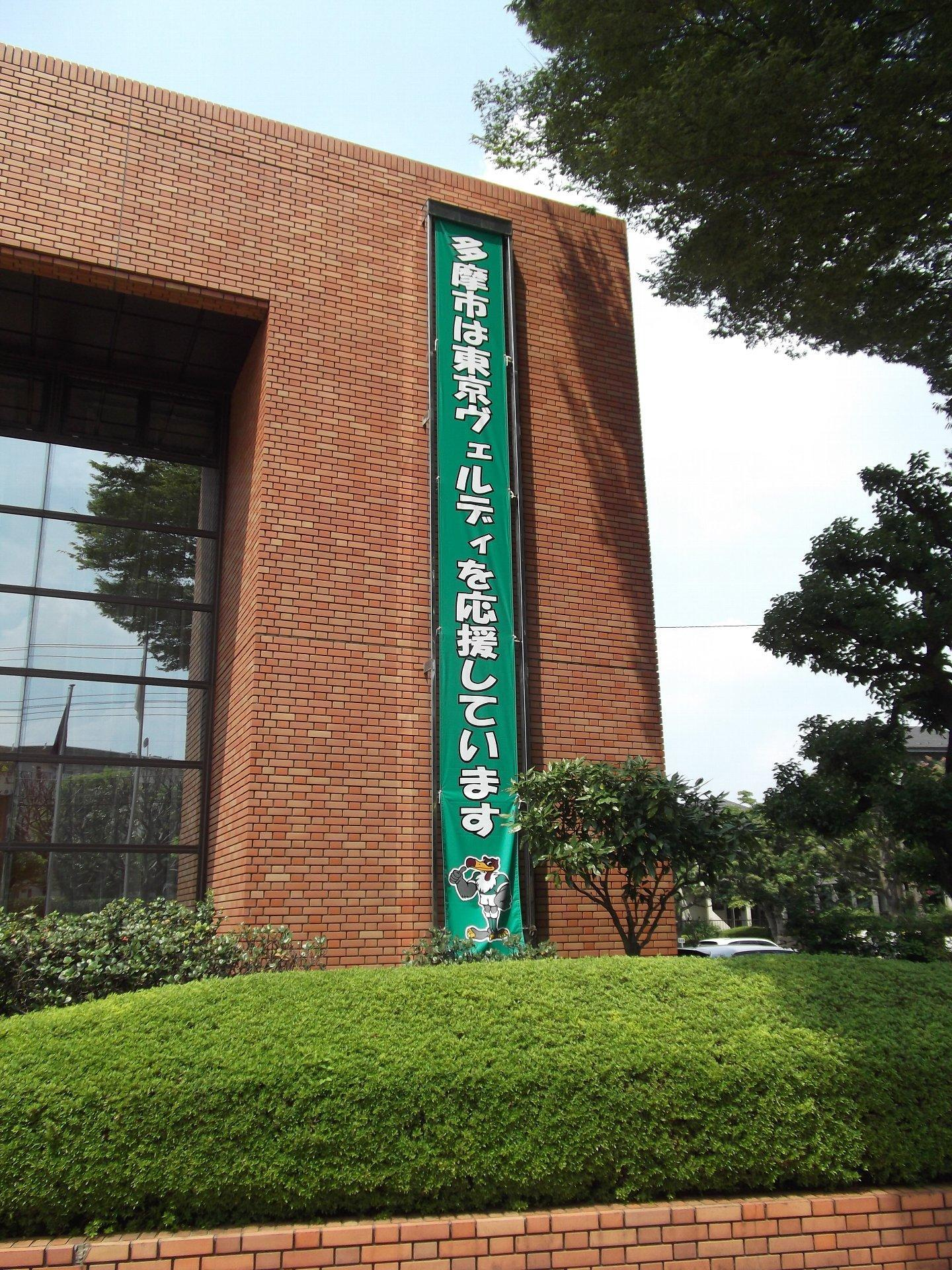
設於總合體育館外牆的旗幟廣告

2004年起多摩市投資日本職業足球聯盟（J聯盟）東京綠茵。投資後，本市與該俱樂部合作進行多種環境啓發活動。2008年，多摩市、東京綠茵、惠泉女學園大學共同製作的購物袋獲得「平成20年度最想使用的購物袋環境大臣賞 購物袋作品部門」第2位、2010年，「多摩市×綠茵 生態杯事業」（多摩市×ヴェルディ エコタンブラー事業）獲得「平成21年度容器包裝3R推進環境大臣賞 地域協作、合作部門）」獎勵賞。此外，本市在2011年2月14日與東京綠茵簽訂「市立陸上競技場活用協定」，2012年4月20日簽訂「社區營造推動基本協定」。
| 目前已實行的主要合作事業、工作                                                        | 目前已實行的主要合作事業、工作                                                       |
| 事業名                                                                                | 內容                                                                                 |
| ------------------------------------------------------------------------------------- | ------------------------------------------------------------------------------------ |
| 多摩市×綠茵「返還商店活動」 多摩市×東京ヴェルディ「お店に返そうキャンペーン」         | 用紙袋與大包裝交換景品的企劃                                                         |
| 專門家派遣事業                                                                        | 普及促進部教練前往市立保育園、小中學校訪問、上體育課及指導足球的活動。               |
| 多摩市/八岳兒童足球交流事業                                                           | 足球教室                                                                             |
| 兒童足球體驗事業                                                                      | 與稻城市、富士見町的合辦業務。足球教室等。                                           |
| 多摩市感謝賽 多摩市サンクスマッチ                                                     | 前身為「多摩市民DAY」。免費參加正式賽、市民參與型活動等。                            |
| 綠茵畫廊                                                                              | 照片展、選手談話會、簽名會、親子足球教室、五人制足球大會等。                         |
| 東北地方太平洋近海地震災民支援慈善賽 東北地方太平洋沖地震被災者支援チャリティーフェア | 會場為多摩市立陸上競技場，東京綠茵與甲府風林的練習賽與義賣、慈善拍賣、募款活動等。   |
| 東日本大震災復興支援慈善賽 東日本大震災復興支援チャリティーマッチ                     | 進行慈善之旅的兵工廠女子足球俱樂部與日視美人隊舉行慈善賽。會場為多摩市立陸上競技場。 |

## 友好城市
- 日本长野县富士見町

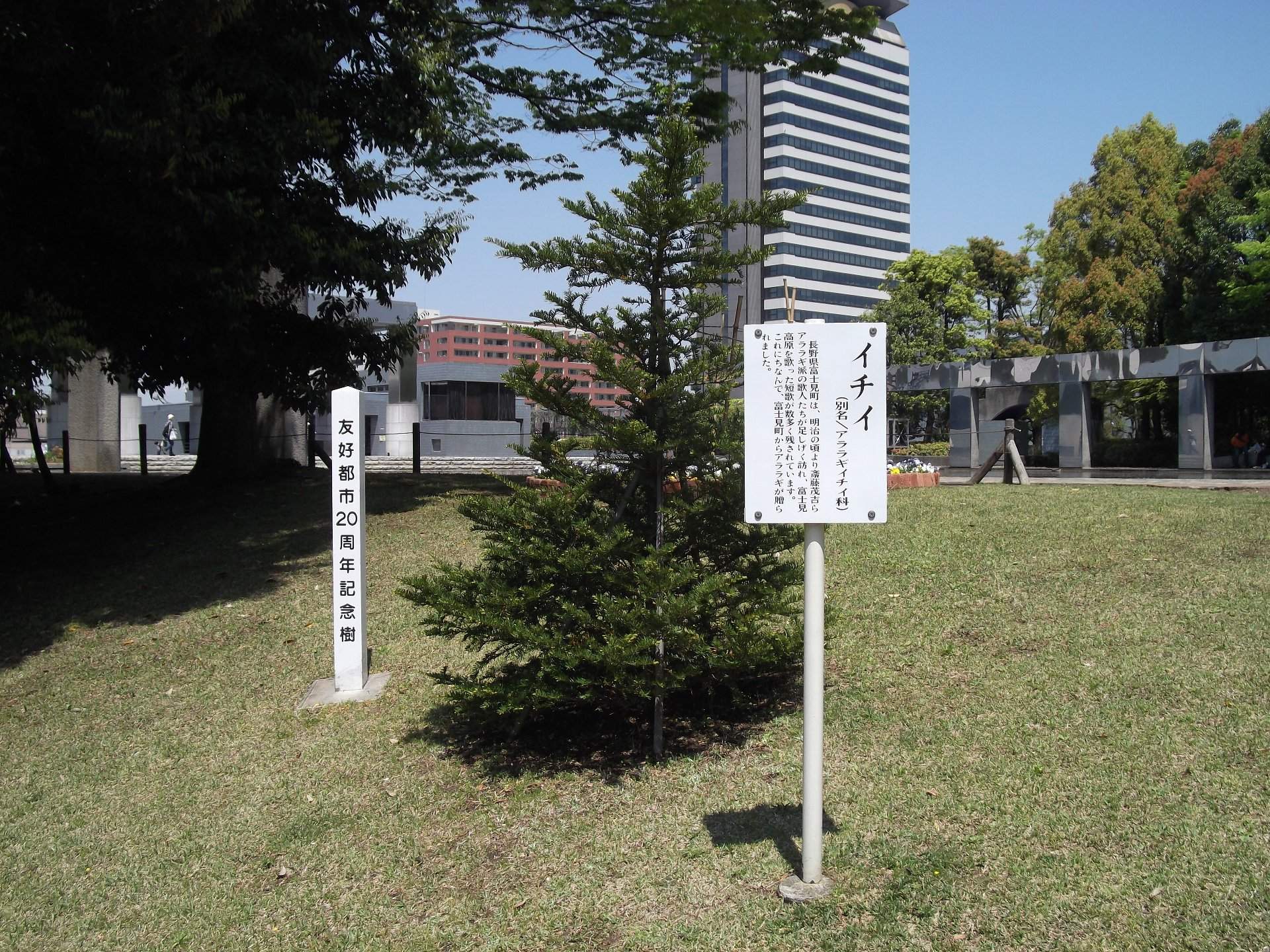
友好都市20周年紀念樹

  - 自1980年於富士見町建設「多摩市立八岳少年自然之家」起開始交流，1986年11月1日締結友好都市[31]。每年冬季舉行的「多摩中心燈飾活動」會為該町贈送的樅樹進行裝飾。2010年於Greenade永山（グリナード永山）一樓開設共同Antenna shop（日语：アンテナショップ）（特產直銷商店），介紹多摩市與富士見町的特產品與觀光景點[32][33]。

## 公共機關

### 警察、治安

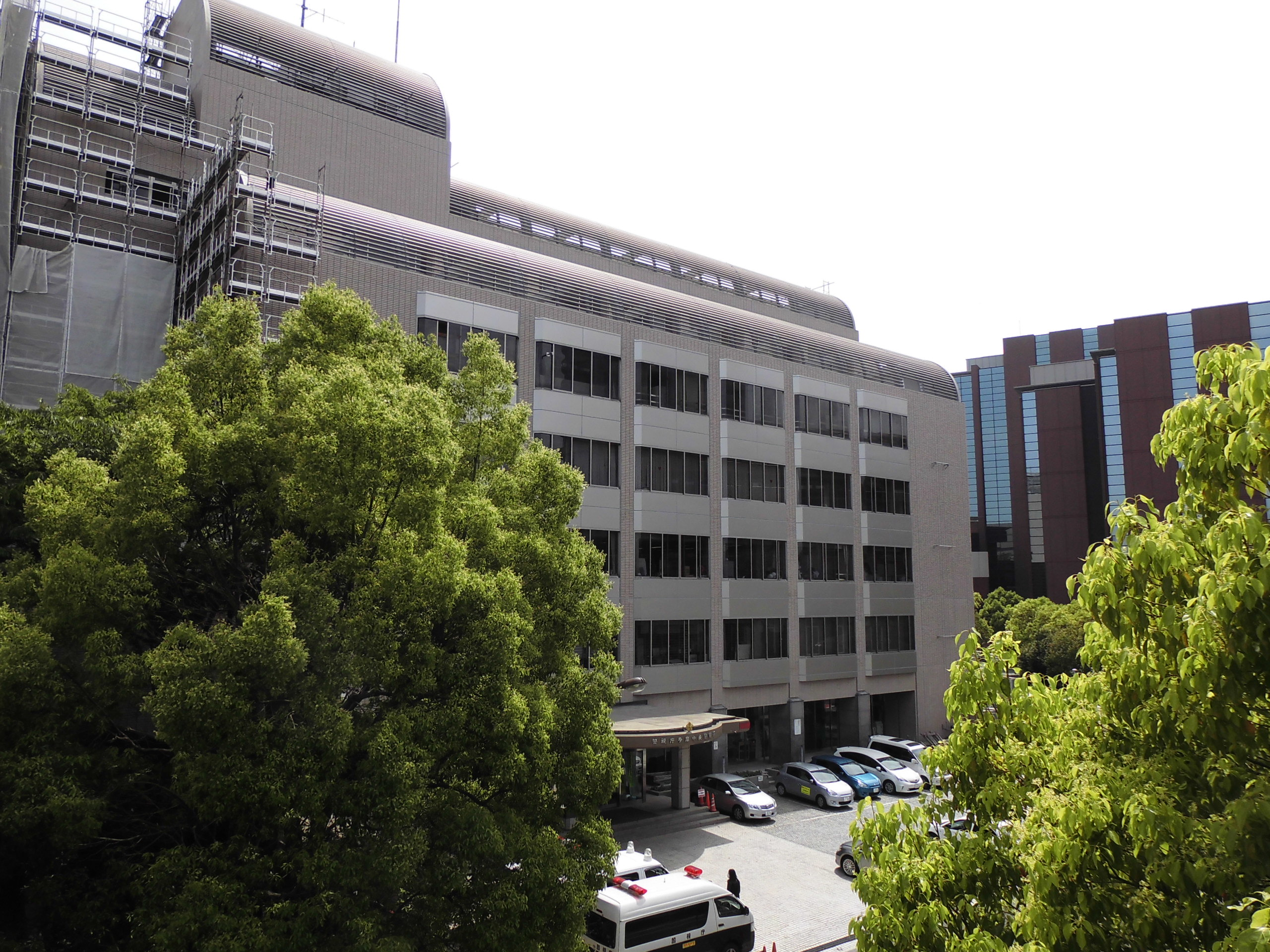
多摩中央警察署

- 警視廳多摩中央警察署（日语：多摩中央警察署）

| - 永山四丁目交番（高科技交番） - 貝取交番（高科技交番） - 多摩中心站前交番 - 櫻丘站前交番 - 落合六丁目交番 - 愛宕交番 | - 和田駐在所 - 櫻丘駐在所 - 連光寺駐在所 - 聖丘駐在所 - 北貝取駐在所 - 唐木田站前駐在所 |

- 落合地域安全中心

### 消防

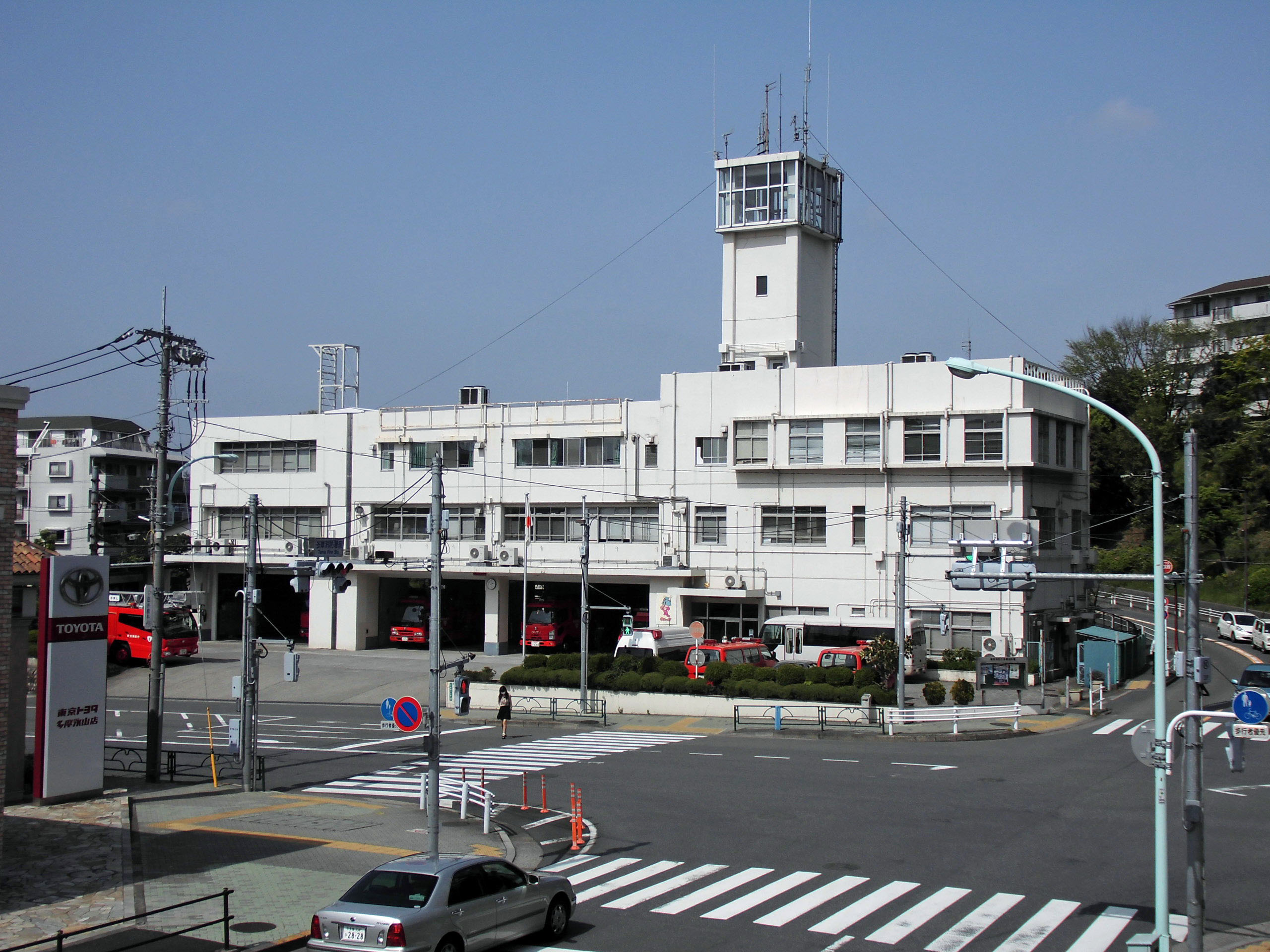
多摩消防署

- 東京消防廳第9方面本部多摩消防署
  - 多摩中心出張所
- 多摩市消防團（第1分團〜第10分團）

### 國家行政機關
- 法務省東京法務局（日语：東京法務局）多摩出張所

### 東京都機關
- 東京都福祉保健局（日语：東京都福祉保健局）南多摩保健所
- 東京都中央批發市場（日语：中央卸売市場）多摩新市鎮市場

### 郵便
- 郵便局

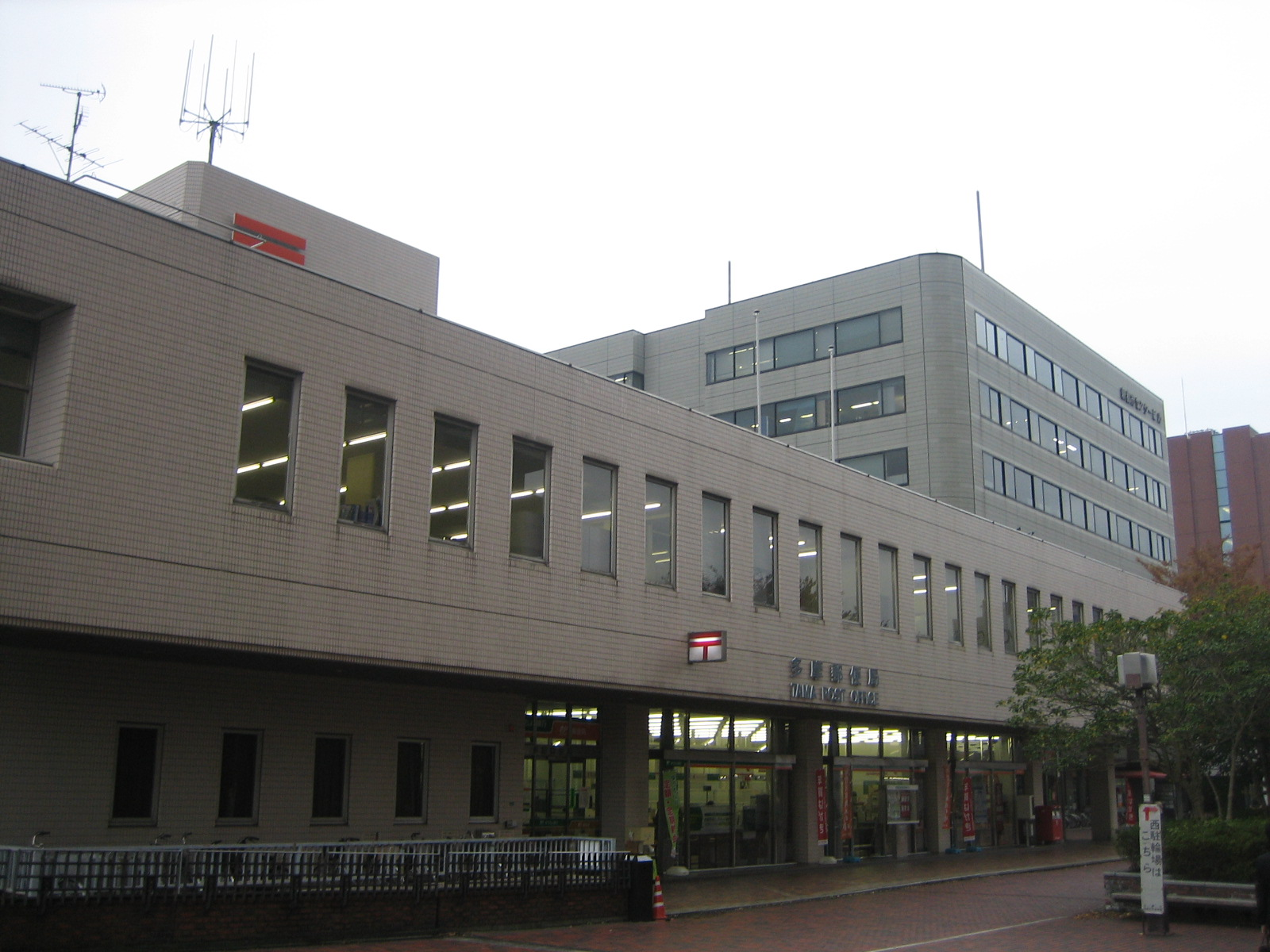
多摩郵便局

  - 多摩郵便局（日语：多摩郵便局）負責集配業務。東京多摩郵便局（日语：東京多摩郵便局）位於府中市，是多摩地域的集配據點。
  - 全市郵遞區號為206。

| - 多摩郵便局 - 唐木田站前郵便局 - 聖蹟櫻丘郵便局 - 多摩貝取北郵便局 - 多摩櫻丘郵便局 - 多摩聖丘郵便局 - 多摩中心郵便局 - 聖蹟（せいせき）C館內郵便局 | - 多摩落合郵便局 - 多摩貝取郵便局 - 多摩關戶郵便局 - 多摩鶴牧郵便局 - 多摩永山郵便局 - 多摩和田郵便局 - 永山站前郵便局 |

### 電話
- 市外局番：042
- 市內局番：3XX
- 市內局番：40X

## 議會

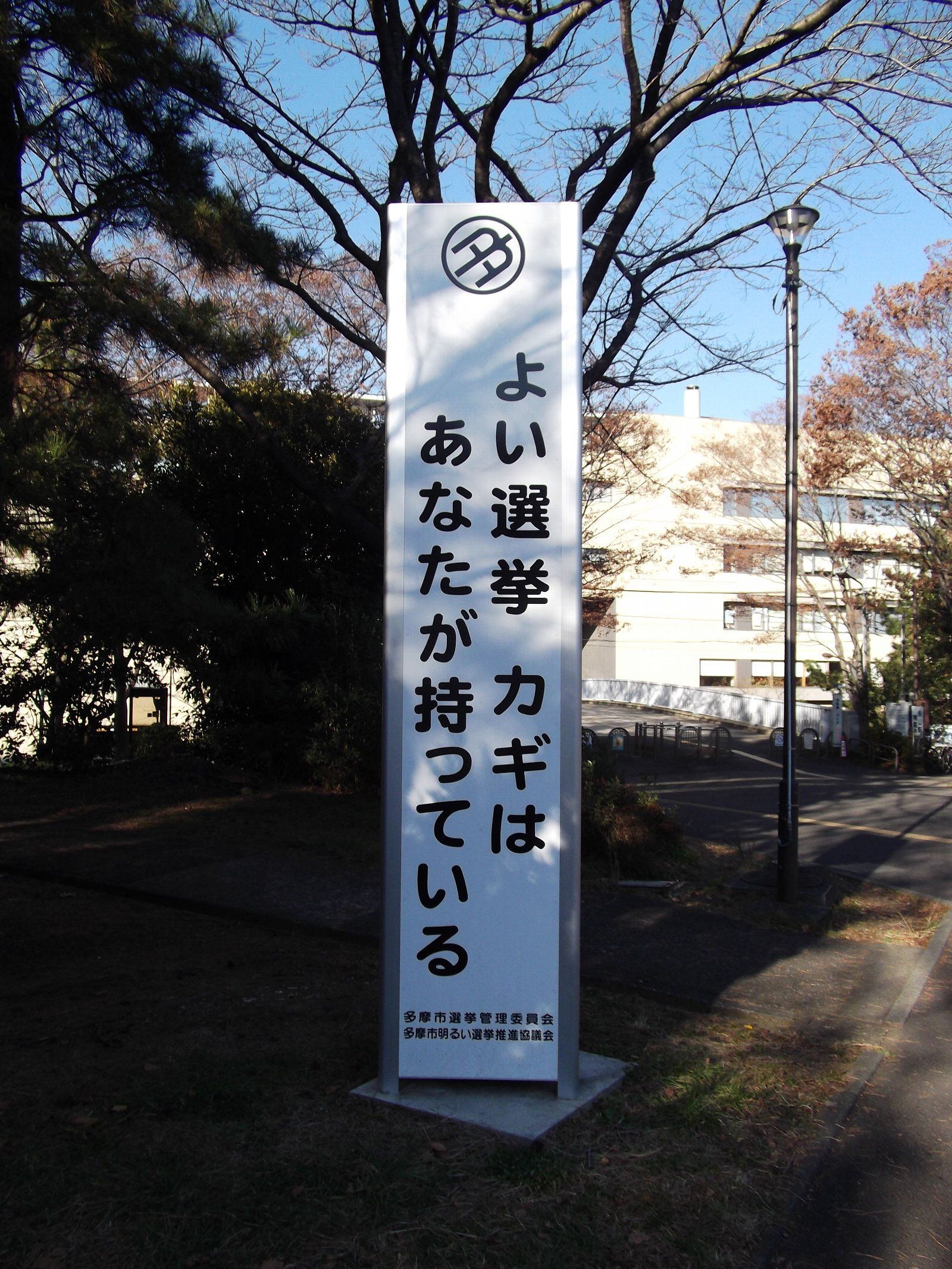
多摩市選舉管理委員會的看板

### 市議會
議員席次26名。上一次選舉是在2011年4月24日。
- 議長
  - 白田滿（しらた　みつる）
  - 選出日 - 2013年5月13日
- 議員數：25人（2012年6月7日1人辭職）

| 黨派                   | 席次 |
| ---------------------- | ---- |
| 伊呂波會（いろはの会） | 6    |
| 公明黨                 | 5    |
| 日本共產黨             | 5    |
| 自民黨                 | 4    |
| 生活者網路、社民會     | 3    |
| 眾人之黨YUI            | 3    |

### 國政
日本眾議院小選舉區中與町田市同屬東京都第23區。
- 2014年12月（第47回日本眾議院議員總選舉）
  - 小倉將信（自由民主黨）

### 都政
與稻城市同屬南多摩選舉區。席次2名。
- 2013年6月
  - 小礒明（自由民主黨）
  - 石川良一（日本維新會）

## 經濟

### 農業
蔥、菠菜等為主。毎週一、四於聖蹟櫻丘站前舉行「いきいき市」販售市內生產的蔬菜。

### 商業
聖蹟櫻丘站前與多摩中心站前為主要的商業區，此外永山站前與幹線道路也有大型商業設施存在。
從作為衡量商業魅力與競爭力的零售吸引指數（小売吸引指数）來觀察，2007年多摩市的零售吸引指數為103.6。數字高過100代表此地能吸引購物客流入，低於100代表購物客流出，因此多摩市具有吸引周邊自治體民眾來此購物的能力。與周邊自治體相比，本市與南鄰、零售吸引指數同樣超過100的町田市（102.2）呈現競合態勢，可看出多摩市主要是吸引北方與東西方的購物客。

#### 商業設施等

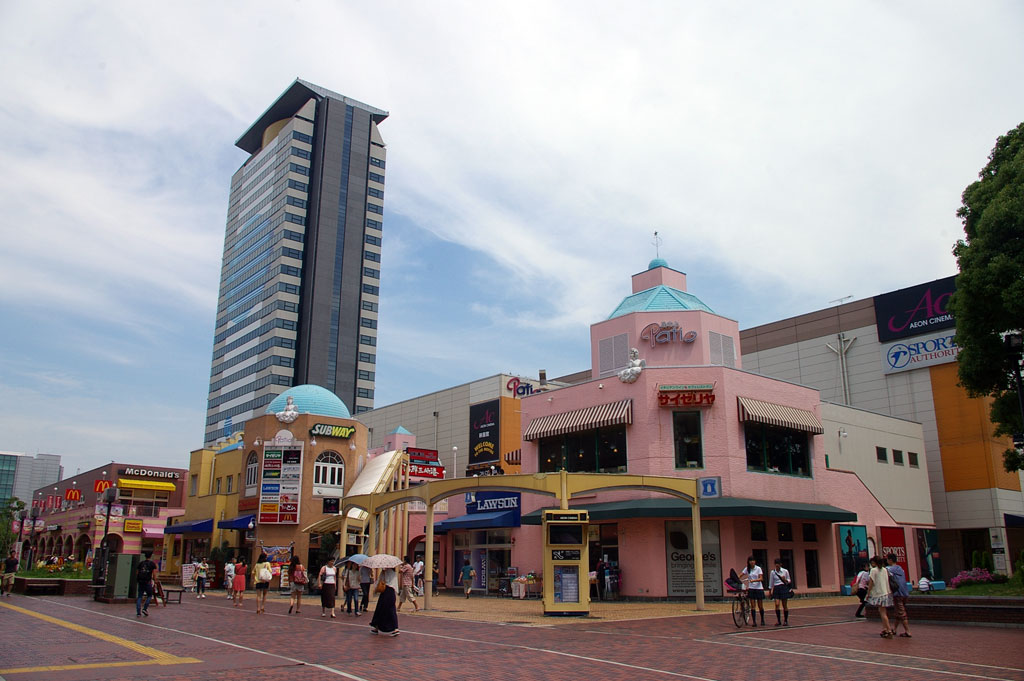
丘之上Patio（多摩中心）

聖蹟櫻丘站周邊
- 京王聖蹟櫻丘購物中心（日语：京王聖蹟桜ヶ丘ショッピングセンター）
  - A館 - 京王Atman（日语：京王アートマン）、京王Store（日语：京王ストア）、BIC CAMERA、無印良品、熊澤書店（日语：くまざわ）等
  - B館 - 京王百貨店（日语：京王百貨店）、UNIQLO等
  - 聖蹟 SAKURA GATE（せいせき SAKURA GATE） - Victoria Golf（日语：ゼビオ）等
- The Square（ザ・スクエア） - AOI書店（日语：あおい書店）、西松屋（日语：西松屋）、九州屋（日语：九州屋）等
- 聖蹟櫻丘OPA（日语：OPA） / GU、Taka-Q（日语：タカキュー）、HONEYS（日语：ハニーズ）、淘兒唱片、BOOK OFF（日语：ブックオフコーポレーション）、安利美特、Comodi-iida（日语：コモディイイダ）等

京王多摩中心站 / 小田急多摩中心站 / 多摩中心站周邊
- COCOLIA多摩中心（日语：ココリア多摩センター） / 多摩中心三越、丸善書店（日语：丸善）、UNIQLO、ABC-MART（日语：ABCマート）、湯澤屋（日语：ユザワヤ）、ORIHICA（日语：AOKIホールディングス）、ワケあり本舗（日语：ジーンズメイト）、PASEOS（日语：パシオス）等
- 多摩Carillon館（日语：多摩カリヨン館）（時尚大樓） - BOOK OFF、CAN DO（日语：キャンドゥ）等
- 小田急Marche（日语：小田急マルシェ） - 3 Coins（3コインズ）、成城石井、TSUTAYA等
- 京王多摩中心SC（日语：京王多摩センターSC） - 啓文堂書店（日语：啓文堂書店）、京王Atman、TESCO等
- 丘之上Plaza（丘の上プラザ） - 伊藤洋華堂與專門店
- 丘之上Patio（丘の上パティオ） - 永旺影院多摩中心（日语：イオンエンターテイメント）、Sports Authority（英语：Sports Authority）等
- Lions Plaza L-Mall（ライオンズプラザ・エルモール） - 大創百貨等
- CROSS GARDEN多摩（日语：クロスガーデン多摩） - GU、山田電機、foodium（日语：フーディアム）、宜得利、100圓商店meets.（日语：ワッツ (企業)）、安利美特等
- TamaTime
  - 倍適得電器多摩中心店
  - 西松屋
  - KAMUI（カムイ）多摩中心店
  - Treasure Factory（日语：トレジャー・ファクトリー） Style多摩中心店

京王永山站 / 小田急永山站周邊
- Greenade永山（グリナード永山） - 永山站前的購物中心。以西友為中心的專門店街、美食街。
- Humax Pavilion永山（ヒューマックスパビリオン永山） - 永山站前的娛樂設施。
- PLUSYU - 永山站前。日本最悠久的Apple、麥金塔專門店

其他
- 東寺方購物中心（東寺方ショッピングセンター）
  - SUMMIT STORE - 東寺方店
  - 玩具反斗城 - 多摩店。
  - Sundrug藥妝店 - 和田店。
  - 31冰淇淋 - 東寺方SUMMIT店。
- CO-OP未來（日语：生活協同組合コープみらい）貝取店 - 鎌倉街道（日语：東京都道18号府中町田線）旁
  - 松本清多摩貝取店
  - Seria（日语：セリア (100円ショップ)）多摩貝取店
  - Fashion Center Shimamura（日语：しまむら）貝取店
- BOOK OFF SUPER BAZAAR 多摩永山店 - 「複合型全國最大旗艦店」[35]。位於鎌倉街道與尾根幹線（日语：南多摩尾根幹線）交差點附近。永山站、多摩中心站有接駁巴士。
- 小島電器（日语：コジマ）多摩店 - 和田、野猿街道旁
- Keiyo D2（日语：ケーヨー）唐木田店 - 唐木田站前、尾根幹線旁
- CAWACHI藥局（日语：カワチ薬品）多摩新市鎮店 - 尾根幹線旁

## 主要企業

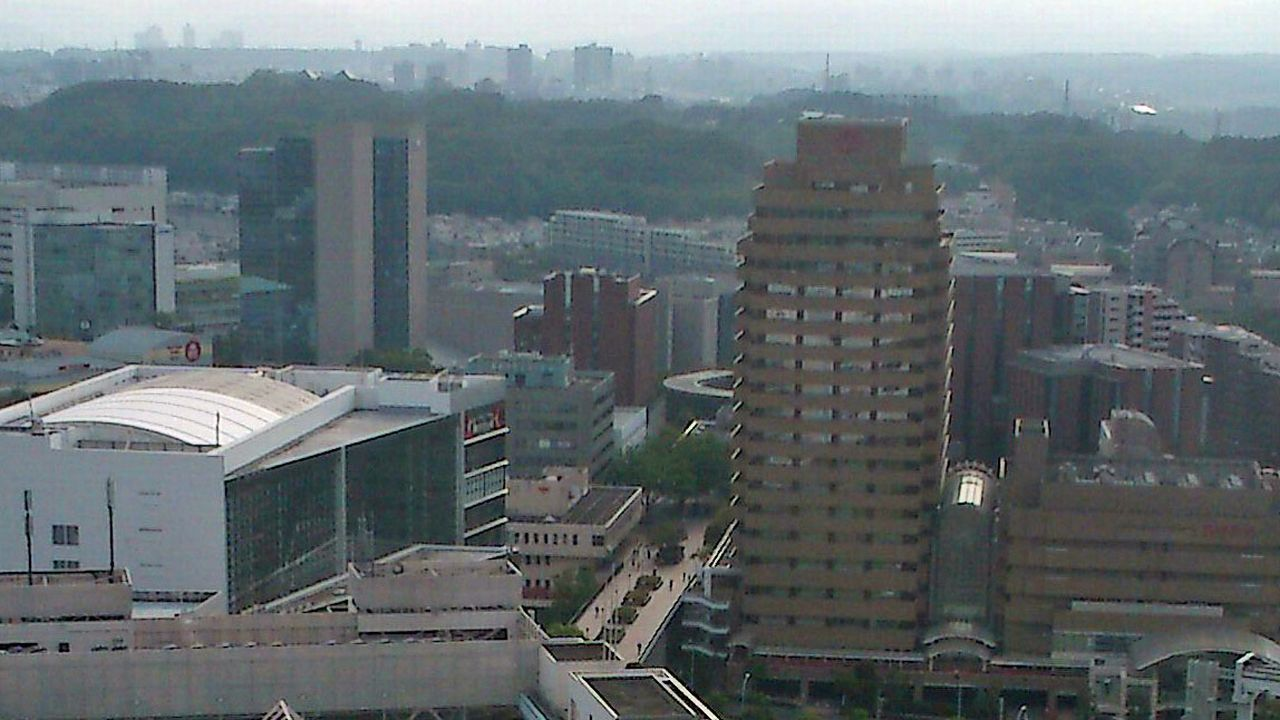
倍樂生大廈展望台所見的多摩中心辦公商區

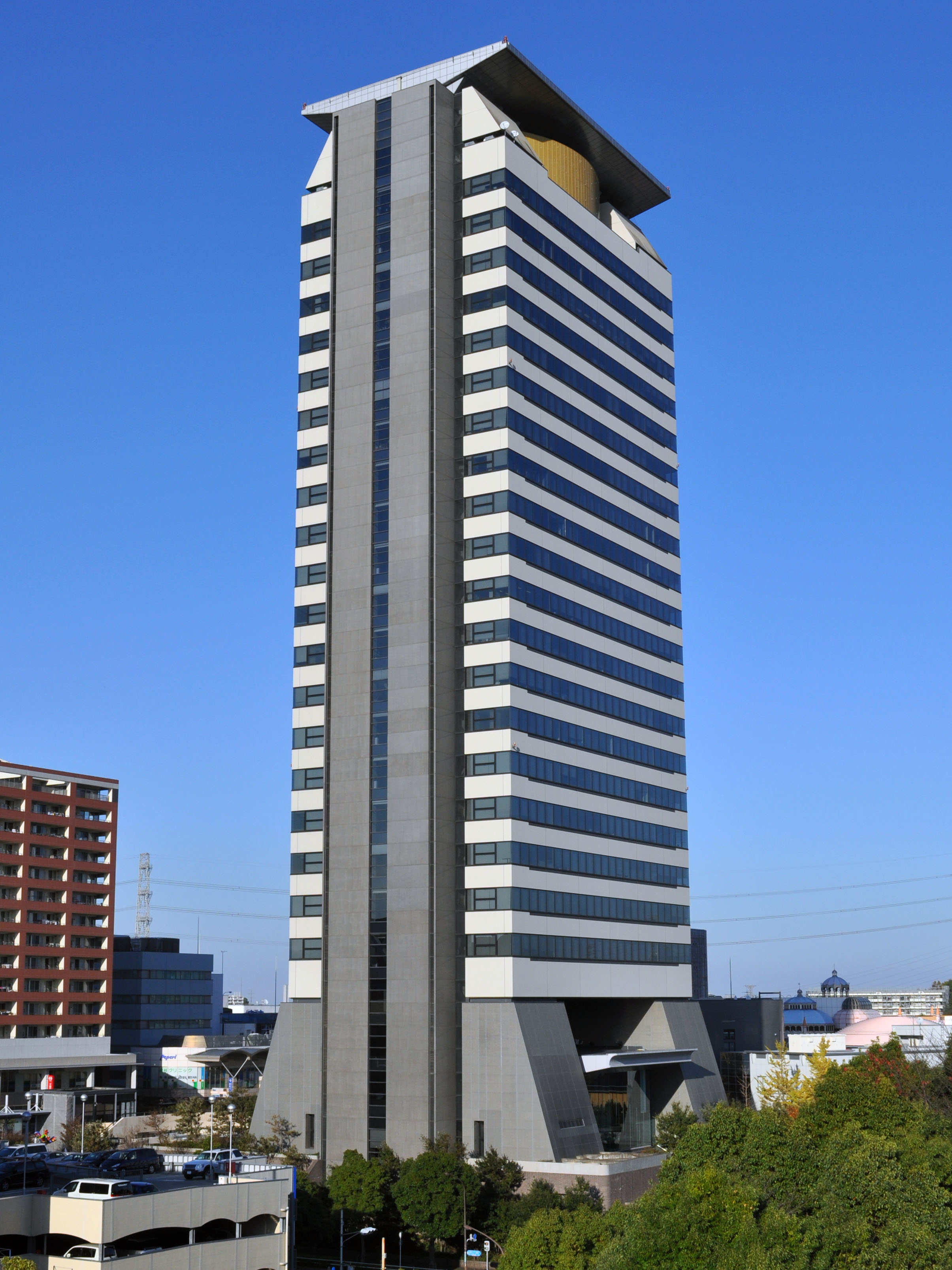
倍樂生東京本部

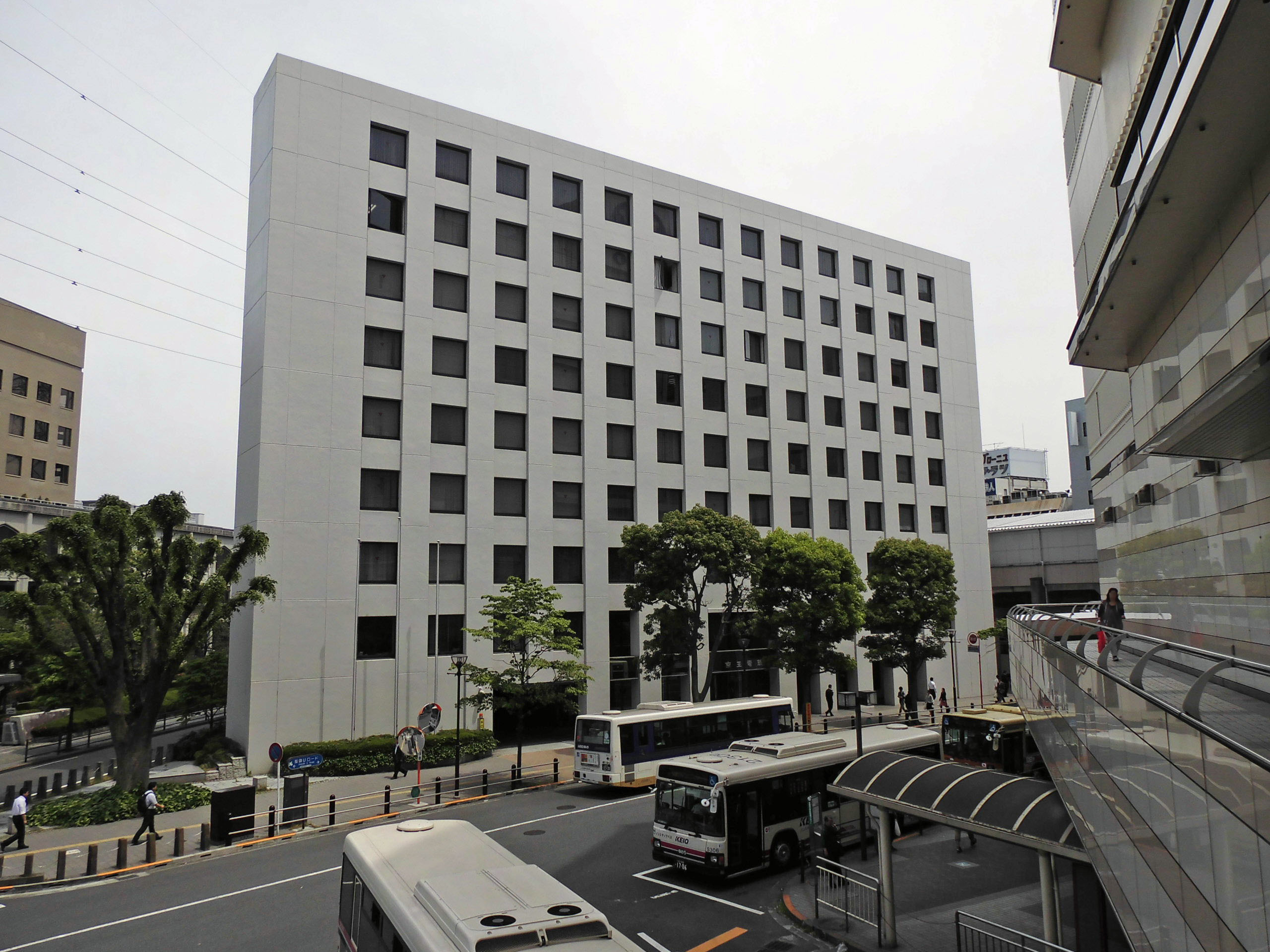
京王電鐵本社

本市為京王電鐵本社所在地，也是京王集團眾多企業的總部所在。此外，自1990年代起多摩中心站周邊吸引許多企業入駐。
- 三麗鷗娛樂（日语：サンリオエンターテイメント）本社 - 落合/多摩中心
- 倍樂生東京本部 - 落合/多摩中心
- 蒂雅克（日语：ティアック）本社（東証1部 6803） - 落合/多摩中心
- RAYTEX（日语：レイテックス）本社（東京MOTHERS市場（日语：マザーズ） 6672） - 落合/多摩中心
- 朝日生命保險（日语：朝日生命保険）多摩本社 - 鶴牧/多摩中心
- 瑞穗銀行多摩資訊中心（情報中心） - 鶴牧/多摩中心
- 東京海上日動系統（日语：東京海上日動システムズ）本社 - 鶴牧/多摩中心
- 三美電機本社（東証1部 6767） - 鶴牧/多摩中心
- JUKI本社 - 工業縫紉機最大企業。鶴牧/多摩中心
- 多摩電視台（日语：多摩テレビ） - CATV 鶴牧/多摩中心
- SCSK（日语：SCSK）多摩中心辦公室 - 山王下/多摩中心
- 東京都民銀行（日语：東京都民銀行）多摩研修中心 - 山王下/多摩中心
- 野村總研（日语：野村総合研究所）東京第一DC - 山王下/多摩中心
- 京西テクノス（日语：京西TECHNOS）本社 - 愛宕/多摩中心
- SECOM研修所 - 愛宕/多摩中心
- 京王電鐵本社（東証1部 9008） - 關戶
- 京王自動車（日语：京王自動車）本社 - 關戶
- 京王Store（日语：京王ストア）本社 - 關戶
- 京王Atman（日语：京王アートマン）本社 - 關戶
- 京王書籍販售（日语：京王書籍販売）本社 - 落合/多摩中心
- PACIFIC CONSULTANTS（日语：パシフィックコンサルタンツ）本社 - 關戶
- 愛和誼日生同和損害保險（日语：あいおいニッセイ同和損保）櫻丘中心 - 關戶
- MURAKI（ムラキ）本社（JASDAQ 7477） - 關戶
- TOYOTA西東京Corolla（日语：トヨタ西東京カローラ）本社 - 關戶
- CSK（日语：CSK (企業)）研修中心 - 諏訪
- JTB Forest - 永山
- 富士火災海上保險多摩研修中心 - 永山
- 日本7-Eleven研修所 - 永山
- 伊藤洋華堂研修所 - 永山
- KEL（日语：ケル）本社（JASDAQ 6919） - 永山
- 國際計測器本社 （页面存档备份，存于）（JASDAQ 7722） - 永山
- 日本汽車聯盟（日语：日本自動車連盟）中央研修所 - 永山
- KDDI多摩通信中心 - 南野
- 大和證券集團多摩研修中心 - 唐木田
- 三菱東京UFJ銀行情報中心 - 唐木田
- 三菱汽車多摩設計中心 - 唐木田
- 日本動畫公司本社 - 和田

※「多摩中心」涵蓋「都市中心地區」及「多摩中心北地區」所定義的範圍。

## 教育

### 學校
多摩新市鎮規畫1住區設置兩所小學、一所中學。但1970年代初期入住區受到第二次嬰兒潮影響，1住區改為設置四所小學校、2所中學。隨著現今社會的少子化，已開始進行學校整併。
1994年中諏訪小學校、1996年東永山小學校與南永山小學校、1997年西永山小學校廢校，學區併入諏訪小學校、南諏訪小學校、永山小學校、瓜生小學校等。2011年，北豐丘小學校與北貝取小學校、南豐丘小學校與南貝取小學校分別整併為豐丘小學校與貝取小學校。2013年起開始計畫東愛宕小學校與西愛宕小學校的整併，並研擬兩校及多摩第二小學校學區整併重劃。
另一方面，整併後的小學校學童數太多也造成學校營運障礙。對此，因建物老化而準備進行整修改建的小學，將規劃使用預製裝配式校舍以容納超額學童。

#### 小學校
- 市立
  - 多摩第一小學校 - 1971年開校。
  - 多摩第二小學校 - 1971年開校。
  - 多摩第三小學校 - 1971年開校。
  - 東愛宕小學校 - 1972年開校
  - 連光寺小學校 - 1974年開校
  - 北諏訪小學校 - 1975年開校
  - 東寺方小學校 - 1976年開校
  - 西愛宕小學校 - 1976年開校
  - 南鶴牧小學校 - 1982年開校
  - 聖丘小學校 - 1984年開校
  - 西落合小學校 - 1984年開校
  - 大松台小學校 - 1989年開校

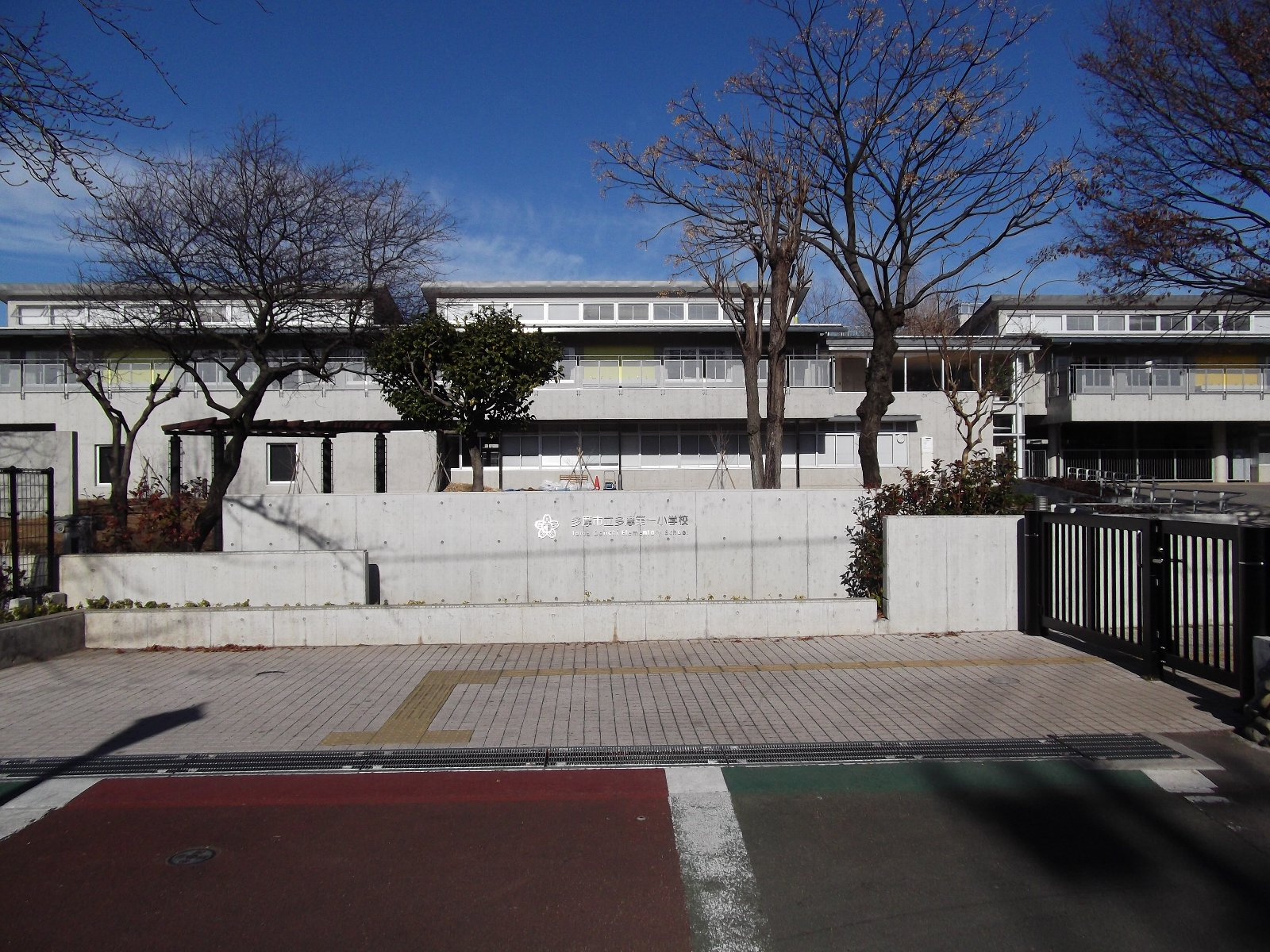
多摩第一小學校

  - 諏訪小學校 - 1994年開校。南諏訪小、中諏訪小合併成立
  - 永山小學校 - 1996年開校。北永山小、東永山小（北半部）、西永山小（永山3-31）合併成立
  - 瓜生小學校 - 1996年開校。北永山小、東永山小（南半部）、西永山小、南永山小合併成立
  - 東落合小學校 - 1999年開校。北落合小、南落合小合併成立
  - 貝取小學校 - 2011年開校。南豐丘小、南貝取小合併成立
  - 豐丘小學校 - 2011年開校。北豐丘小、北貝取小合併成立
- 私立
  - 帝京大學小學校（日语：帝京大学小学校） - 2005年開校

#### 中學校
- 市立
  - 多摩中學校 - 1947年開校
  - 東愛宕中學校 - 1972年開校
  - 和田中學校（日语：多摩市立和田中学校） - 1977年開校
  - 諏訪中學校 - 1978年開校
  - 聖丘中學校 - 1984年開校
  - 鶴牧中學校 - 1989年開校

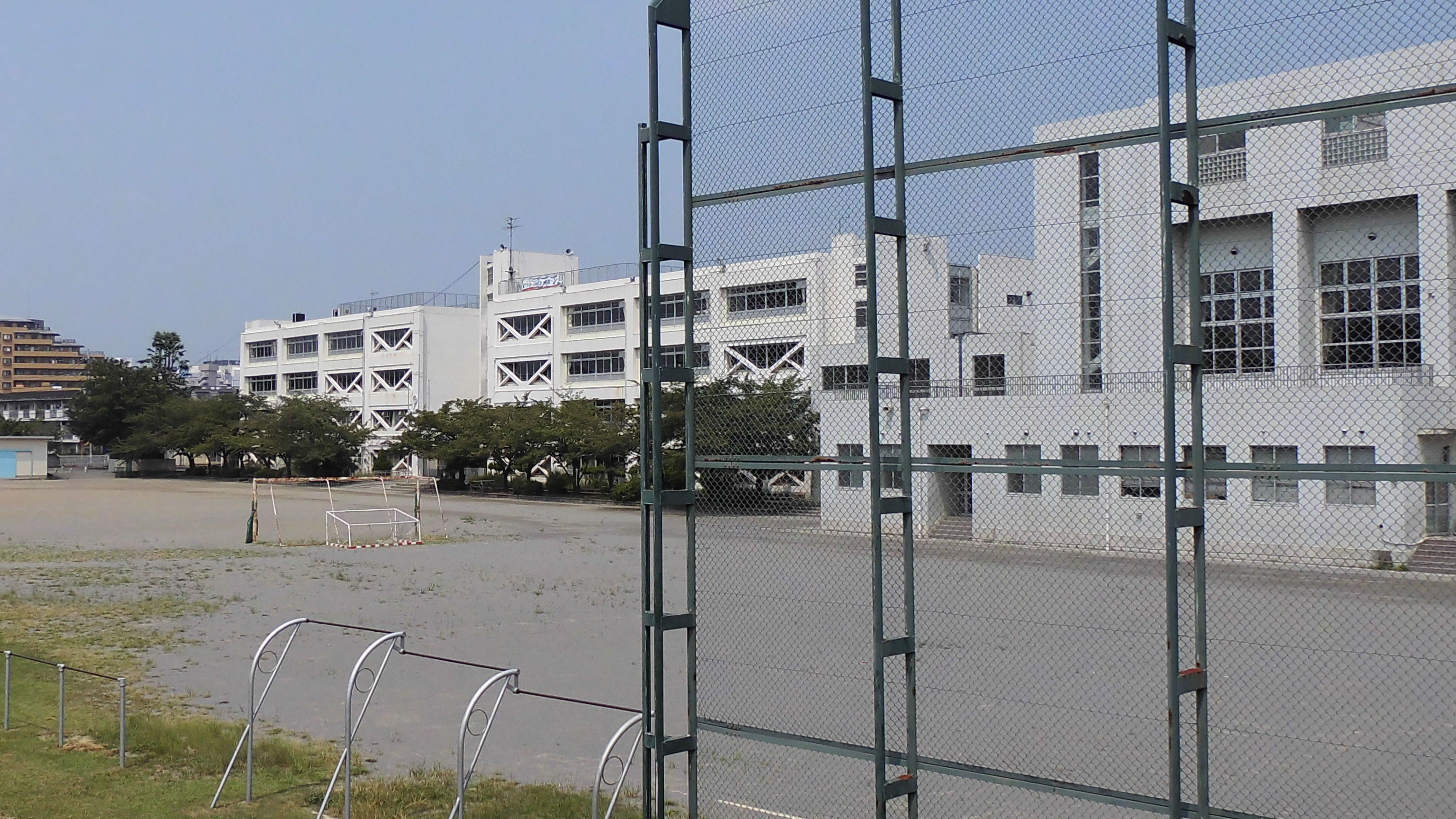
多摩中學校

  - 多摩永山中學校 - 1997年開校。永山中、西永山中合併成立
  - 落合中學校 - 2000年開校。東落合、西落合中合併成立
  - 青陵中學校 - 2008年開校。豐丘中、貝取中合併成立
- 私立
請見高校段落。

#### 高等學校
- 都立
  - 永山高等學校（日语：東京都立永山高等学校）
- 私立

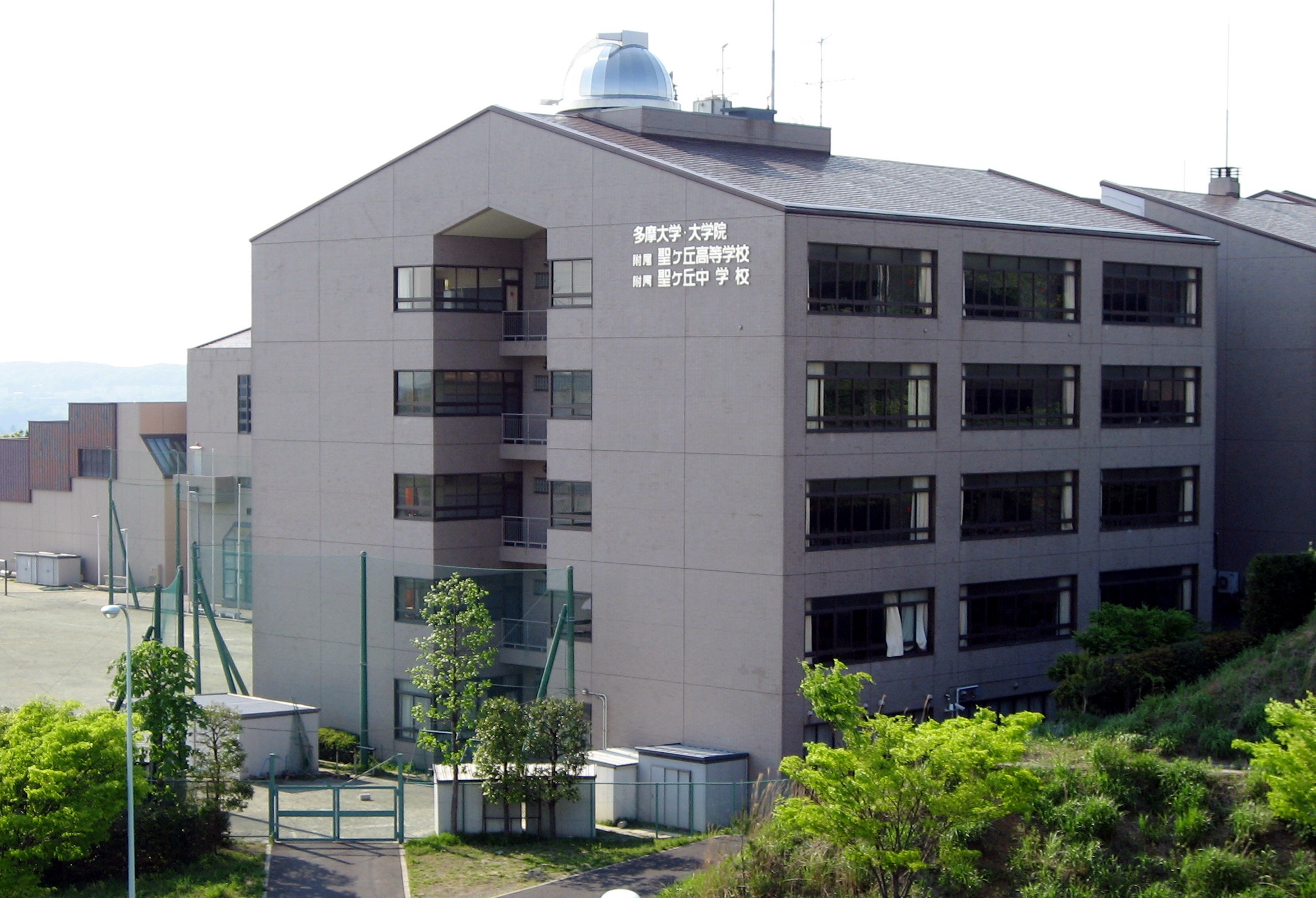
聖丘高校

  - 多摩大學附屬聖丘中學校、高等學校（日语：多摩大学附属聖ヶ丘中学校・高等学校）
  - 大妻多摩高等學校、中學校（日语：大妻多摩高等学校・中学校）
  - 那須高原海城中學校、高等學校（日语：那須高原海城中学校・高等学校）多摩校區

#### 大學
- 多摩大學（日语：多摩大學）多摩校區
- 大妻女子大學多摩校區
- 惠泉女學園大學（日语：恵泉女学園大学）多摩校區
- 國士館大學多摩校區（體育學部）
- 東京醫療學院大學（日语：東京医療学院大学）

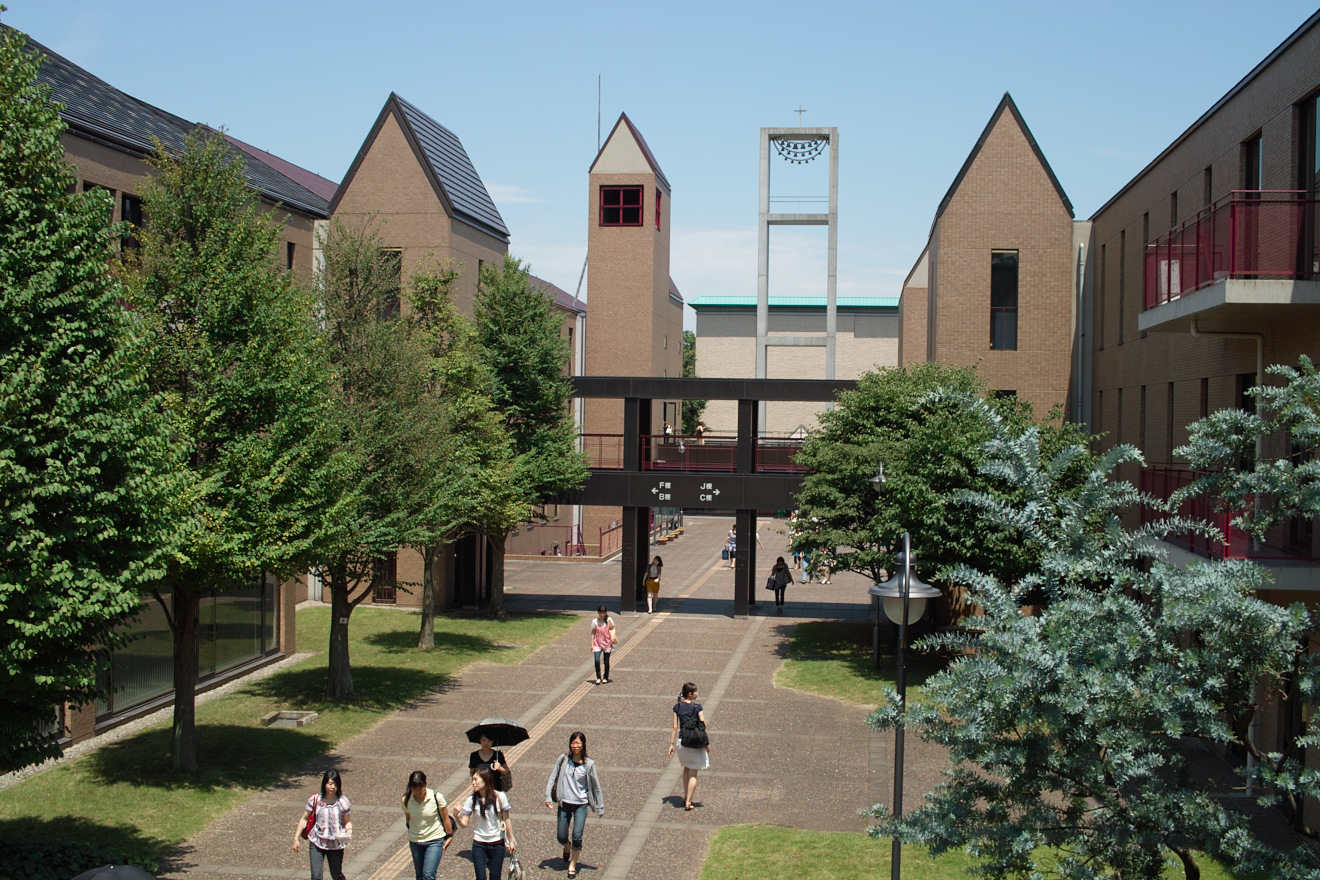
惠泉女學園大學

- 櫻美林大學多摩Academy Hills（アカデミーヒルズ）
- 帝京大學八王子校區 - 位於八王子市邊界，校地約一半在多摩市內。正式地址為八王子市。

#### 其他

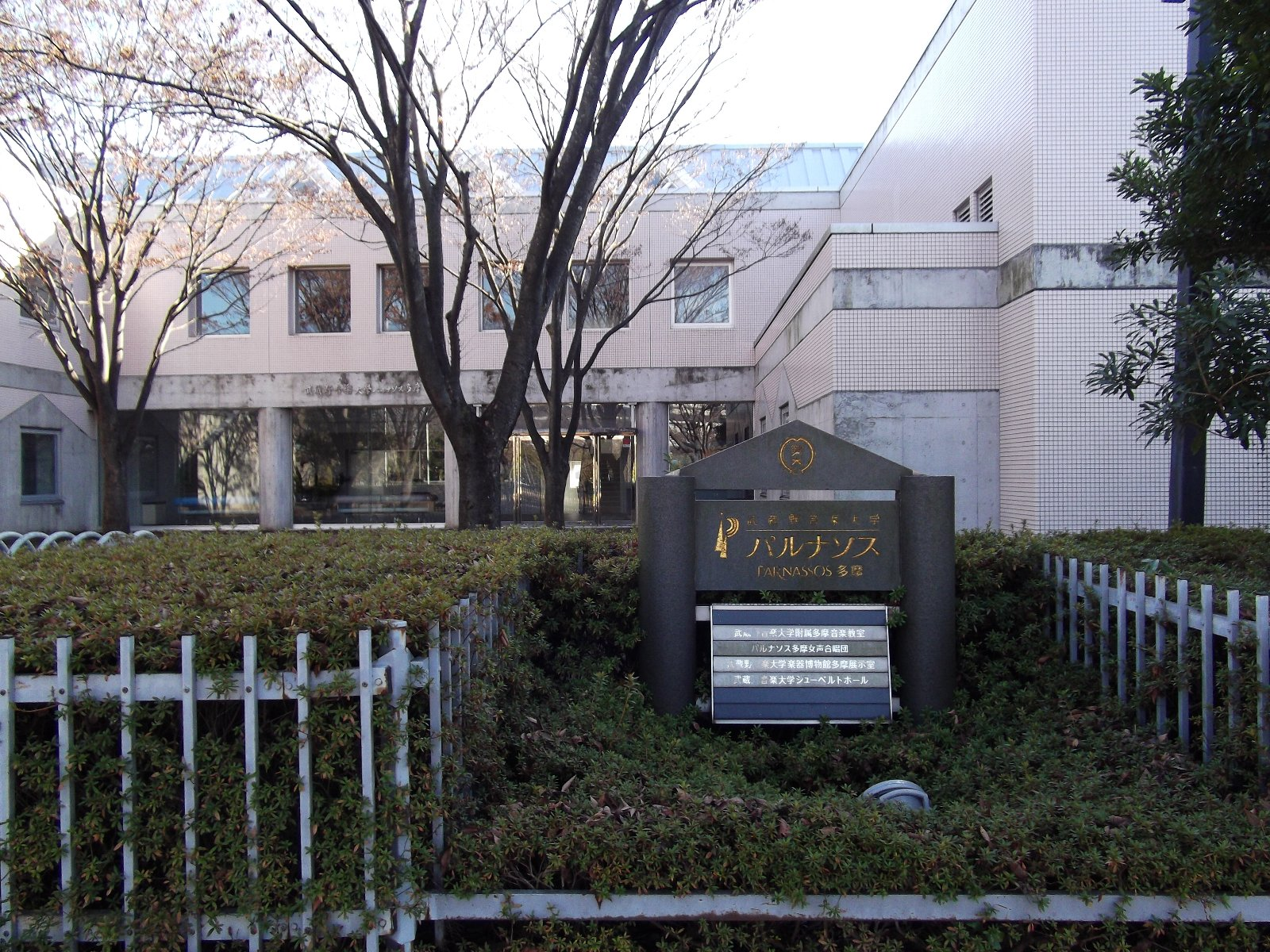
帕納塞斯多摩

- 都立
  - 東京都立南多摩看護専門学校（日语：南多摩看護専門学校）
  - 多摩櫻之丘學園
- 私立
  - 東京多摩調理製菓專門學校
  - 櫻丘青溪看護專門學校
  - 藝術工藝高等專修學校
  - 啓光學園
  - 武藏野音樂大學帕納塞斯（パルナソス）多摩（特修科、武藏野音樂大學附屬多摩音樂教室）

## 生涯學習

### 文化設施、公民館

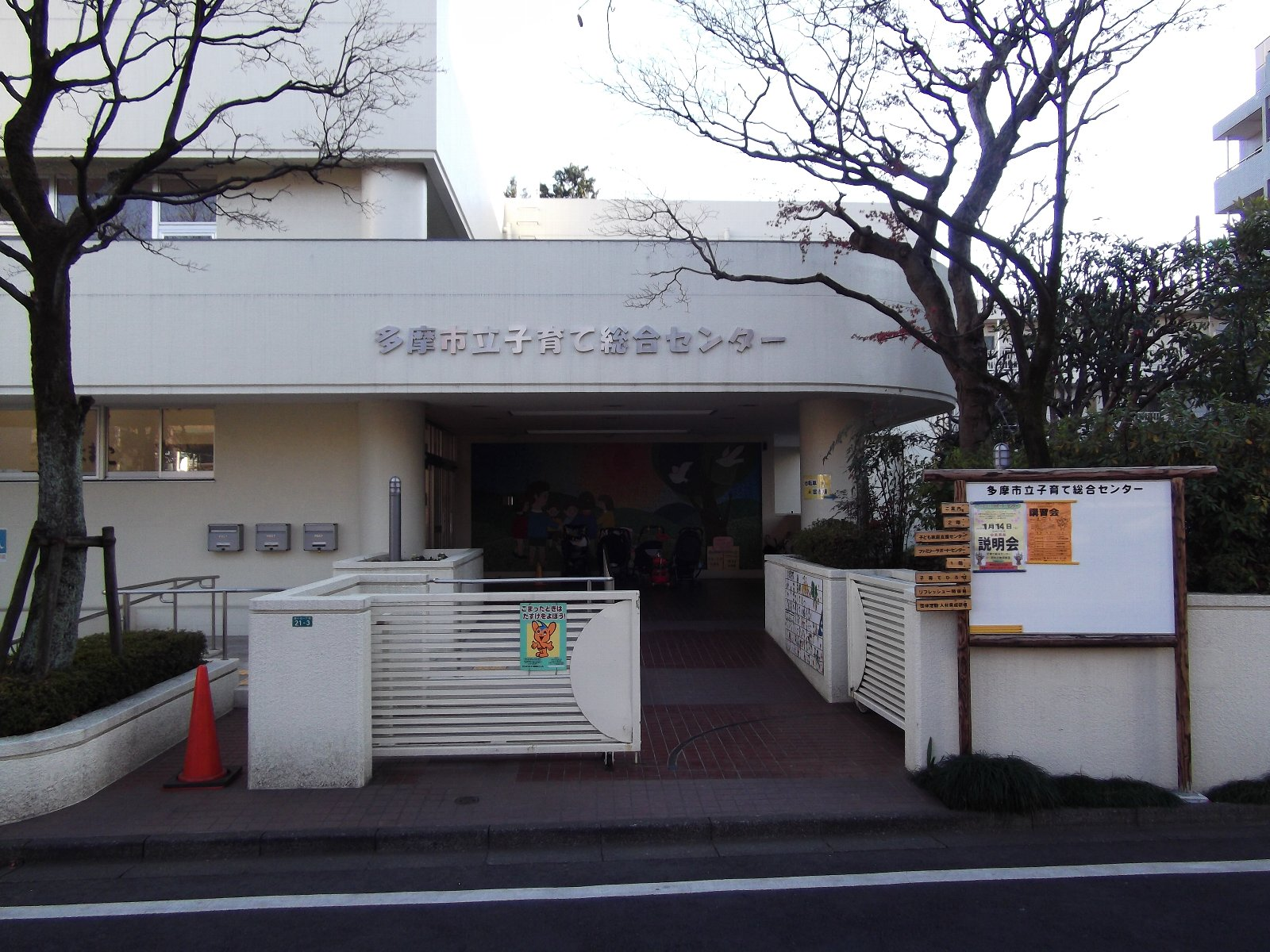
多摩市立育兒總合中心

- 帕德嫩多摩（日语：パルテノン多摩）（多摩市立複合文化設施）（多摩市落合二丁目35番地）
  - 由多摩市文化振興財團營運。1989年開幕。設有大、小兩廳。
- 永山公民館（多摩市永山一丁目5番地）
  - 1997年4月開館。永山複合設施「Belb永山」（ベルブ永山）3至5樓。多功能會廳「Belb Hall」（ベルブホール）、畫廊、音樂室等。
- 關戶公民館（多摩市關戶四丁目72番地）
  - 1999年9月開館。聖蹟櫻丘站前商業設施VI\TA COMMUNE（ヴィータ・コミューネ）的7、8樓。多功能會廳「VI\TA HALL」（ヴィータホール）、畫廊等。
- 市立社區中心（8所）
  - 「YU櫻丘」（ゆう桜ケ丘）、「乞田、貝取接觸館」（乞田・貝取ふれあい館）、「TOM HOUSE」（トムハウス）、「貝取辛夷館」（貝取こぶし館）、「聖館」（ひじり館）、「愛宕楓館」（愛宕かえで館）、「關・一紬館」（関・一つむぎ館）、「唐木田菖蒲館」（からきだ菖蒲館）。
- 多摩市立兒童總合中心（多摩市豐丘一丁目21番地）
  - 2009年11月開館。暱稱「TAMAKKO」（たまっこ）。學校法人大妻學院營運。

### 博物館、美術館
- 多摩美術大學美術館
- 帕德嫩多摩歷史博物館 - 多摩丘陵開發史、多摩新市鎮相關資料展示。免費入場。
- 東京都埋藏文化財中心（日语：東京都埋蔵文化財センター） - 以多摩新市鎮為中心的都內遺跡等埋藏文化財研究、公開。設有遺跡庭園「繩文之村」。
- 武藏野音樂大學樂器博物館多摩展示室

### 圖書館

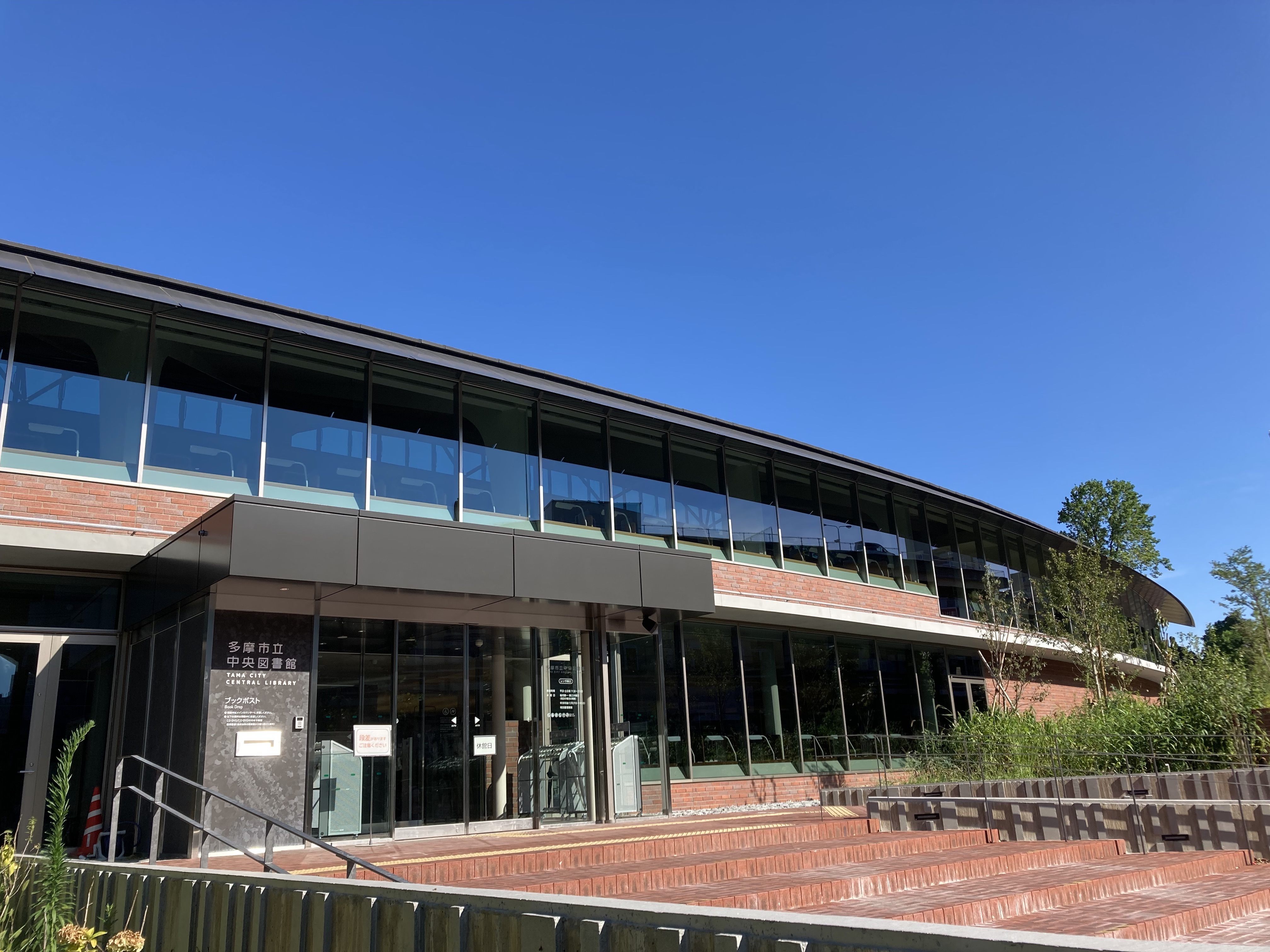
多摩市立中央圖書館

多摩市內設有7館、1分室。
- 多摩市立中央圖書館
- 多摩市立東寺方圖書館
- 多摩市立豐丘圖書館
- 多摩市立關戶圖書館
- 多摩市立聖丘圖書館
- 多摩市立永山圖書館
- 多摩市立唐木田圖書館
- 行政資料室

### 體育設施
- 多摩市立陸上競技場（日语：多摩市立陸上競技場）
- 多摩市立總合體育館
- 多摩市立武道館
- 棒球場
  - 一本杉公園棒球場（日语：多摩市一本杉公園野球場）
  - 關戶公園棒球場
  - 諏訪南公園棒球場
  - 貝取南公園棒球場
  - 諏訪北公園棒球場
- 球技場
  - 寶野公園球技場
  - 諏訪南公園球技場
  - 貝取南公園球技場
  - 和田公園球技場
  - 一之宮公園球技場
- 網球場
  - 永山南公園網球場
  - 一之宮公園網球場
  - 諏訪北公園網球場
  - 奈良原公園網球場
  - 連光寺公園網球場
  - 貝取北公園網球場
  - 愛宕東公園網球場
  - 一本杉公園網球場
  - 多摩東公園網球場
- 多摩運動中心

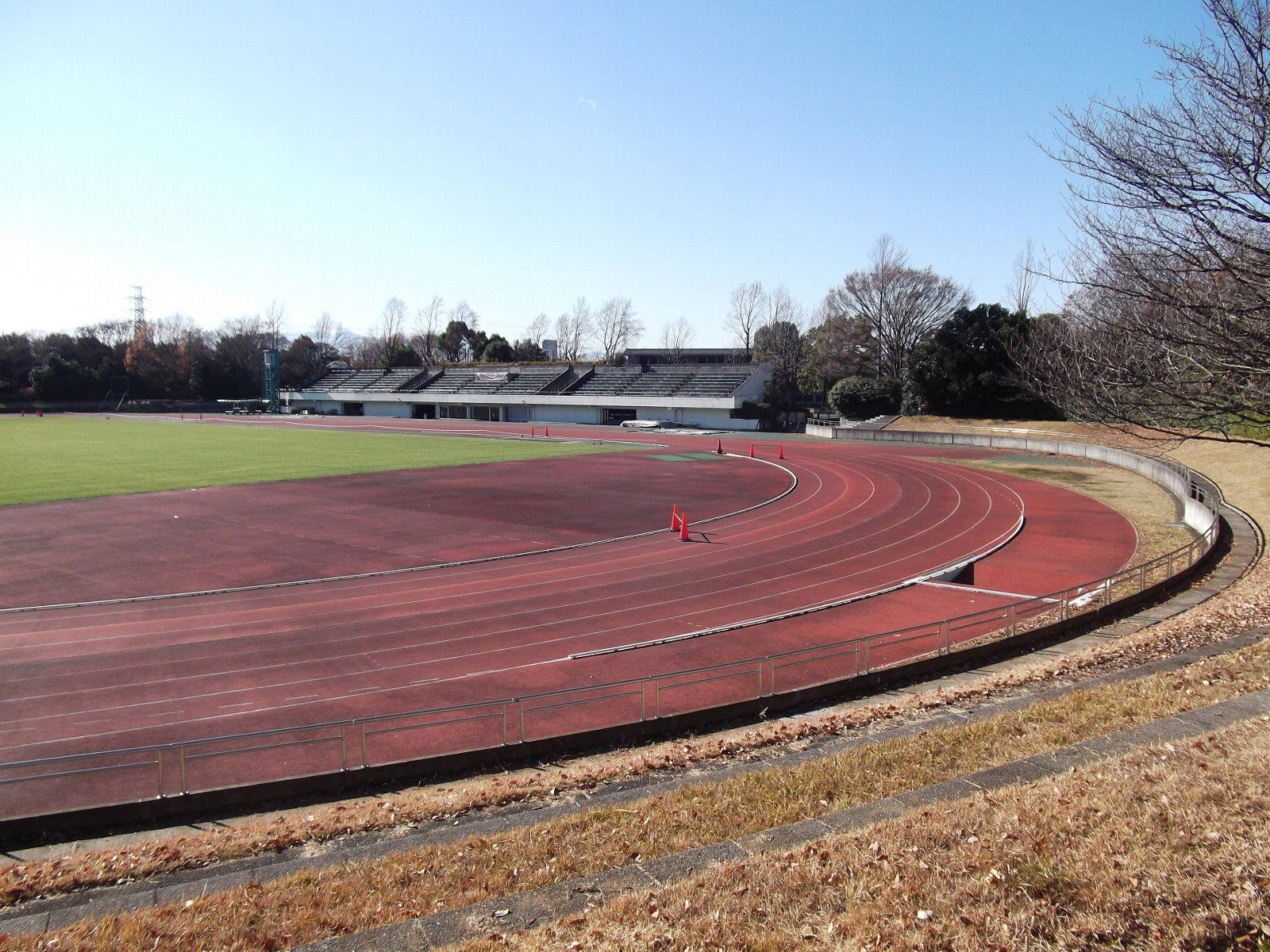
多摩市立陸上競技場

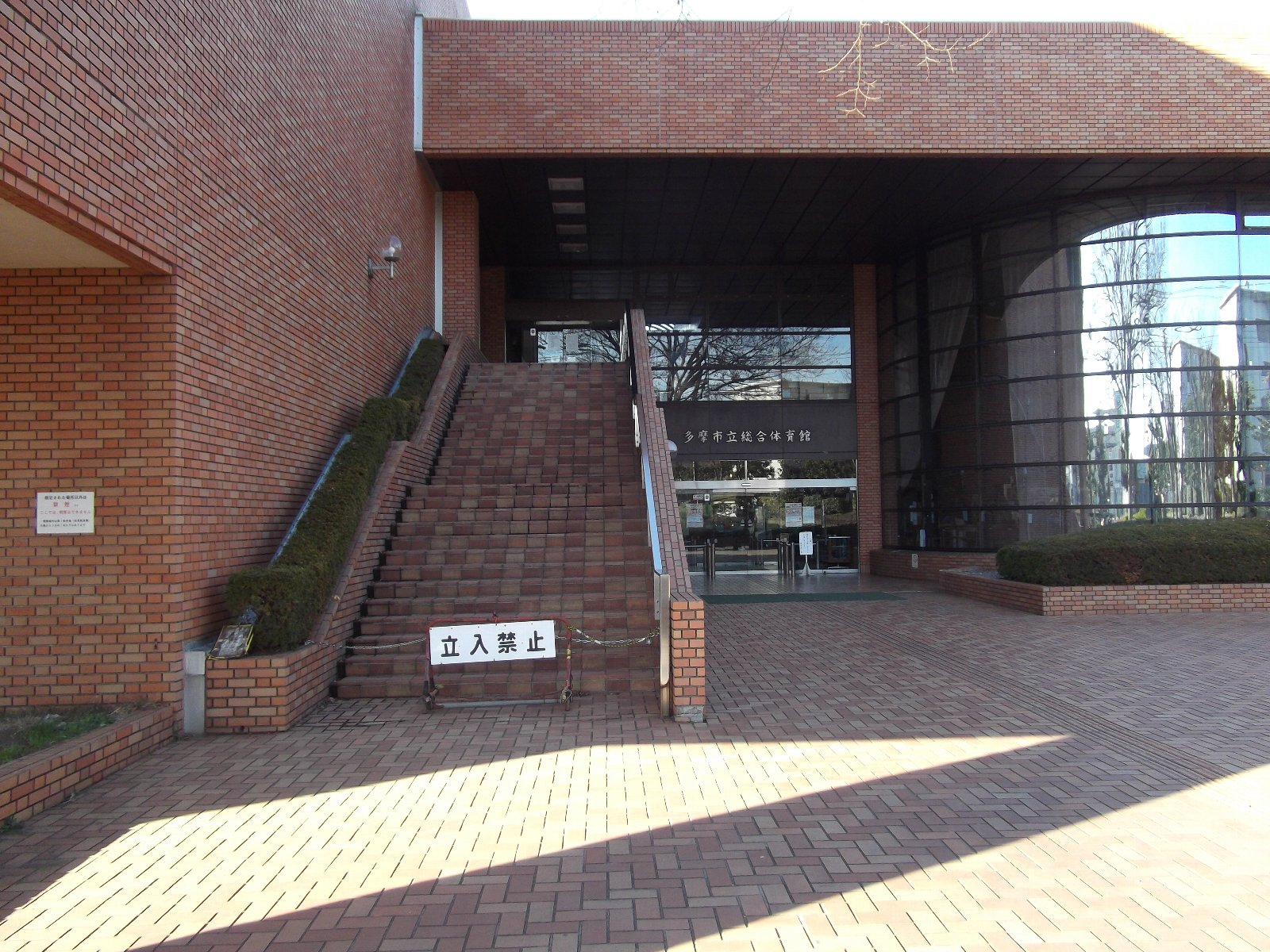
多摩市立總合體育館

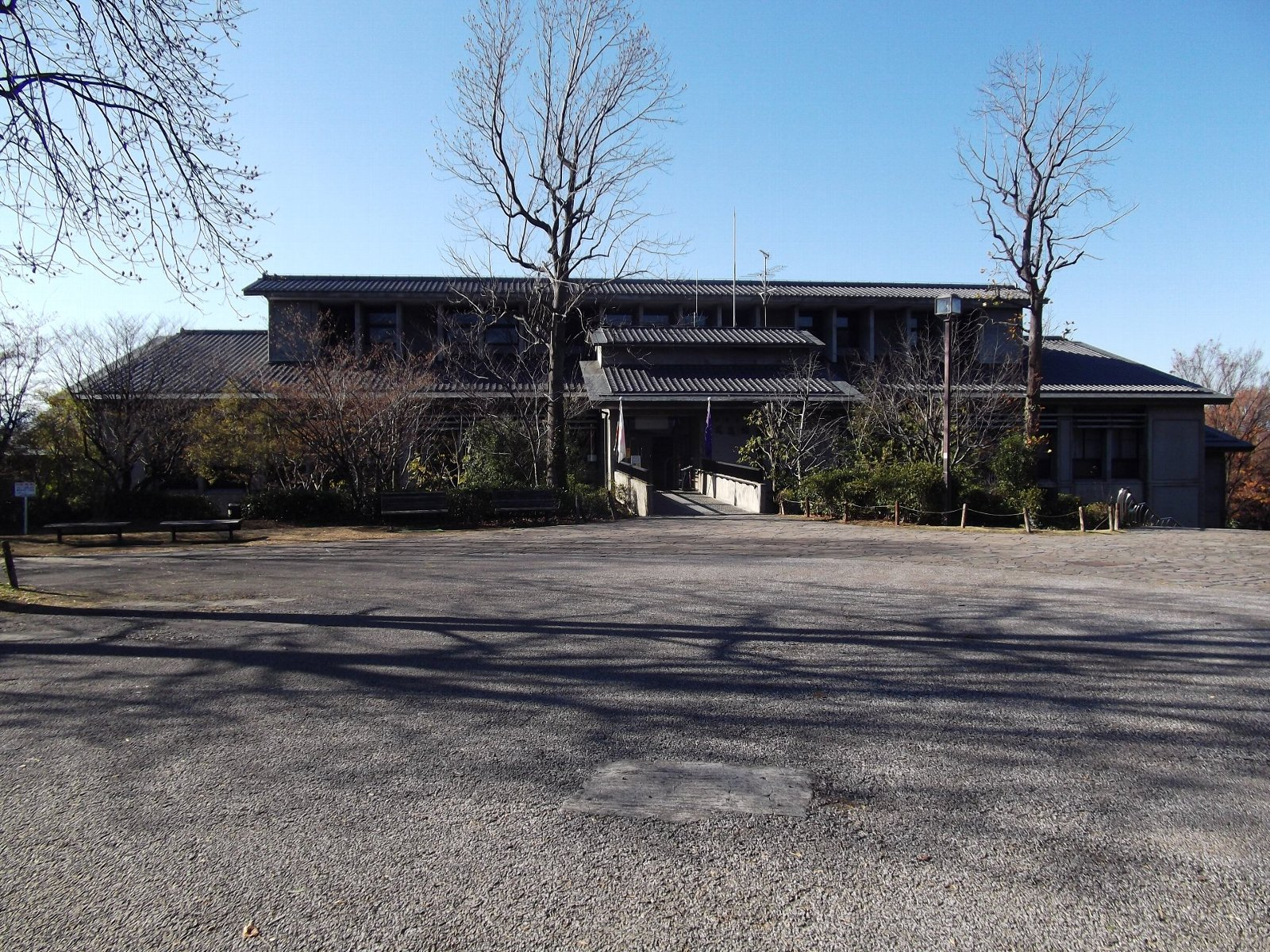
多摩市立武道館

- Aqua Pool多摩（アクアブルー多摩）
- 大谷戶公園露營練習場

## 醫療衛生

### 保健所

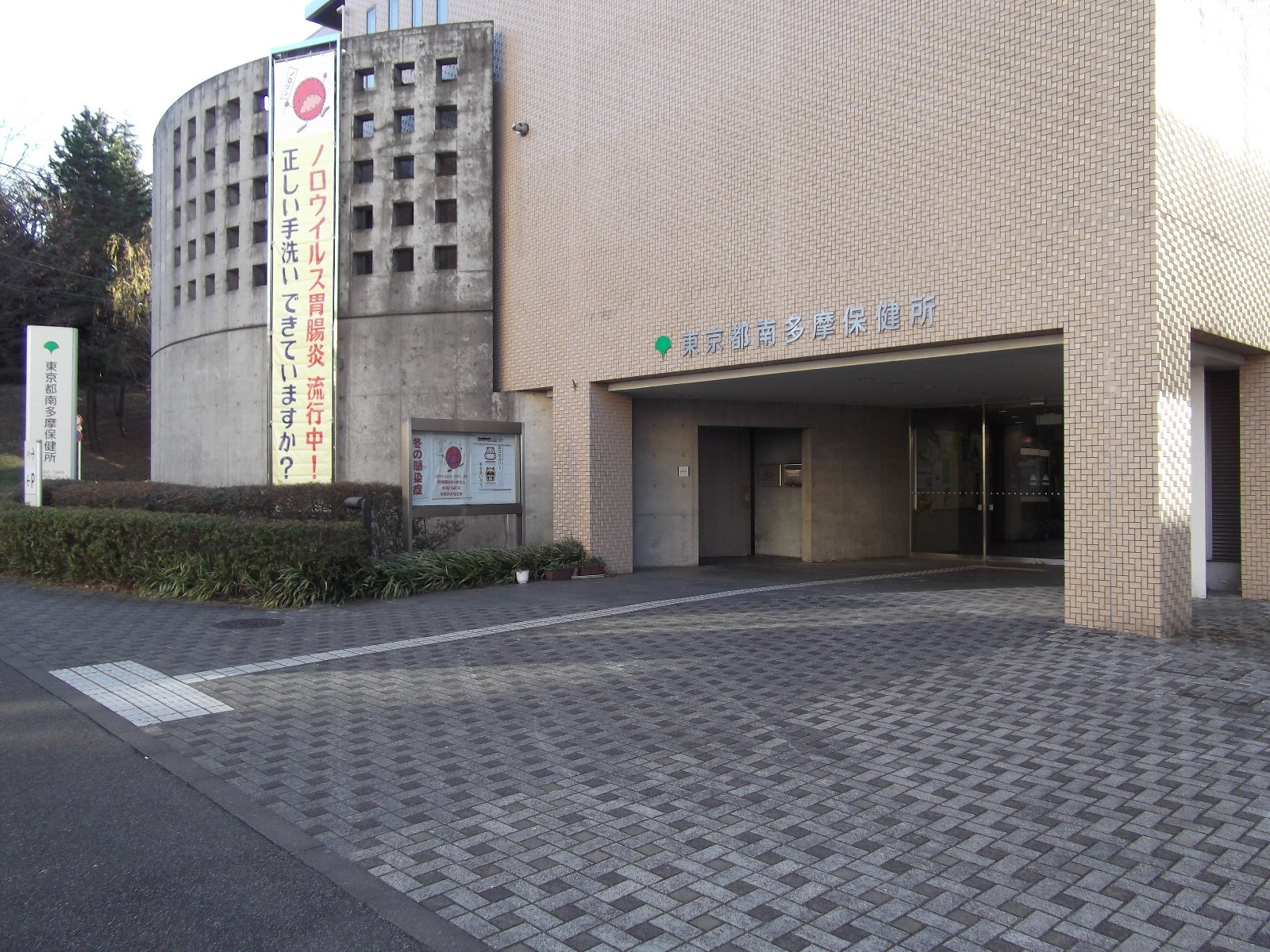
東京都南多摩保健所

- 東京都南多摩保健所 - 永山站前

### 醫院
- 多摩南部地域醫院（日语：多摩南部地域病院）
  - 東京都災害據點醫院（日语：東京都災害拠点病院）、地域醫療支援醫院（日语：地域医療支援病院）。

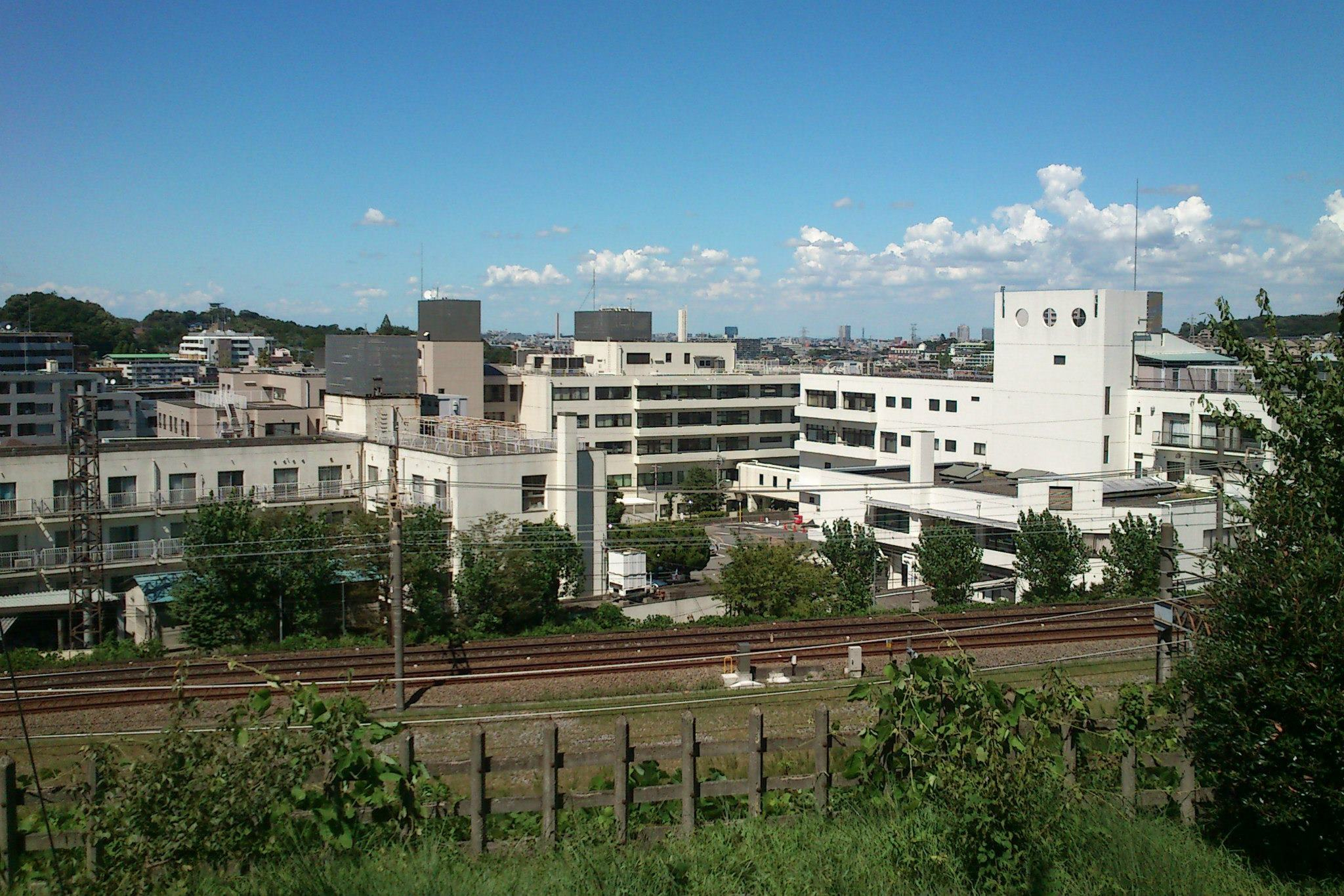
日本醫科大學多摩永山醫院

- 日本醫科大學多摩永山醫院（日语：日本医科大学多摩永山病院）
  - 東京都災害據點醫院、東京都指定二次救急醫療機關、東京都癌症認定診療醫院。
- 厚生莊醫院
- 櫻丘紀念醫院
- 新天本醫院
- 多摩中央醫院
- 聖丘醫院

## 交通

### 鐵路

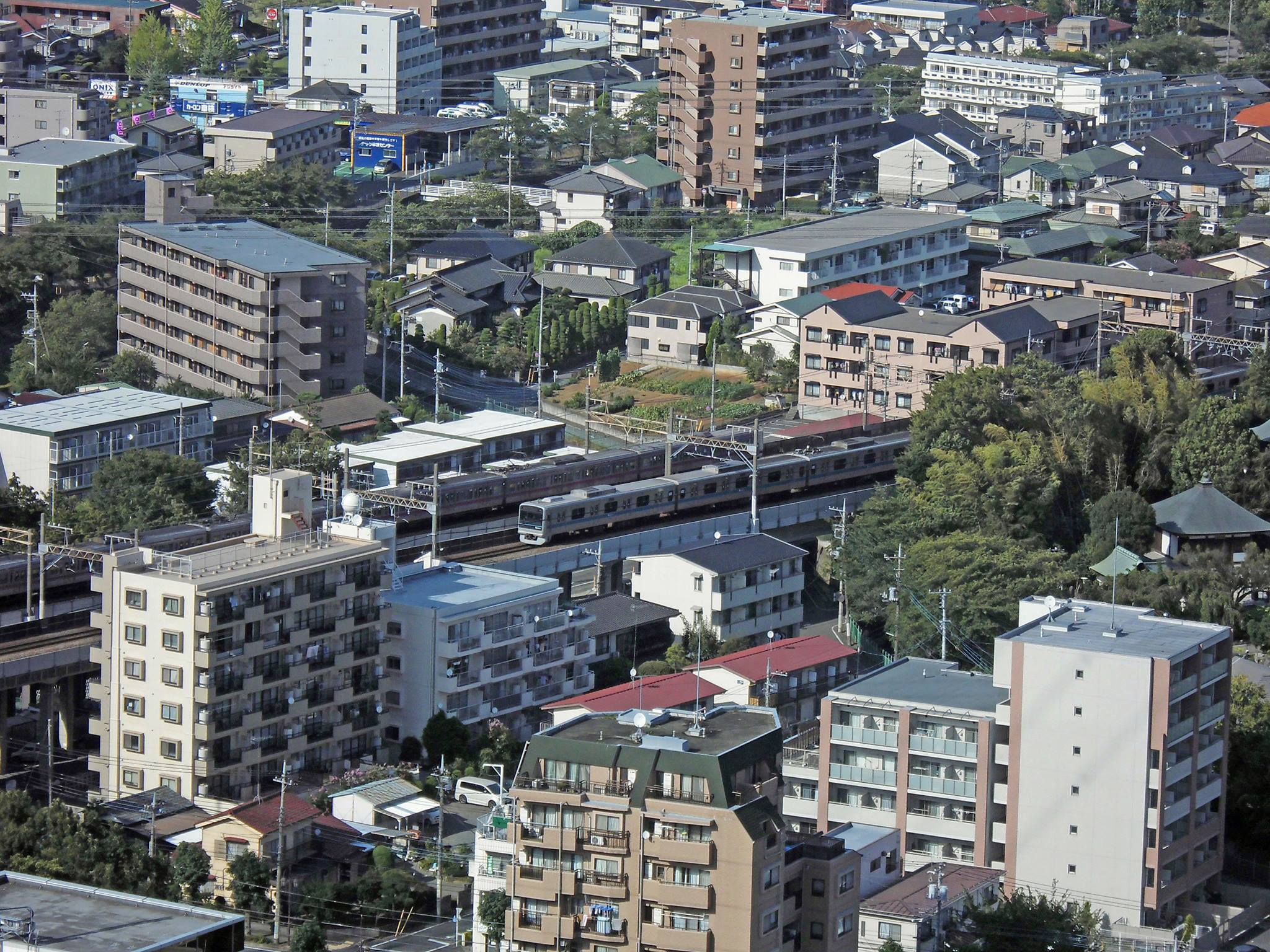
多摩市內並行的京王線與小田急線。

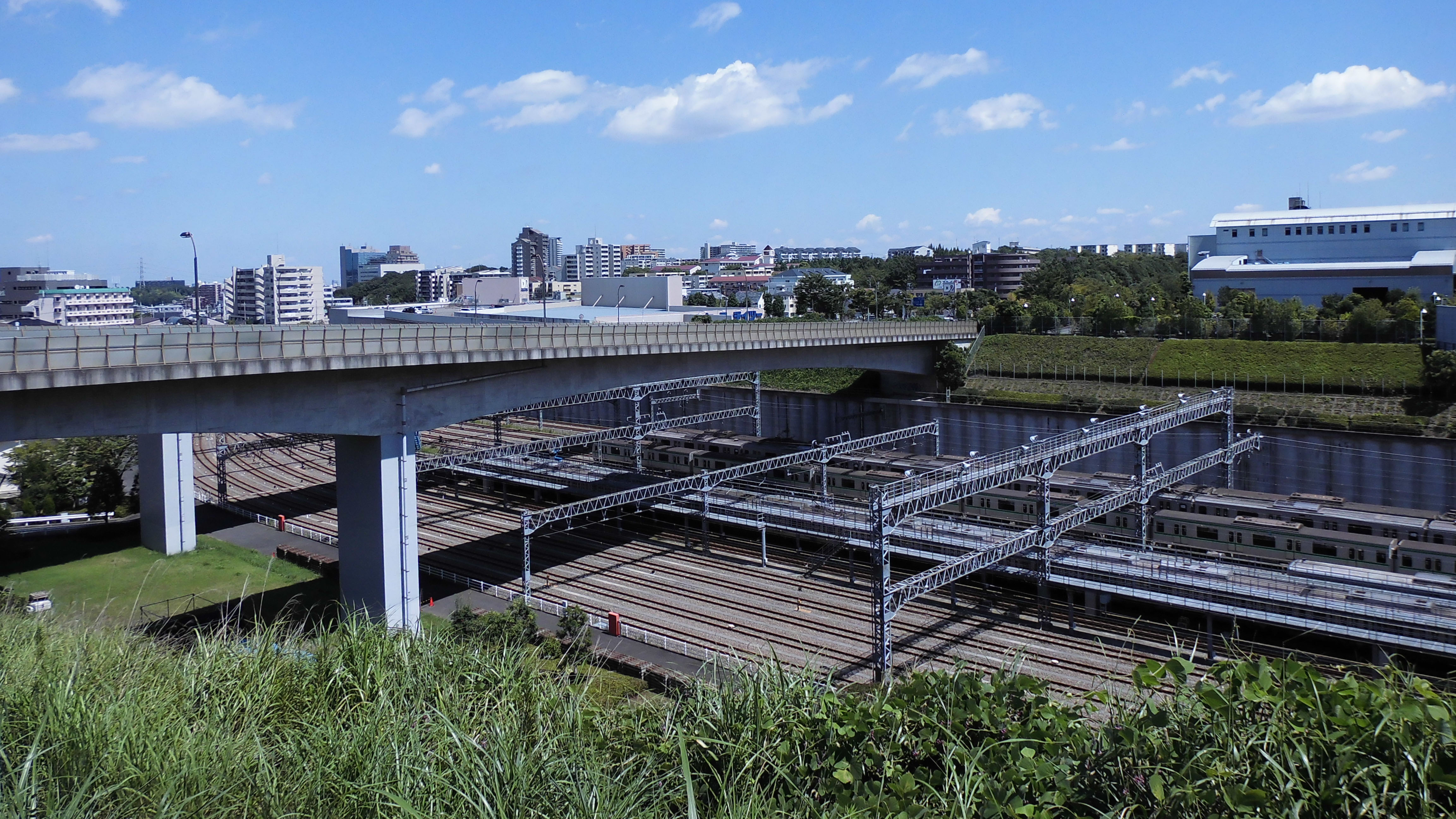
小田急線唐木田車庫

多摩市是日本全國唯一鐵道皆停靠市內各站的自治體。
京王電鐵
- 京王線：聖蹟櫻丘站
- 相模原線：京王永山站 - 京王多摩中心站

小田急電鐵
- 多摩線：小田急永山站 - 小田急多摩中心站 - 唐木田站

永山站、多摩中心站間的京王相模原線與小田急多摩線兩者並行。
多摩都市單軌電車
- 多摩都市單軌電車線：多摩中心站

多摩都市單軌多摩中心站延伸至町田站、八王子站的計畫已納入東京都「次期整備路線（應確保導入空間路線）」。2013年，町田市成立「多摩都市單軌町田方面延伸協議會」，持續推動至町田市的延伸計畫。其他規劃路線還有南多摩站、是政站延伸計畫。
小田急多摩線唐木田站延伸相模原站、上溝站已納入國家鐵路計畫「未來發展研究路線」。相模原市則將「小田急多摩線延伸促進事業」列為重點計畫，並不定期發行「小田急多摩線延伸新聞」。2011年，町田市與相模原市共同進行小田急多摩線延伸的調查研究，認為有實現的可能性。

### 巴士路線
- 京王電鐵巴士
- 京王巴士南
- 京王巴士東：深夜急行巴士
- 神奈川中央交通（日语：神奈川中央交通）

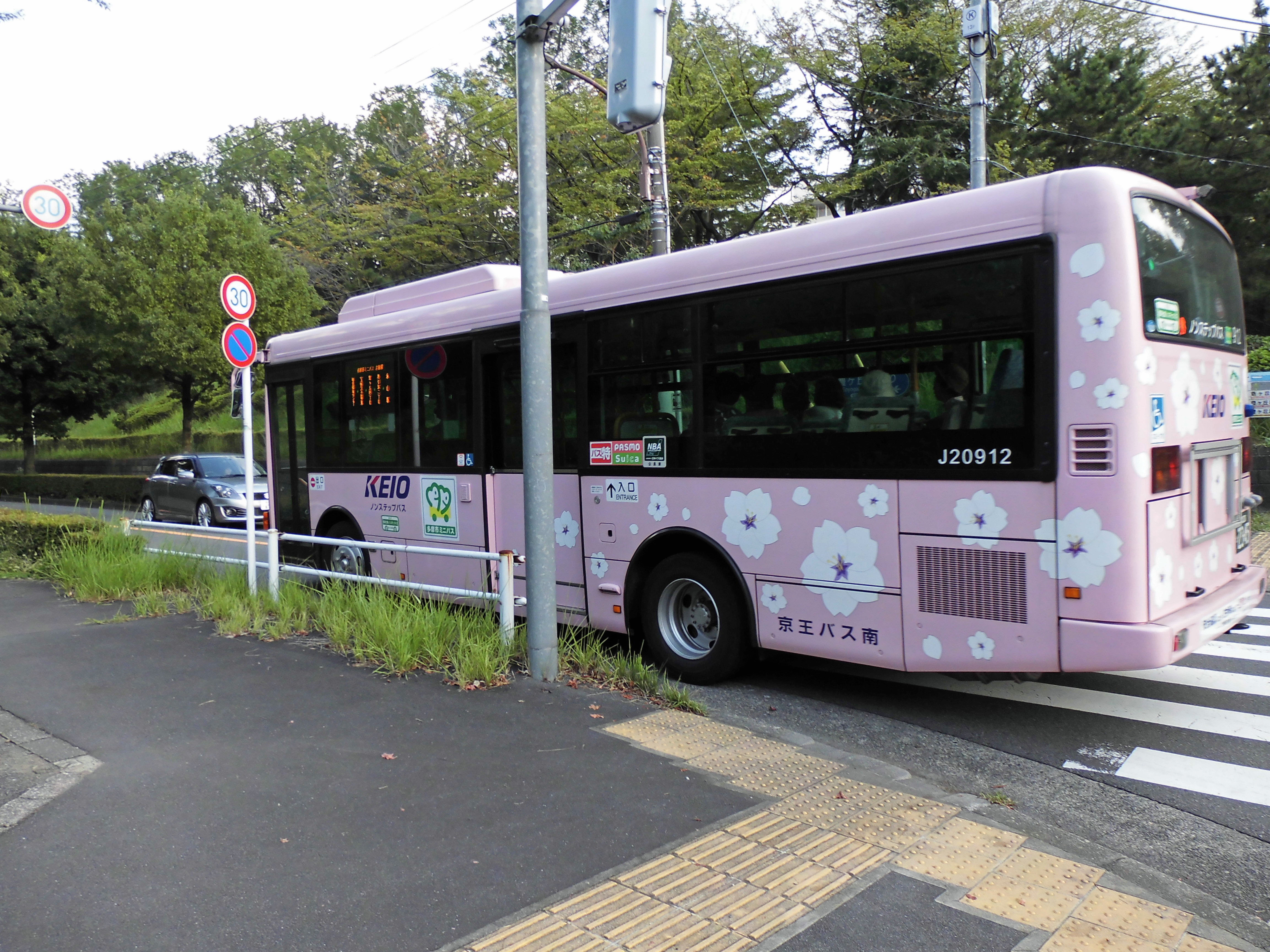
多摩市迷你巴士

- 多摩市迷你巴士（日语：多摩市ミニバス）：社區巴士（委託京王巴士南運行）
- 東京空港交通：高速巴士
- 靜鐵Justline（日语：しずてつジャストライン）：高速巴士

### 道路
- 主要地方道

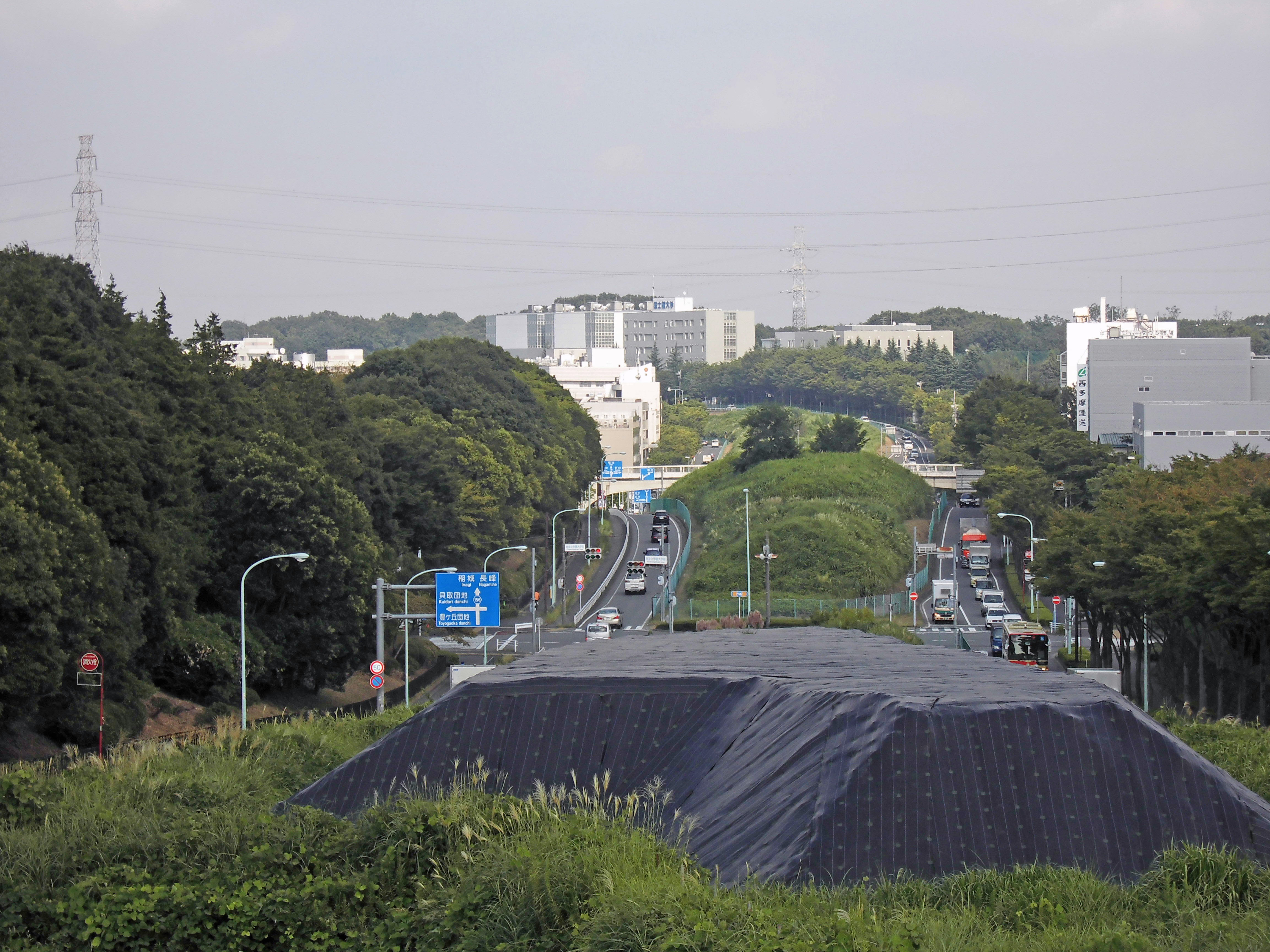
擁有廣大中央分隔島的尾根幹線道路。

  - 東京都道18號府中町田線（日语：東京都道18号府中町田線）（鎌倉街道）
  - 東京都道20號府中相模原線（日语：東京都道20号府中相模原線）（野猿街道）
  - 東京都道41號稻城日野線（日语：東京都道41号稲城日野線）（川崎街道）
- 一般都道
  - 東京都道137號上麻生連光寺線（日语：東京都道137号上麻生連光寺線）
  - 東京都道155號町田平山八王子線（日语：東京都道155号町田平山八王子線）
  - 東京都道156號町田日野線（日语：東京都道156号町田日野線）
  - 東京都道157號乞田東寺方線（日语：東京都道157号乞田東寺方線）
  - 東京都道158號小山乞田線（日语：東京都道158号小山乞田線）（多摩新市鎮通、尾根幹線道路、唐木田通）
  - 東京都道503號相模原立川線（日语：東京都道503号相模原立川線）

### 人行道路網

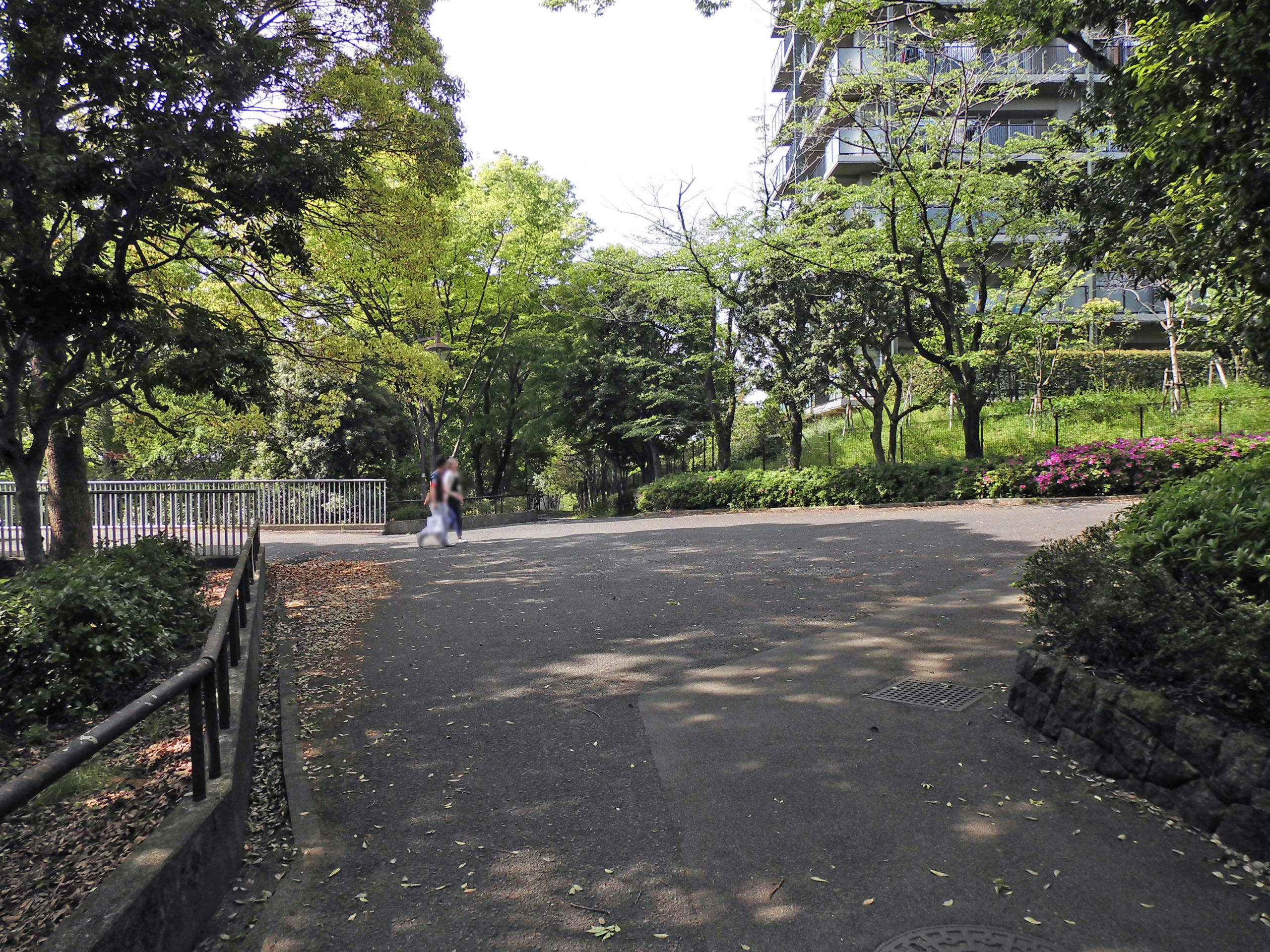
人行道路網

多摩新市鎮在興建時規劃了連結各住區的人行道路網。人行道路網兩旁種植植栽形成綠道，不僅連結區域內的住宅、設施、公園與學校，也連結多摩中心站前與永山站前的人行天橋。
部分人行道暱稱如下。
- 帕德嫩大通（パルテノン大通り） - 多摩中心站至多摩中央公園（日语：多摩中央公園）。
- 磚坂（レンガ坂） - 多摩中心站前至住宅區。
- 聖丘遊步道（聖ヶ丘遊歩道） - 連結聖丘地區南北兩側，南側連接多摩東公園。
- 諏訪永山接觸之道（諏訪永山ふれあいの道） - 多摩東公園至諏訪、永山、貝取、豐丘。
- 貝取散步道（貝取さんぽ道） - 鎌倉街道古道。連結貝取地區南北兩側。
- 友好小路（なかよしこみち） - 豐丘至落合第9住區。
- 落合東遊步道（落合東遊歩道） - 連結落合第9住區南北兩側。
- 微風之道（そよかぜのみち） - 落合、鶴牧。

## 觀光

### 休閒設施
- 三麗鷗彩虹樂園

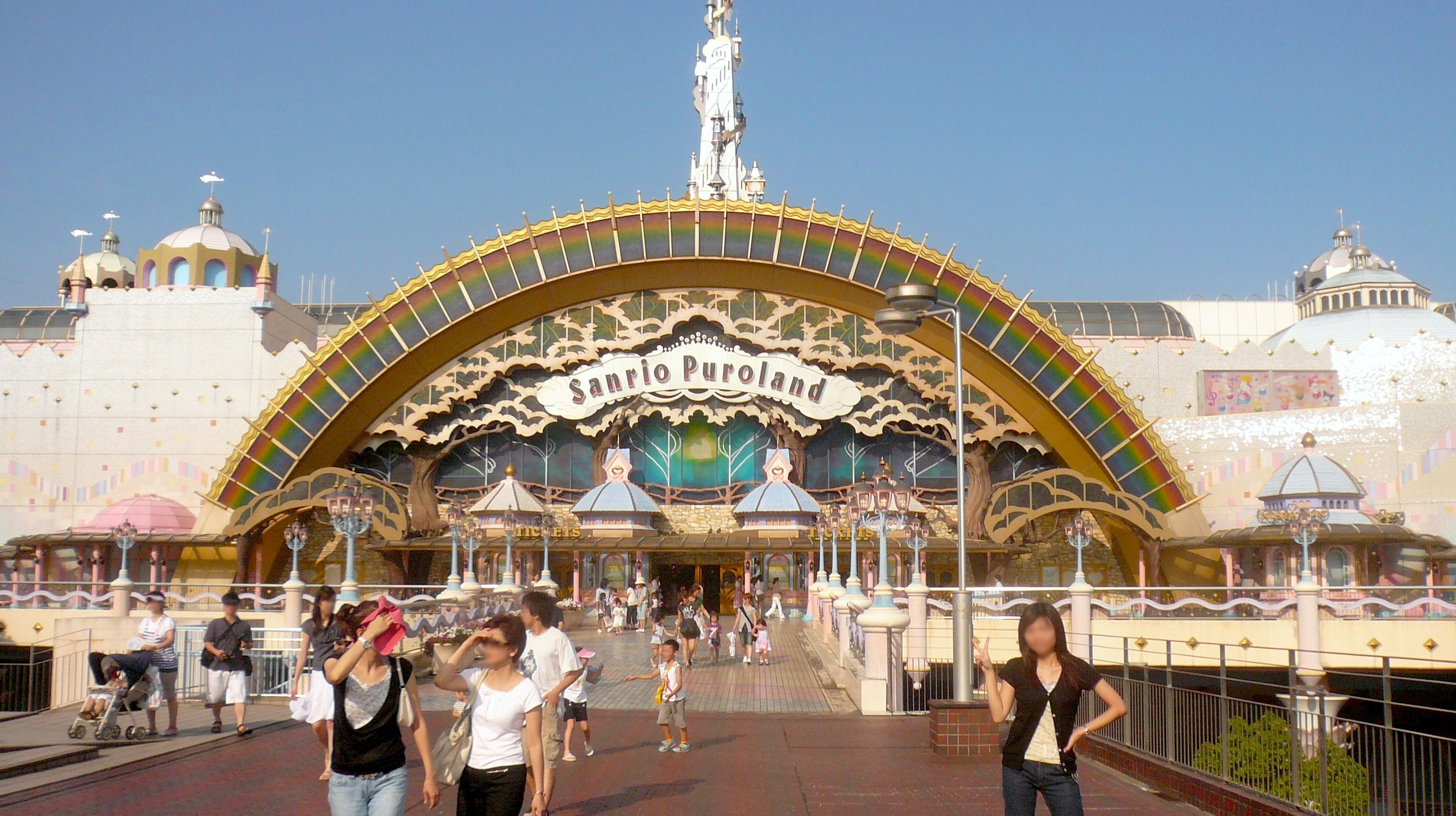
三麗鷗彩虹樂園

- Benesse Star Dome（星象儀）
- 馬格里布大廈（マグレブビル，綜合休閒大樓）
- 永旺影院多摩中心（日语：イオンエンターテイメント）
- 極樂湯（日语：極楽湯）多摩中心店
- Amazing World（アメイジングワールド）多摩中心店
- INDOOR STAGE（インドアステージ）多摩
- 銀座de FUTSAL多摩中心運動場（銀座deフットサル多摩センタースタジアム）
- 永山COPABOWL（永山コパボウル）
- 永山健康園竹取之湯（永山健康ランド竹取の湯）

### 公園、步道

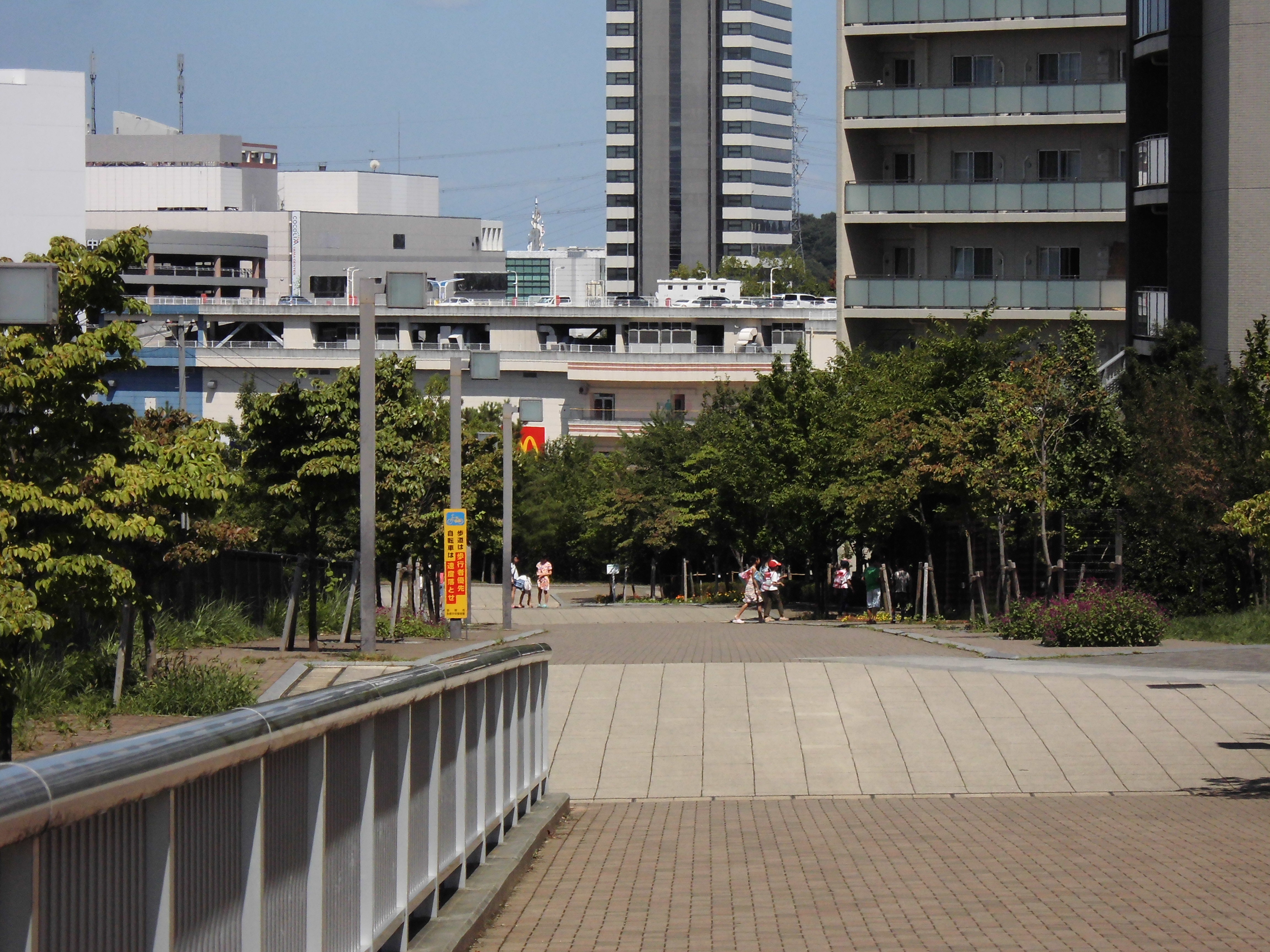
住宅地至多摩中心站前的人行步道

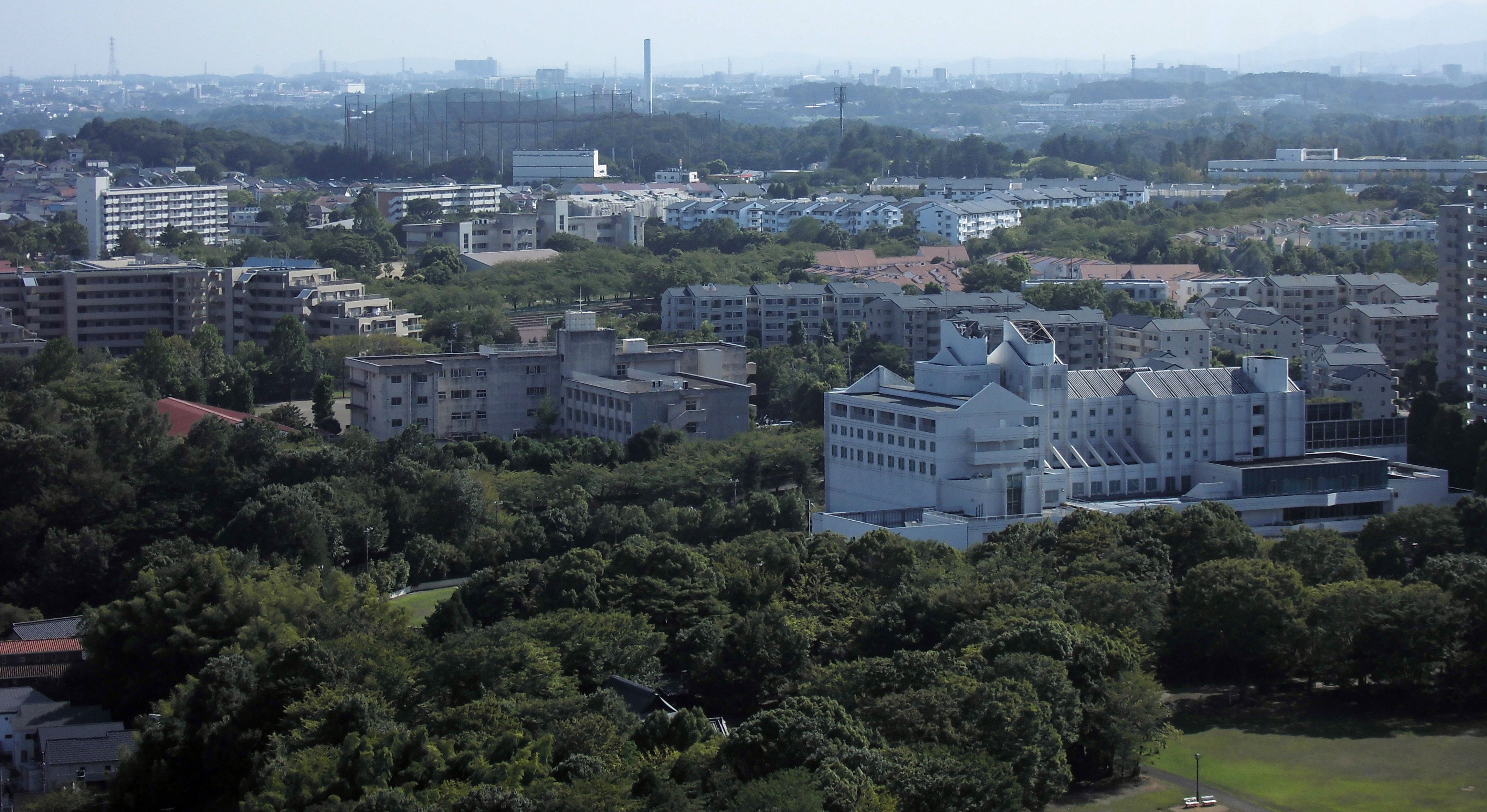
公園綠地非常多的多摩新市鎮

多摩市公園面積在東京都市域內名列前茅（行政面積排名第1、人均面積第2）。
多摩新市鎮全域已建立起人行道路網。與車道立體交會的人行道可讓民眾不須穿越道路直達站前、公園與學校等地。
- 關戶公園 - 多摩川南側，園地內有直升機坪。
- 一之宮公園 - 多摩川南側，園地內有直升機坪。
- 原峰公園 - 舊鎌倉街道旁，保留鎌倉時代的樣貌。以自然林為主體。
- 多摩東公園 - 鄰接市立陸上競技場與武道館，園地內有直升機坪。
- 多摩中央公園（日语：多摩中央公園） - 鄰接帕德嫩多摩的廣大公園。園內有藥草、有用植物、季節花卉等。園內水池為「多摩中央公園貯水槽」，可在災害時作為生活用水。
- 愛宕第四公園 - 公園內有湧水。
- 豐丘南公園 - 豐丘5丁目。內有大池「豐丘貯水槽」。
- 瓜生綠地 - 鎌倉街道旁的南北向綠地。設有「瓜生綠地貯水槽」。
- 一本杉公園 - 被指定為廣域避難場所，園內有一本杉球場（日语：多摩市一本杉公園野球場）。
- 都立櫻丘公園 - 設有舊多摩聖蹟紀念館（日语：旧多摩聖蹟記念館）。與相鄰的摩市立大谷戶公園、連光寺公園組成一處廣大的公園。內有滿蒙開拓團紀念碑。
- 寶野、奈良原公園 - 連結多座公園的人行道「富士見通」是賞櫻景點。另設有足球練習場與網球場等。
- 鶴牧西公園 - 草皮廣場與農園。
- 豐丘北公園 - 鐵道線路南側的森林公園。
- 貝取北公園 - 草坪為主的公園，設有網球場。
- 貝取山綠地 - 保留開發前多摩丘陵里山樣貌的綠地。
- 大谷戶公園 - 具有草坪露營設施的公園。
- 鳥啼之森（さえずりの森） - 面對永山站前巴士圓環的1萬平方公尺雜木林，保留了多摩新市鎮開發以前的樣貌。
- 荻久保公園 - 利用土地高低差建造溜滑梯。
- 中澤池公園 - 市西端。花菖蒲景點。
- 橫山之道（日语：よこやまの道） - 以「接觸多摩自然與歷史之道」為主題的步道。2004年入選美麗日本散步道500選（日语：美しい日本の歩きたくなるみち500選）[47]。

### 景點、古蹟

#### 都指定文化財
- 稻荷塚古墳（日语：稲荷塚古墳）
- 霞之關南木戶柵跡（日语：霞ノ関）

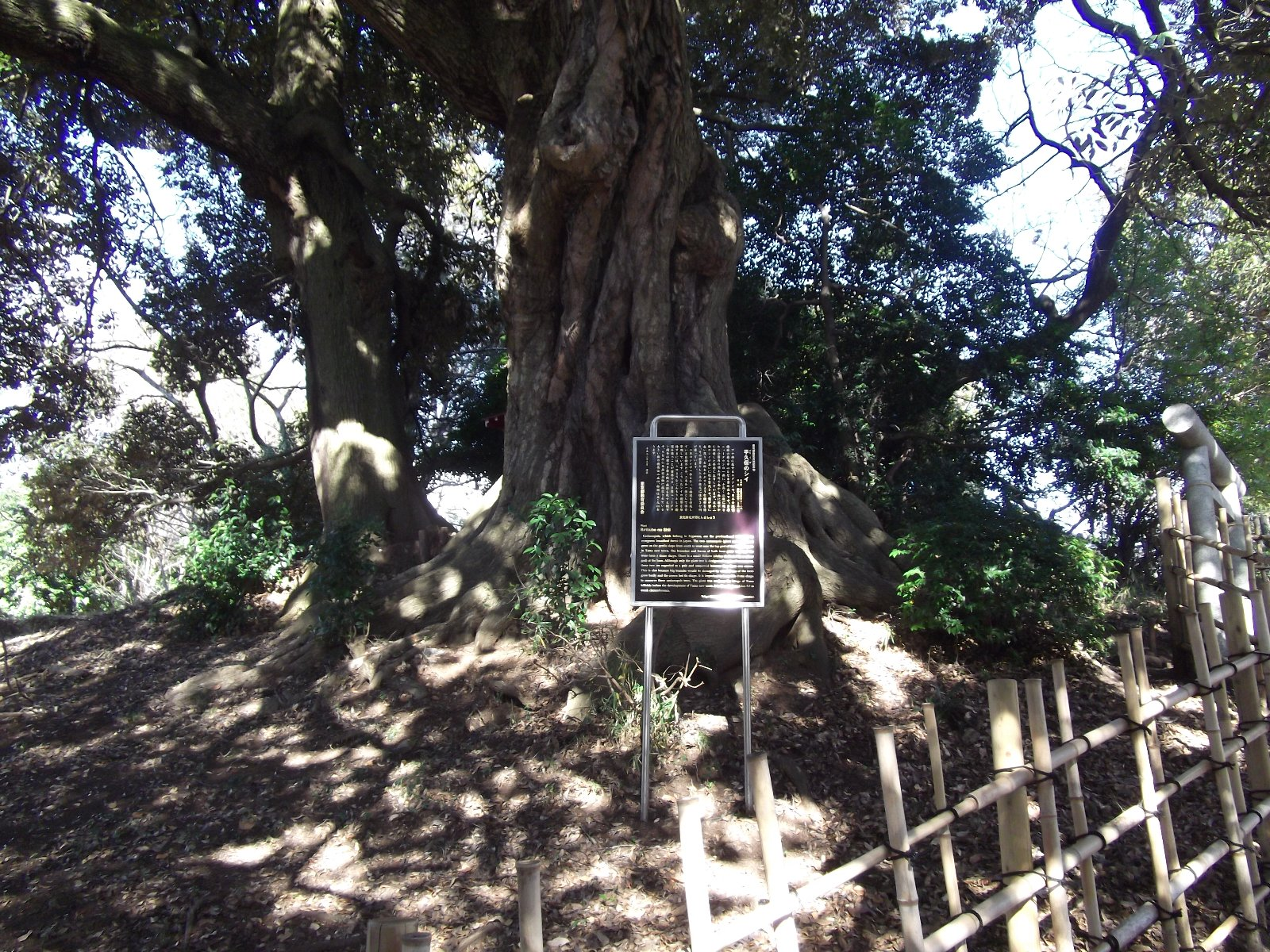
平久保錐栗

- 多摩新市鎮No.57遺跡（東京都埋藏文化財中心（日语：東京都埋蔵文化財センター））
- 木造隨身倚像（2座）
- 平久保錐栗

#### 市指定文化財
- 舊多摩聖蹟紀念館（日语：旧多摩聖蹟記念館）
- 舊有山家住宅

#### 其他
- 多摩御獵場
- 關戶古戰場
- 赤坂駒飼場古戰場
- 伊呂波坂（日语：いろは坂 (多摩市)）
- 沓切坂（日语：沓切坂）
- 舊富澤家住宅（日语：多摩中央公園）
- 舊加藤家住宅

### 特產品
- 原峰之香（原峰のかおり） - 味噌
- 原峰之泉（原峰のいずみ） - 酒
- 白加賀 - 梅酒

### 祭典、活動

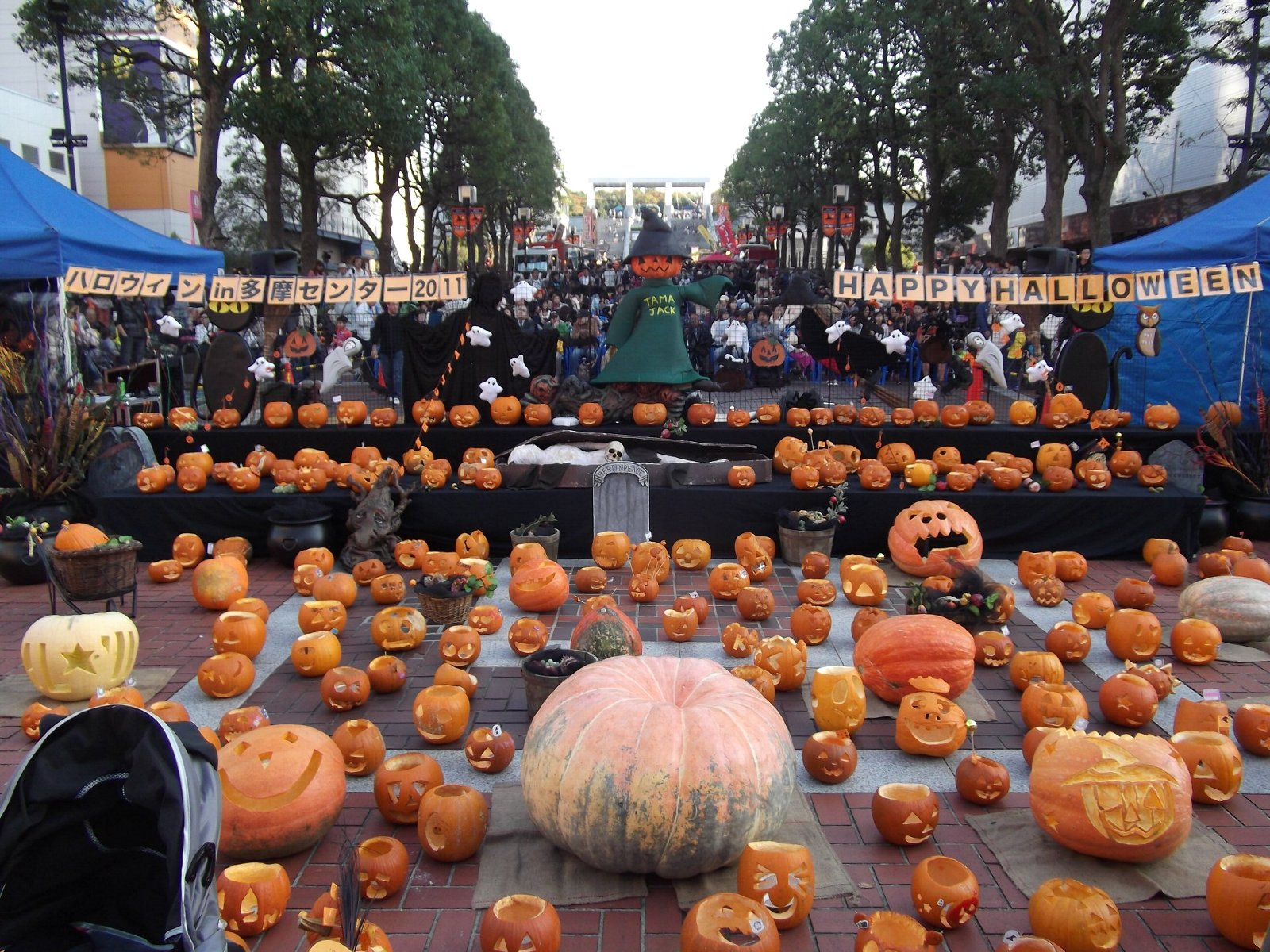
Halloween in多摩中心2011

- 歲德燒（日语：左義長）（どんど焼き）（1月15日）
- 多摩公路賽大會（多摩ロードレース大会，3月下旬）
- 多摩中心Spring Festa（多摩センタースプリングフェスタ，3月下旬）
- 聖蹟櫻祭（せいせき桜まつり，4月上旬）
- Garden City多摩中心兒童祭（ガーデンシティ多摩センターこどもまつり，5月3日～5日） - 2004年以前稱「Garden City多摩」（ガーデンシティ多摩）
- 故鄉多摩夏祭・聖蹟朝顏市（ふるさと多摩夏まつり・せいせき朝顔市，7月）
- 聖蹟多摩川花火大會（せいせき多摩川花火大会，8月上旬） - 過去名為「多摩川關戶橋花火大會」，因2003年煙火師受困河中沙洲[48]而停辦，2005年起更名為「聖蹟多摩川花火大會」[49][50]。
- 落合夏祭盆踊大會（8月上旬） - Hello Kitty將穿著浴衣參加。
- 多摩中心夏祭（每年夏季）
- 小野神社例大祭（9月第2個周日） - 武州六大明神之一的小野神社例大祭。
- tamaROCK（9月中旬） - 於一之宮公園舉行的野外音樂節。2009以前於府中市舉行。
- 永山Festival（永山フェスティバル，9月下旬）
- 聖蹟Festival（せいせきフェスティバル，10月中旬）
- Halloween in多摩中心（ハロウィンin多摩センター，10月下旬）
- TAMA CINEMA FORUM（日语：TAMA CINEMA FORUM）（11月） - 1991年為紀念市制20周年而舉行的電影節[51][52]。
- 多摩中心燈飾活動（多摩センターイルミネーション，11月上旬至1月上旬） - 使用約40萬顆LED，是多摩地域最大規模[53]的街頭燈飾活動[54][55]。除了為友好都市長野縣富士見町贈送的樅樹裝飾為「中心燈樹」（センターランドツリー），還包括動物造型的綠色雕塑、Kitty燈飾、光之水族館等活動[56]。また開催期間中には、サンリオキャラクターによるイルミネーションパレードも行われる。

### 關東富士見百景
帕德嫩多摩及鶴牧西公園以「多摩市富士」入選關東富士見百景。兩地每年可見兩次鑽石富士。
- 「鑽石富士」日
  - 帕德嫩多摩 - 1月29日〜30日日沒、11月12日〜13日日沒
  - 鶴牧西公園 - 1月29日日沒、11月13日日沒

### 新東京百景
- 天王森公園眺望多摩新市鎮與富士山 - 1982年入選東京都新東京百景。

## 地方媒體
- 有線電視

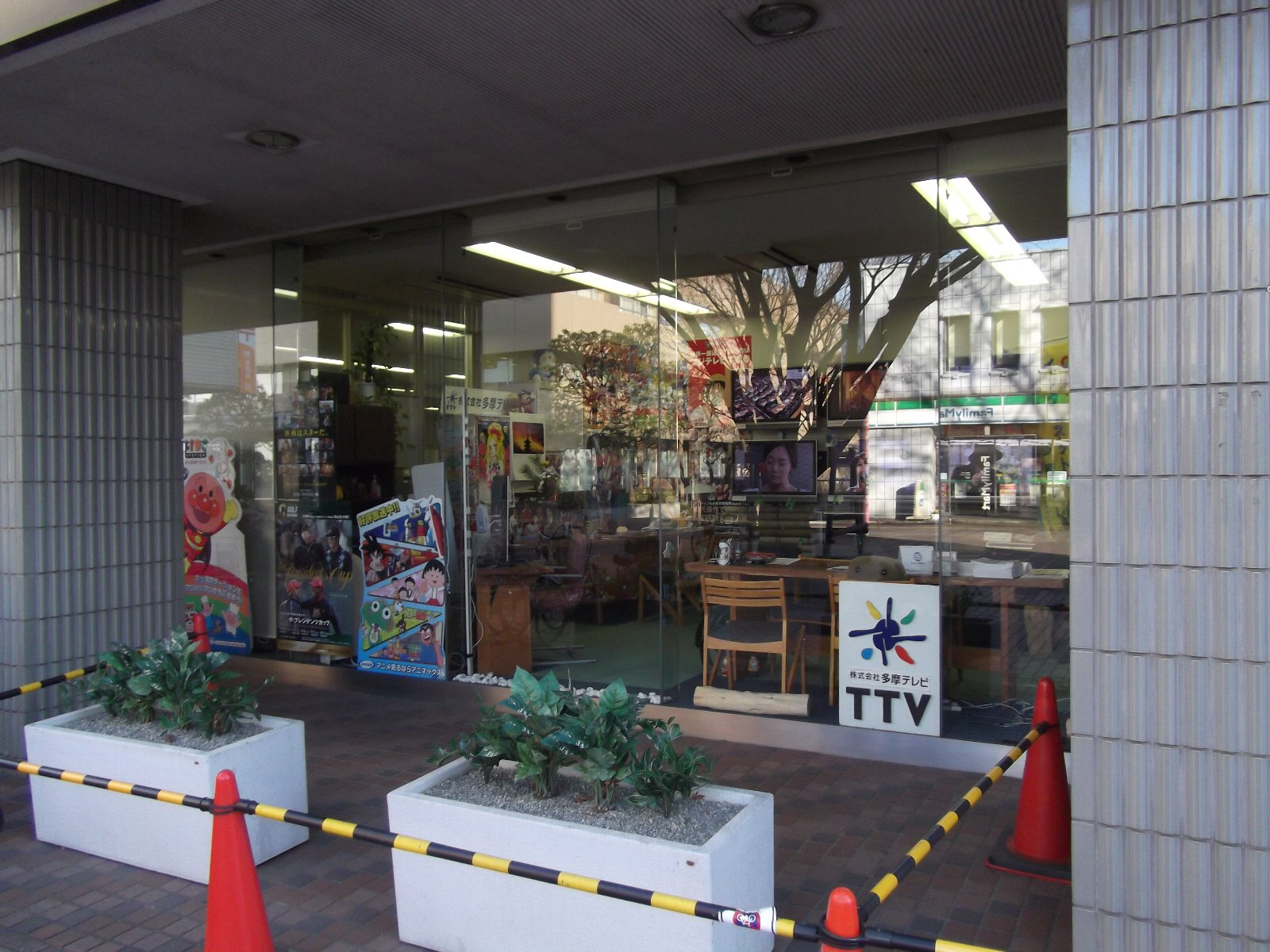
多摩電視台本社

  - 多摩電視台（日语：多摩テレビ） - 服務地區以新市鎮地區為主。
  - J:COM日野（日语：ジェイコム日野） - 僅部分區域。

## 外國設施

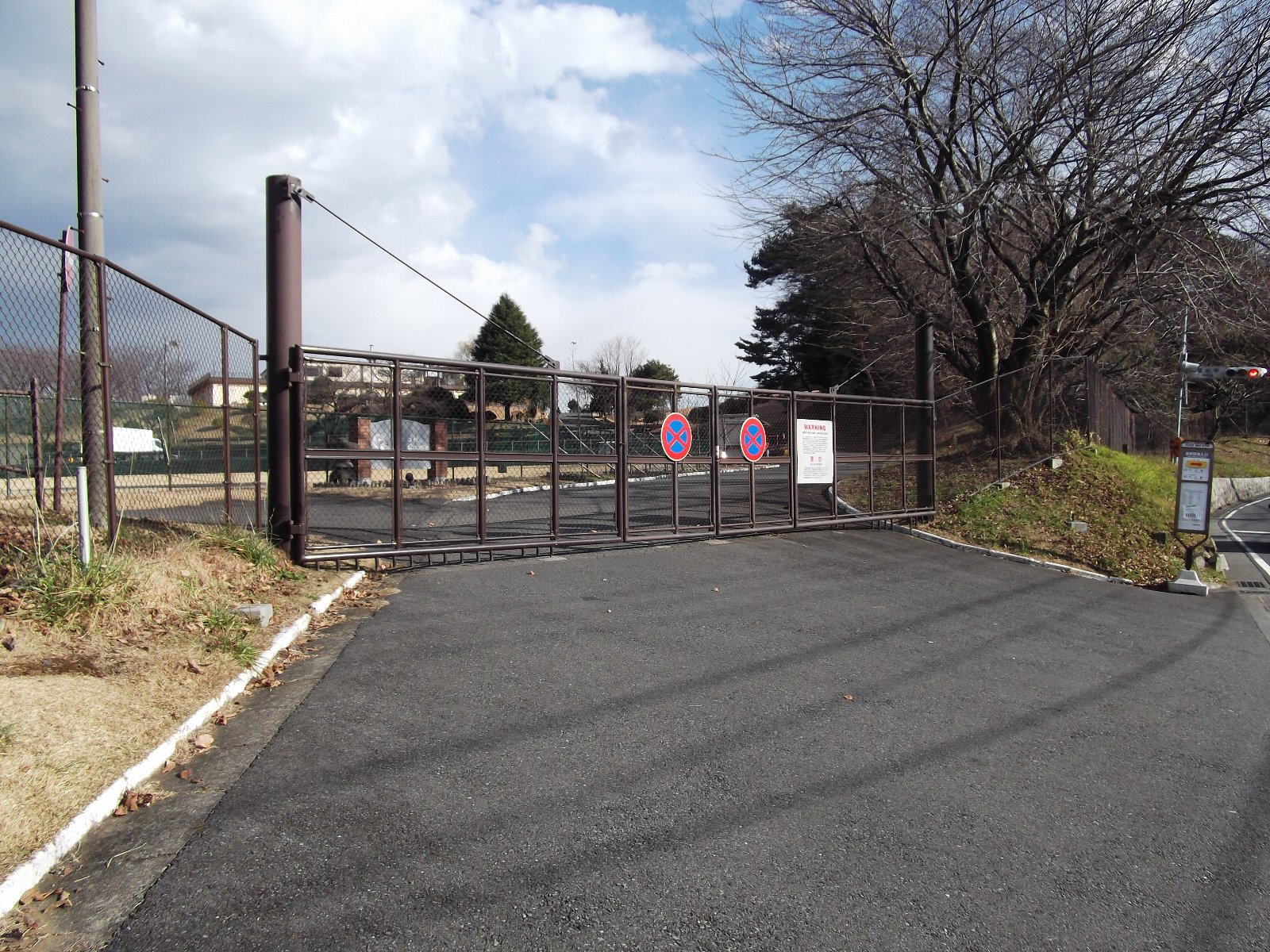
美軍多摩高爾夫球場出入口（連光寺）

- 駐日美軍多摩服務補助設施（日语：多摩サービス補助施設） - 橫田基地休閒設施。跨稻城市。

## 出身人士
- 西園寺瞳 - 「氣志團」成員
- 關口訓充 - 足球選手
- 坪井慶介 - 足球選手

## 相關人物、作品

### 人物
- 赤川次郎 - 小說家。曾住於本市。
- 赤松健 - 漫畫家。VITA\COMMUNEの裏にある聖蹟桜ヶ丘ビュータワーに事業所を構えていたことがある。
- 安野夢洋子 - 漫畫家。杉並區出生，後搬至本市。
- 生稻晃子 - 歌手。惠泉女學園短期大學畢業。
- 石井慧 - 綜合格鬥家。國士館大學畢業。
- 內柴正人 - 柔道家。國士館大學畢業。
- 後藤久美子 - 女優。多摩大學附屬聖丘高等學校畢業。
- 澤穗希 - 女子足球選手。東京都立南野高校畢業。
- 蝶野正洋 - 摔角手。永山高校畢業。
- 西村壽行 - 小說家。住於本市。
- 宮本顯治 - 前日本共産党中央委員惠議長。
- 山田風太郎 - 小說家。住於本市。

### 作品
- 心之谷（動畫版）：聖蹟櫻丘、愛宕

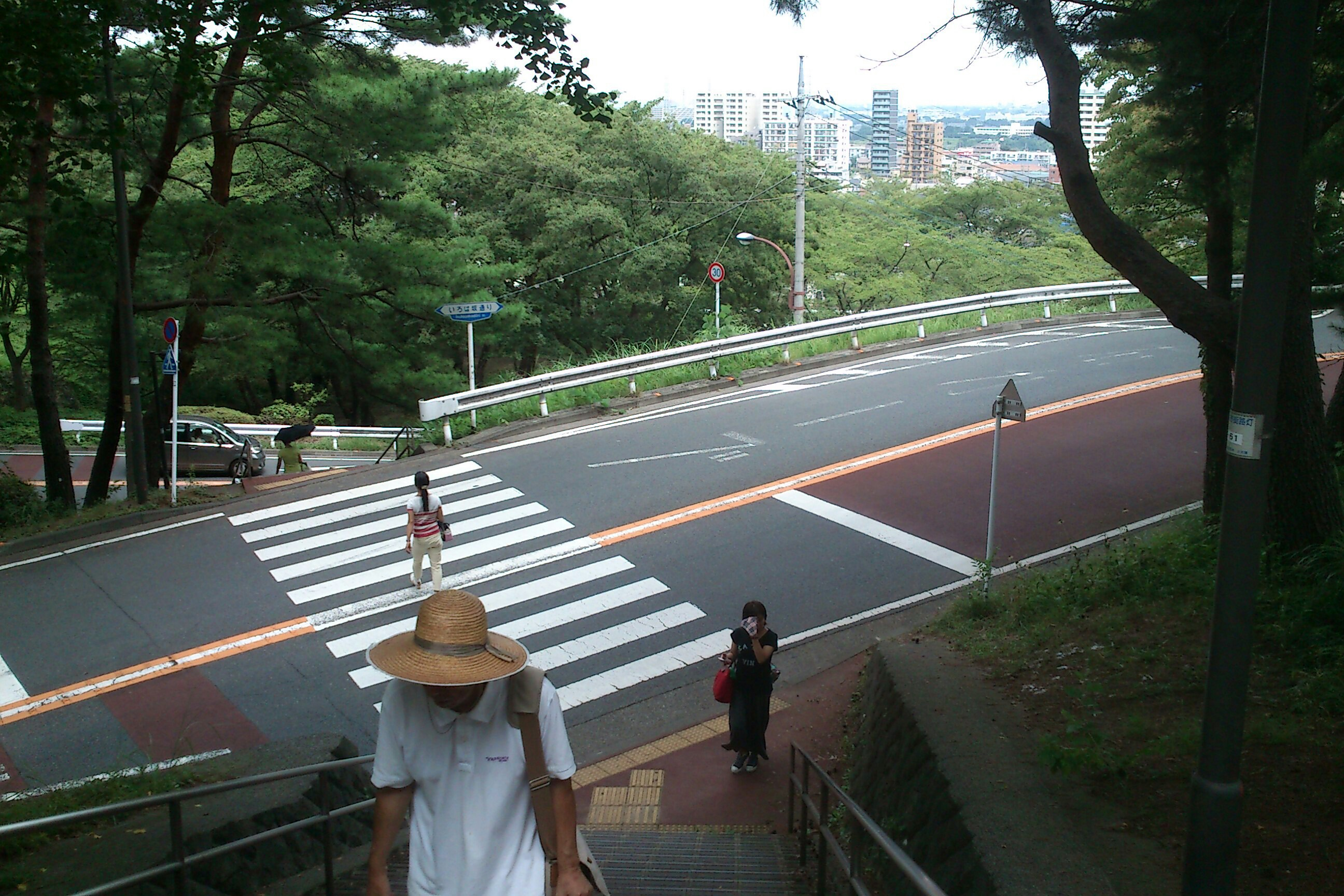
通稱「伊呂波坂」

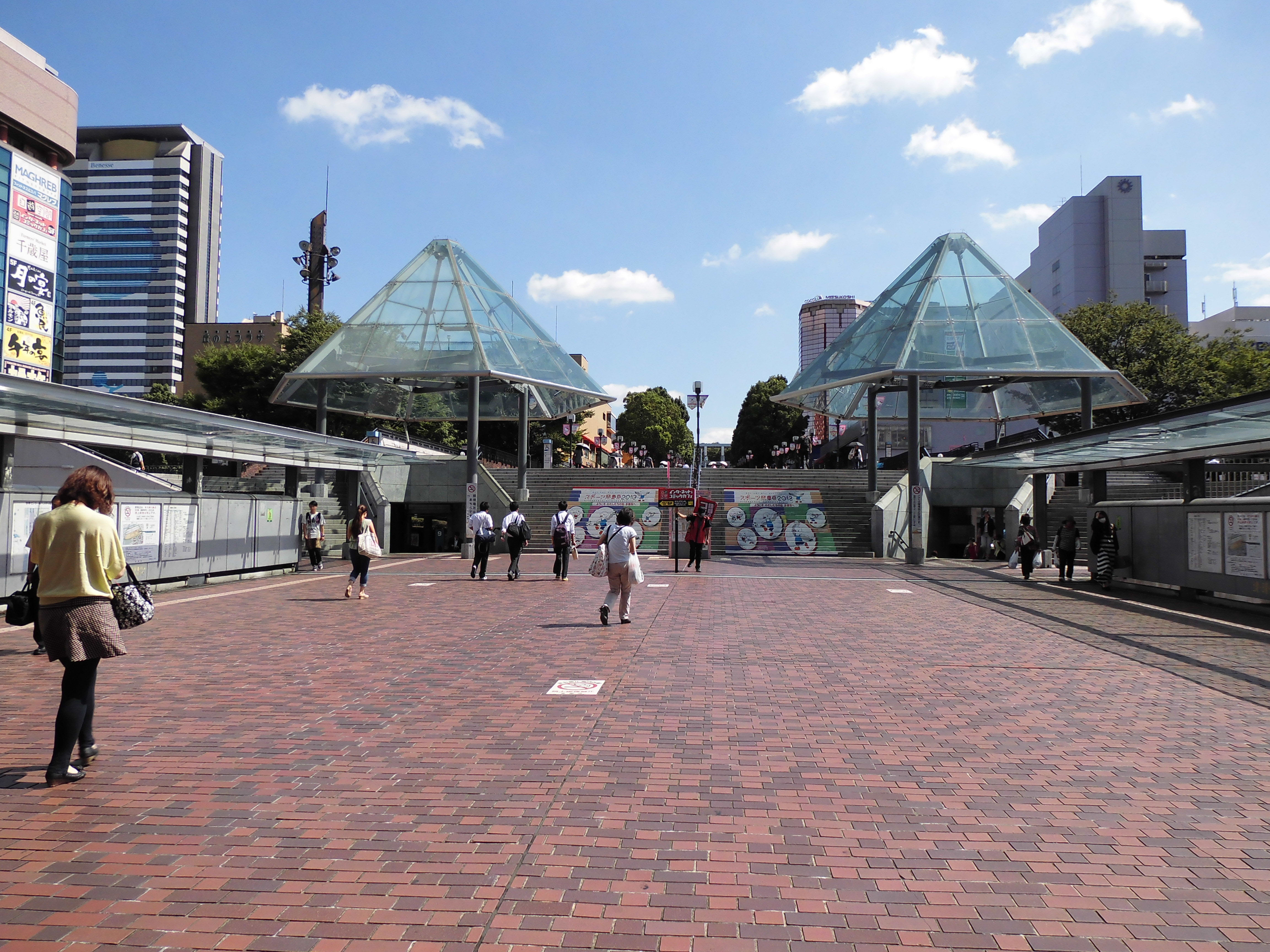
多摩中心站前

- 平成狸合戰：聖丘、連光寺、鶴牧、諏訪、永山、落合、南野、唐木田、南大澤
- 魔法禁書目錄及科學超電磁砲：多摩中心站周邊。多摩市因此與立川市及地方企業合作展開「魔法禁書目錄動畫學園都市化計畫」[59][60]。
- 假面騎士：在舊多摩聖蹟紀念館拍攝
- 蜘蛛人 (東映)：舊多摩聖蹟紀念館
- 超人力霸王梅比斯：在多摩中心站周邊拍攝。
- ROOKIES：舊都立南野高等學校、關戶橋
- 手機搜查官7：舊多摩市立南落合小學校
- 教我愛的一切：惠泉女學園大學
- 戰鬥電人查勃卡：多摩川附近
- 警犬卡爾：關戶橋附近的警察設施，堤防場景則在多摩一小附近
- 超人力霸王銀河：在小學舊址、多摩中心站附近與帕德嫩大通、鶴牧東公園等地拍攝。
- 境界線上的地平線：主角乘坐的八艘連結型航空都市艦武藏的右舷二號艦襲名多摩。
- 一週的朋友：聖蹟櫻丘站前
- 新妹魔王的契约者 : 多摩市聖丘多摩大學附屬聖丘中學校、高等學校（日语：多摩大学附属聖ヶ丘中学校・高等学校）周邊。
- 天使降臨到我身邊：聖蹟櫻丘公園涼亭、櫻丘站前和附近屋景
- 街角魔族：作品中的架空城市“多魔市”，其原型为东京都多摩市

## 以「多摩」命名的地名、設施等
多摩市與周邊各市在過去屬武藏國多摩郡，常統稱為多摩地域、多摩地方或多摩地區，因此周邊常可見以多摩（多磨、玉川）命名的地名、設施。以下僅列出部分具代表性的實例。
- 地名
  - 川崎市多摩區 - 未與本市接壤。
  - 東京都西多摩郡、奧多摩町、奧多摩湖 - 東京都西部。
  - 多摩湖 - 東大和市。
  - 玉川上水 -流經 羽村市、福生市、昭島市、立川市、小平市、小金井市、武藏野市、西東京市、三鷹市、杉並區、世田谷區、澀谷區、新宿區。
- 鐵路
  - 西武多摩川線多磨站、京王線多磨靈園站 - 府中市。
  - JR南武線南多摩站 - 稻城市。
  - 京王動物園線、多摩都市單軌多摩動物公園站 - 日野市。
  - JR青梅線奧多摩站 - 奧多摩町。
  - 京王相模原線多摩境站 - 町田市。
  - 東急田園都市線多摩廣場站 - 橫濱市青葉區。
- 設施
  - 多摩六都科學館（日语：多摩六都科学館） - 西東京市。
  - 東京都立多磨靈園（日语：東京都立多磨霊園） - 府中市。
  - 輕自動車檢查協會東京主管事務所多摩支所 - 國立市。
  - 關東運輸局東京運輸支局（日语：東京運輸支局）多摩自動車檢查登錄事務所（日语：多摩自動車検査登録事務所） - 同上。屬「多摩」車牌號碼的有20市。
  - 多摩動物公園 - 日野市。
  - 多摩警察署（日语：多摩警察署） - 川崎市多摩區。
- 學校
  - 都立豐多摩高校（日语：東京都立豊多摩高等学校） - 杉並區。
  - 都立北多摩高校（日语：東京都立北多摩高等学校） - 立川市。
  - 都立南多摩高校（日语：東京都立南多摩高等学校） - 八王子市。
  - 法政大學多摩校舍 - 町田市與八王子市。
  - 多摩美術大學 - 八王子市校區位於多摩新市鎮內。
  - 中央大學多摩校區 - 八王子市。
  - 都立多摩高校（日语：東京都立多摩高等学校） - 青梅市。
  - 都立多摩工業高校（日语：東京都立多摩工業高等学校） - 福生市。
  - 神奈川縣立多摩高校（日语：神奈川県立多摩高等学校） - 川崎市多摩區。
  - 私立玉川學園（日语：学校法人玉川学園） - 町田市與橫濱市青葉區。

### 備註
1. ↑  此種導覽版設置於多摩中心站周邊各地。多摩中心站南口有另一種「多摩中心區域地圖」。
2. ↑  僅在多摩中心站出張所發行

### 資料來源
1. 1 2  . 東洋経済新報社. 2010: 711.
2. ↑  .   [2012年1月31日]. （原始内容存档于2021年1月19日）.
3. ↑  . ゲンダイネット (日刊ゲンダイ). 2011年1月29日  [2012年1月31日]. （原始内容存档于2013年1月26日）.元記事リンク切れ。引用サイト： http://prayforjp.exblog.jp/15350667/%5B%5D
4. ↑  図典 日本の市町村章 p87
5. 1 2   (PDF).   [2013-09-11]. （原始内容存档 (PDF)于2016-09-10）.
6. 1 2   (PDF).   [2013年8月25日]. （原始内容 (PDF)存档于2013年12月16日）.
7. ↑  秋元孝夫 『ニュータウンの未来』 まちづくり専門家会議、2007年、26頁、38頁。 http://www.machisen.net/book2/index.php （页面存档备份，存于）
8. ↑  .   [2013-08-05]. （原始内容存档于2020-09-20）.
9. ↑   (PDF).   [2013-09-11]. （原始内容存档 (PDF)于2016-03-05）.
10. ↑  『第五次多摩市総合計画』 多摩市、2011年、27ページ。
11. ↑  『第五次多摩市総合計画』多摩市、2011年、10ページ。
12. ↑   (PDF).   [2013-01-01].[永久]
13. 1 2 3 4 5 6  多摩市. . 多摩市. 2013: 66-68.
14. 1 2  .   [2013年8月9日]. （原始内容存档于2021年2月14日）.
15. ↑   (PDF).   [2013年8月9日]. （原始内容存档 (PDF)于2020年9月25日）.
16. ↑  . たまプレ！. 2012年11月3日  [2013年1月31日]. （原始内容存档于2013年4月30日）.
17. ↑  多摩市. . 多摩市. 2013: 70.
18. ↑  . 日本経済新聞 (日本経済新聞社). 2009年6月15日  [2009年6月15日]. （原始内容存档于2009年6月17日）.
19. ↑  . 毎日jp (毎日新聞社). 2010年8月12日  [2010年8月26日].[永久]
20. ↑  多摩市 くらしと文化部ごみ対策課減量推進担当. . 多摩市.   [2010年8月26日].[永久]
21. ↑  . asahi.com (朝日新聞社). 2010年10月1日  [2010年10月3日]. （原始内容存档于2021年2月14日）.
22. ↑  多摩市 くらしと文化部ごみ対策課減量推進担当. . 多摩市.   [2010年10月3日].[永久]
23. ↑  多摩市 市民経済部. . 多摩市.   [2011年3月5日]. （原始内容存档于2015年4月2日）.
24. ↑  サンリオピューロランド. . 株式会社サンリオ.   [2011年3月5日]. （原始内容存档于2011年10月13日）.
25. ↑  多摩市 企画政策部. . 多摩市.   [2011年8月24日]. （原始内容存档于2015年9月23日）.
26. ↑  環境省 報道発表資料. . 環境省.   [2011年8月24日]. （原始内容存档于2021年2月14日）.
27. ↑  環境省 報道発表資料. . 環境省.   [2011年8月24日]. （原始内容存档于2021年2月14日）.
28. ↑  多摩市 くらしと文化部文化スポーツ課. . 多摩市.   [2011年8月24日]. （原始内容存档于2015年4月2日）.
29. ↑  . 毎日jp (毎日新聞社). 2012年4月21日  [2012年4月25日].[永久]
30. ↑  多摩市 くらしと文化部文化スポーツ課. . 多摩市.   [2012年4月25日]. （原始内容存档于2015年4月2日）.
31. ↑  多摩市 くらしと文化部文化スポーツ課. . 多摩市.   [2010年5月22日].[永久]
32. ↑  多摩市 市民経済部経済観光課農政担当. . 多摩市.   [2010年11月2日]. （原始内容存档于2012年3月16日）.
33. ↑  . 八王子経済新聞 (ファクトリージアス合同会社). 2010年8月10日  [2010年11月2日]. （原始内容存档于2021年2月14日）.
34. ↑   (PDF).   [2013-09-06]. （原始内容存档 (PDF)于2021-02-14）.
35. ↑  . 2010年3月22日  [2012-12-31]. （原始内容存档于2021-02-14）.
36. ↑  .   [2013年1月6日]. （原始内容存档于2013年1月26日）.
37. ↑  UR都市機構とは別に、東京都住宅供給公社が所管していた旧・東京都多摩都市整備本部発行の「多摩ニュータウン東部地区施設誘致方針策定調査報告書」において、1ページには"""「多摩センター北地区」は、東京都が新住市街地開発事業を施行している多摩ニュータウン17及び18地区（東部地区）に位置し、多摩センター地区の一部を形成している。"""という記述がある
38. ↑  『多摩ニュータウン開発事業誌 -通史編-』 UR都市機構、平成18年、173頁。
39. 1 2  多摩市 広報広聴課.  (PDF). 多摩市.   [2010年2月1日].[永久]
40. ↑   (PDF).   [2013年9月9日]. （原始内容 (PDF)存档于2015年9月23日）.
41. 1 2  町田市.  (PDF).   [2013年9月10日]. （原始内容存档 (PDF)于2021年1月17日）.
42. ↑  . 町田経済新聞. 2013年2月5日  [2013年9月10日]. （原始内容存档于2021年2月14日）.
43. 1 2  . 町田経済新聞. 2011年5月24日  [2013年9月10日]. （原始内容存档于2021年2月14日）.
44. ↑  相模原市. .   [2013年9月10日]. （原始内容存档于2017年11月8日）.
45. ↑   (PDF). 小田急多摩線延伸ニュース (相模原市). 2012年3月  [2013年9月10日]. （原始内容 (PDF)存档于2015年5月1日）.
46. ↑  .   [2014年2月5日]. （原始内容存档于2016年7月26日）.
47. ↑  社団法人日本ウオーキング協会. .   [2010年9月6日]. （原始内容存档于2012年1月2日）.
48. ↑  . 47NEWS (全国新聞ネット). 2003年8月5日  [2009年10月3日]. （原始内容存档于2015年4月2日）.
49. ↑  . 多摩ニュータウンタイムズ (株式会社多摩ニュータウンタイムズ). 2005年5月1日  [2009年10月3日]. （原始内容存档于2015年4月2日）.
50. ↑  . 多摩ニュータウンタイムズ (株式会社多摩ニュータウンタイムズ). 2005年7月1日  [2009年10月3日]. （原始内容存档于2015年4月2日）.
51. ↑  多摩市 教育部. . 多摩市.   [2010年12月1日].[永久]
52. ↑  TAMA映画フォーラム実行委員会. .   [2010年12月1日]. （原始内容存档于2021年1月26日）.
53. ↑  . 八王子経済新聞 (ファクトリージアス合同会社). 2010年11月15日  [2010年11月15日]. （原始内容存档于2021年2月14日）.
54. ↑  . 東京新聞 (中日新聞東京本社). 2010年11月14日  [2010年11月14日]. （原始内容存档于2010年11月18日）.
55. ↑  . 多摩センターイルミネーション実行委員会.   [2010年11月14日]. （原始内容存档于2021年2月14日）.
56. ↑  多摩市広報広聴課編集、多摩市発行「たま広報 第1133号」（2010年11月5日） 1頁
57. ↑  国土交通省 関東地方整備局. . 国土交通省.   [2010年9月6日]. （原始内容存档于2021年2月14日）.
58. ↑  国土交通省 関東地方整備局. . 国土交通省.   [2010年9月6日]. （原始内容存档于2021年2月14日）.
59. ↑  . asahi.com (朝日新聞社). 2010年12月31日  [2011年4月9日]. （原始内容存档于2011年1月3日）.
60. ↑  多摩市 市民経済部経済観光課.  (PDF). 多摩市.   [2011年4月9日].[永久]

## 外部連結
行政
- （日語）多摩市網站; 觀光
- （日語） （页面存档备份，存于）